# Musikjahr 2023
Liste der Musikjahre

◄◄ | ◄ | 2019 | 2020 | 2021 | 2022 | Musikjahr 2023 | 2024 | 2025

Weitere Ereignisse · Country-Musik
Dieser Artikel behandelt das Musikjahr 2023.

## Ereignisse

### Populäre Musik
- 17. März: Die US-amerikanische Sängerin und Songwriterin Taylor Swift startet im State Farm Stadium in Glendale ihre The Eras Tour.
- 24. April: Das Verwaltungsgericht Frankfurt am Main gibt dem Eilantrag des britischen Musikers Roger Waters statt, am 28. Mai in der Festhalle auftreten zu dürfen.[1] Der Veranstalter hatte bereits Ende Februar angekündigt, das Konzert aufgrund anhaltender Antisemitismusvorwürfe absagen zu wollen, wogegen Waters gerichtlich vorging.[2][3]
- Anfang Juni: Nach Recherchen von NDR, Süddeutsche Zeitung, Welt am Sonntag und Zeit Online werfen mehrere Frauen dem Sänger Till Lindemann sexuelle Übergriffe, Machtmissbrauch und teilweise die Verabreichung von Betäubungsmitteln im Rahmen von Rammstein-Konzerten vor.[4]
- 08. Juli: Der britische Musiker Elton John beendet mit einem Konzert in Stockholm seine offizielle Abschiedstournee Farewell Yellow Brick Road. Die Tour ist mit annähernd 900 Mio. Dollar Erlös die erfolgreichste Konzerttournee der Geschichte.[5]
- 21. Juli: Die Punkband Anti-Flag verkündet überraschend ihre Auflösung, nachdem Missbrauchsvorwürfe gegenüber Sänger Justin Sane laut wurden.[6]
- 02. August: Das Wacken Open Air kann wegen des andauernden Regens einen Teil seiner Besucher nicht auf das aufgeweichte Gelände lassen.[7]
- 05. November: Am 5. November hätten die MTV Europe Music Awards am 5. November stattgefunden. Aus Respekt vor dem Krieg in Israel und der verschärfen Terrorwarnstufe wird die Verleihung abgesagt.[8]
- 10. November: The Beatles haben mit dem Lied Now and Then nach 54 Jahren wieder Platz eins der deutschen Singlecharts erreicht.
- 01. Dezember: Das japanische Popmusikduo Yoasobi startet seine Yoasobi 2023–2024 Asia Tour.
- Mit Taylor Swift hat das Time Magazine erstmals eine Person wegen ihres künstlerischen Schaffens zur Person of the Year gekürt.

### Jazz
- 20. Januar: Das Album The Source von Jazzpianist Kenny Barron, seit mehr als 30 Jahren sein erstes Soloalbum, kommt in den Vertrieb.
- 23. Januar: Mit dem an diesem Tag bei RogueArt erschienenen Doppelalbum The Sixth Decade: From Paris to Paris erinnert das Art Ensemble of Chicago daran, dass es 1969/1970 bei Auftritten in der Region von Paris mit seiner Great Black Music rasch bekannt wurde.
- 26.–29. Mai: Das moers festival zeigt die Verbindungen von György Ligeti zu Jazz, Improvisierter und Welt-Musik auf.[9]
- 26. September: Sein 30-jähriges Bestehen feiert das Wiener Porgy & Bess mit neu arrangierten Songs von Michael Mantler.

### Klassische Musik
- 01. Januar: Das Neujahrskonzert der Wiener Philharmoniker 2023 ist das 83. Neujahrskonzert der Wiener Philharmoniker und findet im Wiener Musikverein statt. Dirigent ist zum dritten Mal Franz Welser-Möst, der das Konzert zuvor in den Jahren 2011 und 2013 geleitet hat.[10]
- 25. Oktober: Eröffnung des Maria-Callas-Museums in Athen.

### Musiktheater
- 07. Januar: Uraufführung der Oper Felix Krull von Marc L. Vogler (Komposition und Libretto) nach dem gleichnamigen Hochstaplerroman von Thomas Mann im Kölner Excelsior Hotel Ernst.
- 20. Januar: Uraufführung des Musicals Der geteilte Himmel von Wolfgang Böhmer nach der Erzählung von Christa Wolf im Mecklenburgischen Staatstheater in Schwerin.
- 22. Januar: Uraufführung der Oper Blühen von Vito Žuraj (Musik) mit einem Libretto von Händl Klaus frei nach Thomas Manns Erzählung Die Betrogene im Bockenheimer Depot der Oper Frankfurt.
- 02. Februar: Uraufführung der Kammeroper in einem Akt Old Ghosts von Evangelia Rigaki (Musik) mit einem Libretto von Marina Carr im MoLI, dem Museum of Literature Ireland in Dublin.
- 03. März: Uraufführung der Oper Animal Farm von Alexander Raskatow (Musik) mit einem Libretto von Ian Burton und Alexander Raskatow in der Nationale Opera in Amsterdam.
- 03. März: Die Oper Anne Frank der israelisch-amerikanischen Komponistin Shulamit Ran mit einem Libretto von Charles Kondek nach dem Tagebuch der Anne Frank wird im Musical Arts Center der Indiana University Bloomington uraufgeführt.
- 04. März: Uraufführung der Oper Des Kaisers neue Walzer von Alma Deutscher auf das Libretto von Nina Schneider, Guy Deutscher und Alma Deutscher am Salzburger Landestheater.
- 19. März: Premiere des Musicals Romeo & Julia – Liebe ist alles von Peter Plate und Ulf Leo Sommer nach Romeo und Julia von William Shakespeare.
- 23. März: Die britische Synthie-Pop-/Synth-Rock-Band Depeche Mode startet in Sacramento ihre Memento Mori World Tour.
- 14. April: Uraufführung des Musicals SCHOLL – Die Knospe der Weißen Rose von Titus Hoffmann und Thomas Borchert im Stadttheater Fürth in Fürth.
- 22. April: Uraufführung der Oper Lennon des früheren kroatischen Präsidenten Ivo Josipović (Musik) mit einem Libretto von Marina Biti im Kroatischen Nationaltheater in Zagreb.
- 14. Mai: Uraufführung der Opera seria in drei Akten Dalinda von Gaetano Donizetti im Konzerthaus Berlin.
- 10. September: Uraufführung der Oper Cassandra von Bernard Foccroulle (Musik) mit einem Libretto von Matthew Jocelyn im Brüsseler Opernhaus La Monnaie/De Munt.
- 21. September: Uraufführung der Kammeroper Miameide von Julia Purgina (Musik) auf ein Libretto von Kristine Tornquist im sirene Operntheater in Wien.
- 25. September: Die Kammeroper in einem Akt Cambio madre por moto  von Frank Nuyts (Musik) nach einem Libretto von Rosa Montero wird beim Flanders Festival im Musikzentrum De Bijloke in Gent uraufgeführt.
- 21. Oktober: Uraufführung der Oper Melancholia von Mikael Karlsson (Musik) in der Königlichen Oper in Stockholm. Das Libretto stammt von Karlsson und Royce Vavrek nach dem Spielfilm Melancholia des Regisseurs Lars von Trier.
- 22. Oktober: Die Oper in zwei Akten Lili Elbe von Tobias Picker (Musik) mit einem Libretto von Aryeh Lev Stollman über das Leben der dänischen Malerin und Transgender-Pionierin Lili Elbe wird im Theater St. Gallen uraufgeführt.
- 00. Oktober: Uraufführung des Musicals Hell’s Kitchen im The Public Theater (Off-Broadway) in New York City.
- 02. Dezember: Die Oper Valuska von Péter Eötvös (Musik) mit einem Libretto von Mari Mezei und Kinga Keszthelyi wird an der Ungarischen Staatsoper in Budapest uraufgeführt.
- 14. Dezember: Uraufführung der Operette Lass uns die Welt vergessen – Volksoper 1938 von Keren Kagarlitsky auf ein Libretto von Theu Boermans in der Volksoper in Wien.

### Film und Fernsehen
- BanG Dream! It’s MyGO!!!!! – japanische Anime-Fernsehserie
- Billy Idol: State Line – Konzertfilm unter der Regie von Vincent Adam Paul und George Scott
- Catching Fire: The Story of Anita Pallenberg – US-amerikanischer Dokumentarfilm von Alexis Bloom und Svetlana Zill
- Daisy Jones & the Six – US-amerikanische Fernsehserie um eine fiktive Rockband aus Hazelwood, einem Stadtteil von Pittsburgh
- Can and me – deutscher Dokumentarfilm unter der Regie von Michael P. Aust und Tessa Knapp
- Girl You Know It’s True – biografisches Filmdrama über den Auf- und Abstieg des 1980er Popduos Milli Vanilli von Simon Verhoeven
- Joika – Filmbiografie über die US-amerikanische Balletttänzerin Joy Womack
- Joan Baez: I Am a Noise – US-amerikanischer Dokumentarfilm über die Singer-Songwriterin Joan Baez
- La estrella azul – Filmdrama und ein Musikfilm von Javier Macipe
- Monster High 2 – US-amerikanischer Musical-Fernsehfilm von Todd Holland
- Taylor Swift: The Eras Tour – US-amerikanischer Konzertfilm der Singer-Songwriterin Taylor Swift
- The Last Repair Shop – US-amerikanischer Kurz-Dokumentarfilm von Kris Bowers und Ben Proudfoot
- War Is Over! Inspired by the Music of John & Yoko – US-amerikanischer animierter Kurzfilm von Dave Mullins

### Musikindustrie
- 20. Dezember: Die erste Version der Musiksoftware Suno AI wird veröffentlicht.

## Musikcharts

### Deutschland
| Singles                                   | Position | Alben                                   |
| ----------------------------------------- | -------- | --------------------------------------- |
|                                           |          |                                         |
| Komet Udo Lindenberg & Apache 207         | 1        | Hackney Diamonds The Rolling Stones     |
| Flowers Miley Cyrus                       | 2        | Memento Mori Depeche Mode               |
| Sie weiß Ayliva feat. Mero                | 3        | 72 Seasons Metallica                    |
| Wildberry Lillet Nina Chuba               | 4        | Gartenstadt Apache 207                  |
| I’m Good (Blue) David Guetta & Bebe Rexha | 5        | 1989 (Taylor’s Version) Taylor Swift    |
| Zukunft Pink Peter Fox feat. Inéz         | 6        | Das ist los Herbert Grönemeyer          |
| Nachts wach Makko & Miksu/Macloud         | 7        | Schwarzes Herz Ayliva                   |
| 9 bis 9 Sira feat. Bausa & Badchieff      | 8        | Glas Nina Chuba                         |
| Tabu Yung Yury                            | 9        | Midnights Taylor Swift                  |
| Another Love Tom Odell                    | 10       | Die Hoffnung klaut mir niemand Kontra K |

- Udo Lindenberg & Apache 207s Megahit Komet ist das am häufigsten auf Rang eins platzierte Lied seit Einführung der wöchentlichen Singlecharts 1971. Eine Woche zuvor überholte der Song bereits Matthias Reims Verdammt, ich lieb’ Dich als am häufigsten an der Spitze platziertes deutschsprachiges Lied.[11]
- Now & Then, das letzte aufgenommene Lied der Beatles erreicht über 50 Jahre nach deren Auflösung und 54 Jahre nach ihrem letztmaligen Nummer-eins-Erfolg ebenfalls Platz eins der deutschen Singlecharts.

Die längsten Nummer-eins-Singles
Lieder, die die meiste Zeit während eines anderen Jahres auf Platz 1 der Charts verbrachten, werden hier nicht aufgeführt.
1. Udo Lindenberg & Apache 207 – Komet (21 Wochen)
2. Sira feat. Bausa & Badchieff – 9 bis 9 (6 Wochen)
3. Ski Aggu feat. Joost & Otto Waalkes – Friesenjung; Mariah Carey – All I Want for Christmas Is You (jeweils 4 Wochen)

Die längsten Nummer-eins-Alben
Alben, die die meiste Zeit während eines anderen Jahres auf Platz 1 der Charts verbrachten, werden hier nicht aufgeführt.
1. The Rolling Stones – Hackney Diamonds (3 Wochen)

Alle weiteren Alben waren entweder eine oder zwei Wochen auf Platz 1 gelistet.
Alle Nummer-eins-Hits und die Hits des Jahres

### Österreich
| Singles                                                           | Position | Alben                                |
| ----------------------------------------------------------------- | -------- | ------------------------------------ |
|                                                                   |          |                                      |
| Flowers Miley Cyrus                                               | 1        | Hackney Diamonds The Rolling Stones  |
| Komet Udo Lindenberg & Apache 207                                 | 2        | XV RAF Camora                        |
| Nachts wach Makko & Miksu/Macloud                                 | 3        | Midnights Taylor Swift               |
| Another Love Tom Odell                                            | 4        | 1989 (Taylor’s Version) Taylor Swift |
| I’m Good (Blue) David Guetta & Bebe Rexha                         | 5        | Harry’s House Harry Styles           |
| Mädchen auf dem Pferd Luca-Dante Spadafora, Niklas Dee & Octavian | 6        | Ausklang Die Seer                    |
| Wildberry Lillet Nina Chuba                                       | 7        | Schwarzes Herz Ayliva                |
| Mockingbird Eminem                                                | 8        | Zeit Rammstein                       |
| 9 bis 9 Sira feat. Bausa & Badchieff                              | 9        | Heroes & Villains Metro Boomin       |
| Daylight David Kushner                                            | 10       | Utopia Travis Scott                  |

- Mit Liebe Grüße bricht RAF Camora den Rekord von Capital Bra für die meisten Nummer-eins-Hits. Insgesamt stand der österreichische Rapper 19 Mal an der Chartspitze.
- Now & Then, das letzte aufgenommene Lied der Beatles, erreicht 53 Jahre nach ihrem letztmaligen Nummer-eins-Erfolg Let It Be ebenfalls Platz eins der österreichischen Singlecharts.

Die längsten Nummer-eins-Singles
Lieder, die die meiste Zeit während eines anderen Jahres auf Platz 1 der Charts verbrachten, werden hier nicht aufgeführt.
1. Miley Cyrus – Flowers (11 Wochen)
2. Luca-Dante Spadafora, Niklas Dee & Octavian – Mädchen auf dem Pferd (9 Wochen)
3. Ski Aggu feat. Joost & Otto Waalkes – Friesenjung; Wham! – Last Christmas (jeweils 3 Wochen)

Die längsten Nummer-eins-Alben
Alben, die die meiste Zeit während eines anderen Jahres auf Platz 1 der Charts verbrachten, werden hier nicht aufgeführt.
1. RAF Camora – XV (5 Wochen)
2. Travis Scott – Utopia; Die Seer – Ausklang (jeweils 4 Wochen)
3. Wiener Philharmoniker / Franz Welser-Möst – Neujahrskonzert der Wiener Philharmoniker 2023 (3 Wochen)

Alle Nummer-eins-Hits und die Hits des Jahres

### Schweiz
| Singles                                   | Position | Alben                                          |
| ----------------------------------------- | -------- | ---------------------------------------------- |
|                                           |          |                                                |
| Flowers Miley Cyrus                       | 1        | Hackney Diamonds The Rolling Stones            |
| Calm Down Rema                            | 2        | Utopia Travis Scott                            |
| Komet Udo Lindenberg & Apache 207         | 3        | Loch dür Zyt Züri West                         |
| I’m Good (Blue) David Guetta & Bebe Rexha | 4        | 1989 Taylor Swift                              |
| Another Love Tom Odell                    | 5        | Heroes & Villains Metro Boomin                 |
| Daylight David Kushner                    | 6        | 72 Seasons Metallica                           |
| Mockingbird Eminem                        | 7        | Freud am Läbe Heimweh                          |
| As It Was Harry Styles                    | 8        | Memento Mori Depeche Mode                      |
| Tattoo Loreen                             | 9        | Schwarzes Herz Ayliva                          |
| Snap Rosa Linn                            | 10       | Dankbarkeit Schwyzerörgeliquartett Genderbüebu |

Die längsten Nummer-eins-Singles
Lieder, die die meiste Zeit während eines anderen Jahres auf Platz 1 der Charts verbrachten, werden hier nicht aufgeführt.
1. Miley Cyrus – Flowers (15 Wochen)
2. Dave & Central Cee – Sprinter (9 Wochen)
3. Iñigo Quintero – Si no estás (8 Wochen)

Die längsten Nummer-eins-Alben
Alben, die die meiste Zeit während eines anderen Jahres auf Platz 1 der Charts verbrachten, werden hier nicht aufgeführt.
1. Schwyzerörgeliquartett Genderbüebu – Dankbarkeit (3 Wochen)

Alle weiteren Alben waren entweder eine oder zwei Wochen auf Platz 1 gelistet.
Alle Nummer-eins-Hits und die Hits des Jahres

### Vereinigtes Königreich
| Singles                                | Position | Alben                                |
| -------------------------------------- | -------- | ------------------------------------ |
|                                        |          |                                      |
| Flowers Miley Cyrus                    | 1        | The Highlights The Weeknd            |
| Sprinter Dave & Central Cee            | 2        | Midnights Taylor Swift               |
| Escapism Raye feat. 070 Shake          | 3        | 1989 (Taylor’s Version) Taylor Swift |
| Anti-Hero Taylor Swift                 | 4        | Diamonds Elton John                  |
| Miracle Calvin Harris & Ellie Goulding | 5        | Harry’s House Harry Styles           |
| Calm Down Rema                         | 6        | 50 Years – Don’t Stop Fleetwood Mac  |
| Kill Bill SZA                          | 7        | Curtain Call: The Hits Eminem        |
| Boy’s a Liar PinkPantheress            | 8        | SOS SZA                              |
| As It Was Harry Styles                 | 9        | AM Arctic Monkeys                    |
| People Libianca                        | 10       | ABBA Gold – Greatest Hits ABBA       |

- Taylor Swifts Neuinterpretation ihres Albums 1989 verkaufte sich in der ersten Woche 184.000 mal und blieb als einziges Album 2023 drei Wochen hintereinander auf Platz 1.
- Sprinter von Dave & Central Cee und Flowers von Miley Cyrus blieben insgesamt 10 Wochen hintereinander auf Platz 1 der britischen Charts. Sprinter war es der am meisten gestreamte Song in der Eröffnungswoche sowie der am längsten auf Platz 1 befindliche Hip-Hop-Song in der Geschichte der britischen Charts.

Die längsten Nummer-eins-Singles
Lieder, die die meiste Zeit während eines anderen Jahres auf Platz 1 der Charts verbrachten, werden hier nicht aufgeführt.
1. Miley Cyrus – Flowers; Dave & Central Cee – Sprinter (jeweils 10 Wochen)
2. Calvin Harris & Ellie Goulding – Miracle (8 Wochen)
3. Doja Cat – Paint the Town Red; Wham! – Last Christmas (jeweils 5 Wochen)

Die längsten Nummer-eins-Alben
Alben, die die meiste Zeit während eines anderen Jahres auf Platz 1 der Charts verbrachten, werden hier nicht aufgeführt.
1. Taylor Swift – 1989 (Taylor’s Version) (jeweils 3 Wochen)

Alle weiteren Alben waren entweder eine oder zwei Wochen auf Platz 1 gelistet.
Alle Nummer-eins-Hits und die Hits des Jahres

### Vereinigte Staaten
| Singles                                       | Position | Alben                                     |
| --------------------------------------------- | -------- | ----------------------------------------- |
|                                               |          |                                           |
| Last Night Morgan Wallen                      | 1        | One Thing at a Time Morgan Wallen         |
| Flowers Miley Cyrus                           | 2        | Midnights Taylor Swift                    |
| Kill Bill SZA                                 | 3        | SOS SZA                                   |
| Anti-Hero Taylor Swift                        | 4        | Her Loss Drake & 21 Savage                |
| Creepin’ Metro Boomin, The Weeknd & 21 Savage | 5        | Dangerous: The Double Album Morgan Wallen |
| Calm Down Rema & Selena Gomez                 | 6        | Heroes & Villains Metro Boomin            |
| Die for You The Weeknd feat. Ariana Grande    | 7        | Un verano sin ti Bad Bunny                |
| Fast Car Luke Combs                           | 8        | American Heartbreak Zach Bryan            |
| Snooze SZA                                    | 9        | Lover Taylor Swift                        |
| I’m Good (Blue) David Guetta & Bebe Rexha     | 10       | Utopia Travis Scott                       |

- Last Night von Morgan Wallen überholte Harry Styles’ As It Was und wurde mit 16 Wochen das am längsten an der Spitzenposition befindlichen Lied eines einzelnen Solointerpreten in der Geschichte der US-Charts.
- Oliver Anthony (Rich Men North of Richmond) ist der erste Interpret, der mit seiner ersten Chartplatzierung direkt auf Platz eins einsteigt, ohne davor Teil einer in den Charts bereits etablierten Gruppe oder in den genrespezifischen Charts von Billboard erfolgreich gewesen zu sein.
- Mit ihrem zwölften Nummer-eins-Album Speak Now (Taylor’s Version) überholt Taylor Swift Barbra Streisand als die Frau mit den meisten Spitzenreitern in den Albumcharts.
- Rockin’ Around the Christmas Tree von Brenda Lee hält mit 65 Jahren den Rekord für die längste Zeitspanne von der Erstveröffentlichung bis zur Nummer-eins-Platzierung in der Geschichte der Charts.

Die längsten Nummer-eins-Singles
Lieder, die die meiste Zeit während eines anderen Jahres auf Platz 1 der Charts verbrachten, werden hier nicht aufgeführt.
1. Morgan Wallen – Last Night (16 Wochen)
2. Miley Cyrus – Flowers (8 Wochen)
3. Taylor Swift – Cruel Summer (4 Wochen)

Die längsten Nummer-eins-Alben
Alben, die die meiste Zeit während eines anderen Jahres auf Platz 1 der Charts verbrachten, werden hier nicht aufgeführt.
1. Morgan Wallen – One Thing at a Time (16 Wochen)
2. SZA – SOS (8 Wochen)
3. Travis Scott – Utopia; Taylor Swift – 1989 (Taylor’s Version) (jeweils 4 Wochen)

Alle Nummer-eins-Hits und die Hits des Jahres

### Charts in weiteren Ländern
Siehe auch: Nummer-eins-Hits 2023 in Argentinien,  Australien, Belgien, Brasilien, Bulgarien, Dänemark, Deutschland, Finnland, Frankreich, Griechenland, Indien, Irland, Italien, Japan, Kanada, Kolumbien, Kroatien, Malaysia, Mexiko, Neuseeland, den Niederlanden, Norwegen, Österreich, Polen, Portugal, Rumänien, Schweden, der Schweiz, Singapur, Slowakei, Spanien, Südafrika, Südkorea, Tschechien, Ungarn, den Vereinigten Staaten und im Vereinigten Königreich.

## Musikpreise und Ehrungen

### BRIT Awards
- Künstler des Jahres: Beyoncé
- Song des Jahres: Break My Soul von Beyoncé
- Britischer Künstler des Jahres: Harry Styles
- Britischer Song des Jahres: As It Was von Harry Styles
- Britisches Album des Jahres: Harry's House von Harry Styles

Vollständige Liste der Preisträger

### Grammy Awards
- Single des Jahres: About Damn Time von Lizzo
- Album des Jahres: Harry’s House von Harry Styles
- Song des Jahres: Just Like That von Bonnie Raitt
- Bester neuer Künstler: Samara Joy

Vollständige Liste der Preisträger

### Juno Awards
- Artist of the Year: The Weeknd
- Group of the Year: Arkells
- Breakthrough Artist of the Year: Banx & Ranx
- Juno Fan Choice Award: Avril Lavigne
- Album of the Year: Dawn FM von The Weeknd
- Single of the Year: Sacrifice von The Weeknd

Vollständige Liste der Preisträger

### Country Music Association Awards
- Entertainer of the Year: Lainey Wilson
- Album of the Year: Bell Bottom Country – Lainey Wilson
- Song of the Year: Fast Car – Tracy Chapman
- Single of the Year: Fast Car – Luke Combs; (Produzenten: Luke Combs, Chip Matthews, Jonathan Singleton)

### Rock and Roll Hall of Fame
Aufnahme angekündigt am 3. Mai 2023. Offizielle Zeremonie am 3. November 2023.
- Kate Bush
- Sheryl Crow
- Missy Elliott
- George Michael
- Willie Nelson
- Rage Against the Machine
- The Spinners
- DJ Kool Herc
- Link Wray
- Chaka Khan
- Al Kooper
- Bernie Taupin
- Don Cornelius

### Weitere Musikpreise
- Golden Globe – Beste Filmmusik: Justin Hurwitz – Babylon – Rausch der Ekstase (Babylon) / Bester Filmsong: Naatu Naatu aus RRR – Musik: M. M. Keeravani, Text: Kala Bhairava, Rahul Sipligunj
- Oscarverleihung – Beste Filmmusik: Volker Bertelmann – Im Westen nichts Neues / Bester Filmsong: Naatu Naatu aus RRR – Musik: M. M. Keeravani, Text: Kala Bhairava, Rahul Sipligunj
- Deutscher Jazzpreis 2023 – Lebenswerk: Rolf & Joachim Kühn; Liste aller Preisträger
- Schweizer Grand Prix Musik 2023: Erik Truffaz
- Polar Music Prize: Chris Blackwell, Angélique Kidjo und Arvo Pärt

### Musikwettbewerbe und Castingshows
Eurovision Song Contest
1. Loreen: Tattoo
2. Käärijä: Cha Cha Cha
3. Noa Kirel: Unicorn
4. Marco Mengoni: Due vite
5. Alessandra: Queen of Kings

- Sanremo-Festival 2023: Marco Mengoni mit dem Lied Due vite.
- Unser Lied für Liverpool: Lord of the Lost mit dem Lied Blood & Glitter

## Musikfestivals und -tourneen
- 20. Januar – 5. Februar: CTM Festival – Portals
- 17. März 2023 – 8. Dezember 2024: The Eras Tour
- 2.–4. Juni: Rock am Ring
- 2.–5. August: Wacken Open Air – das Wacken Open Air war von Beginn an gezeichnet durch heftige Regenfälle, die den Untergrund in Matsch verwandelten. Von den ursprünglich 85.000 Besuchern konnten nur 61.000 an dem Festival teilnehmen.[13]
- 9.–10. September: Lollapalooza Berlin
- 6.–8. Oktober: Power Trip Festival in Indio
- 21. Oktober – 3. November: Madeline Juno Acoustic Tour 2023

## Jahresbestenlisten

### Classic Rock(deutsche Ausgabe)
| Alben |
| --- |
| 1. The Rolling Stones – Hackney Diamonds 2. The Gaslight Anthem – History Books 3. Israel Nash – Ozarker 4. Iggy Pop – Every Loser 5. Rival Sons – Darkfighter 6. Bob Dylan – Shadow Kingdom 7. Steven Wilson – The Harmony Codex 8. Greta Van Fleet – Starcatcher 9. Mammoth WVH – Mammoth II 10. Peter Gabriel – I/O |

### Entertainment Weekly
| Alben |
| --- |
| 1. Sufjan Stevens – Javelin 2. Jessie Ware – That! Feels Good! 3. Boygenius – The Record 4. Olivia Rodrigo – Guts 5. Jamila Woods – Water Made Us 6. Lana Del Rey – Did You Know That There’s a Tunnel Under Ocean Blvd 7. Victoria Monét – Jaguar II 8. Janelle Monáe – The Age of Pleasure 9. Amaarae – Fountain Baby 10. Mitski – The Land Is Inhospitable And So Are We |

### The Guardian
| Alben |
| --- |
| 1. Lankum – False Lankum 2. Young Fathers – Heavy Heavy 3. Caroline Polacheck – Desire, I Want to Turn Into You 4. Jessie Ware – That! Feels Good! 5. Mitski – The Land Is Inhospitable And So Are We 6. Lana Del Rey – Did You Know That There’s a Tunnel Under Ocean Blvd 7. Yaeji – With a Hammer 8. Blur – The Ballad of Darren 9. Amaarae – Fountain Baby 10. Olivia Rodrigo – Guts |

### Laut.de
| Songs | Alben |
| --- | --- |
| 1. Doja Cat – Paint That Town Red 2. Steven Wilson – The Harmony Codex 3. Depeche Mode – Ghosts Again 4. Sleep Token – Ascensionism 5. Raye – Five Star Hotel 6. Glauque – Pas le Choix 7. Mitski – My Love Mine All Mine 8. Ashnikko – Worms 9. Queen Omega – No Love 10. Slowdive – Chained to a Cloud | 1. Lil Yachty – Let's Start Here 2. Travis Scott – Utopia 3. JPEGMafia & Danny Brown – Scaring the Hoes 4. Depeche Mode – Memento Mori 5. Mitski – The Land Is Inhospitable And So Are We 6. Sleep Token – Take Me Back to Eden 7. Slowdive – Everything Is Alive 8. Blur – The Ballad of Darren 9. Glauque – Les Gens Passent, Le Temps Reste 10. Lana Del Rey – Did You Know That There’s a Tunnel Under Ocean Blvd |

### Metal Hammer
| Alben | Soundcheck-Tops |
| --- | --- |
| 01. Soen – Memorial 02. In Flames – Foregone 03. Katatonia – Sky Void of Stars 04. Night Demon – Outsider 00. Sulphur Aeon – Seven Crowns and Seven Seals 06. Feuerschwanz – Fegefeuer 07. Metallica – 72 Seasons 08. Green Lung – This Heathen Land 09. Erik Cohen – True Blue 00. Thronehammer – Kingslayer | 01. Green Lung – This Heathen Land (ø = 5,08) 02. Sulphur Aeon – Seven Crowns and Seven Seals (ø = 5,00) 00 Soen – Memorial (ø = 5,00) 04. Night Demon – Outsider (ø = 4,88) 05. In Flames – Foregone (ø = 4,77) 06. High Spirits – Safe on the Other Side (ø = 4,75) 00. Spirit Adrift – Ghost at the Gallows (ø = 4,75) 08. Insomnium – Anno 1696 (ø = 4,73) 09. Sorcerer – Reign of the Reaper (ø = 4,71) 10. Thulcandra – Hail the Abyss (ø = 4,63) 00. Thronehammer – Kingslayer (ø = 4,63) |

### Musikexpress
| Songs | Alben |
| --- | --- |
| 1. Olivia Rodrigo – Vampire 2. Miley Cyrus – Flowers 3. Lana Del Rey – A&W 4. The Rolling Stones – Angry 5. Caroline Polachek – Welcome to My Island 6. Blur – St. Charles Square 7. Shakira & Bizarrap – Brzp Music Sessions, Vol. 53 8. Janelle Monáe – Float 9. Queens of the Stone Age – Obscenery 10. The Beatles – Now & Then | 1. Anohni and the Johnsons – My Back Was a Bridge for You to Cross 2. Lana Del Rey – Did You Know That There’s a Tunnel Under Ocean Blvd 3. Róisín Murphy – Hit Parade 4. Christine and the Queens – Paranoia, Angels, True Love 5. Queens of the Stone Age – In Times New Roman 6. Sufjan Stevens – Javelin 7. The Rolling Stones – Hackney Diamonds 8. Mitski – The Land Is Unhospitable and So Are We 9. Boygenius – The Record 10. Noel Gallagher’s High Flying Birds – Council Skies |

### Rolling Stone(deutsche Ausgabe)
| Alben |
| --- |
| 1. Anohni and the Johnsons – My Back Was a Bridge for You to Cross 2. Wilco – Cousin 3. PJ Harvey – I Inside the Old Year Dying 4. Blur – The Ballad of Darrem 5. Lankum – False Lankum 6. Bonnie 'Prince' Billy – Shadow Kingdom 7. Husten – Aus einem nachtlangen Jahr 8. Lana Del Rey – Did You Know That There’s a Tunnel Under Ocean Blvd 9. The Rolling Stones – Hackney Diamonds 10. Sufjan Stevens – Javelin |

### Stern
| Bestseller 2023 – Alben |
| --- |
| 1. Pink – Trustfall 2. Rammstein – Zeit 3. Depeche Mode – Ghosts Again 4. Peter Fox – Love Songs 5. Metallica – 72 Seasons 6. Roland Kaiser – Perspektiven 7. Herbert Grönemeyer – Das ist los 8. Apache 207 – Gartenstadt 9. Nina Chuba – Glas 10. AnnenMayKantereit – Es ist Abend und wir sitzen bei mir |

### The Wire
| Alben |
| --- |
| 1. Yo La Tengo – This Stupid World 2. Philip Jeck & Chris Watson – Oxymardyke 3. Darius Jones – fLuXkit Vancouver (i̶t̶s suite but sacred) 4. Khanate – To Be Cruel 5. Matana Roberts – Coin Coin Chapter Five: In the Garden… 6. Mariam Rezaei – Bown 7. Irreversible Entanglements – Protect Your light 8. Mendoza Hoff Revels – Echolocation 9. Cassandra Miller – Traveller Song / THanksong 10. Aksak Maboul – Une Aventure de VV (Songspiel) |

### Visions
| Alben |
| --- |
| 1. Foo Fighters – But Here We Are 2. Militarie Gun – Life Under the Gun 3. Queens of the Stone Age – In Times New Roman… 4. Billy Nomates – Cacti 5. Baroness – Stone 6. Spotlights – Alchemy for the Dead 7. Clowns – Endless 8. Boygenius – The Record 9. Empire State Bastard – Rivers of Heresy 10. The Hives – The Death of Randy Fitzsimmons |

## Gedenk- und Jahrestage
- 05. Januar: 25. Todestag von Sonny Bono
- 14. Januar: 50. Jahrestag des weltweit übertragenen Konzerts Aloha from Hawaii von Elvis Presley
- 26. Januar: 75: Geburtstag von Aki Takase
- 04. Februar: 75. Geburtstag von Alice Cooper
- 06. Februar: 25. Todestag von Falco
- 22. Februar: 100. Geburtstag von Billy Mo
- 25. Februar: 150. Geburtstag von Enrico Caruso
- 01. März: 50. Jahrestag der Erstveröffentlichung von The Dark Side of the Moon von Pink Floyd
- 02. März: 75. Geburtstag von Rory Gallagher
- 26. März: 75. Geburtstag von Steven Tyler
- 28. März: 50. Jahrestag der Erstveröffentlichung von Houses of the Holy von Led Zeppelin
- 05. April: 50. Geburtstag von Pharrell Williams
- 13. April: 50. Jahrestag der Erstveröffentlichung von Aladdin Sane von David Bowie
- 17. April: 50. Jahrestag der Erstveröffentlichung von Desperado der Eagles
- 17. April: 25. Todestag von Linda McCartney
- 20. April: 100. Geburtstag von Tito Puente
- 27. April: 50. Jahrestag der Erstveröffentlichung von Sweetnighter von Weather Report
- 30. April: 100. Geburtstag von Percy Heath
- 04. Mai: 50. Jahrestag der Erstveröffentlichung von Yessongs von Yes
- 13. Mai: 100. Geburtstag von Red Garland
- 14. Mai: 25. Todestag von Frank Sinatra
- 15. Mai: 75. Geburtstag von Brian Eno
- 25. Mai: 75. Geburtstag von Klaus Meine
- 26. Mai: 75. Geburtstag von Stevie Nicks
- 26. Mai: 100. Geburtstag von Little Miss Cornshucks
- 27. Mai: 75. Geburtstag von Marc Copland
- 28. Mai: 100. Geburtstag von György Ligeti
- 08. Juni: 50. Todestag von Tubby Hayes
- 16. Juni: 75. Geburtstag von Fredy Studer
- 21. Juni: 75. Geburtstag von Don Airey
- 23. Juni: 100. Geburtstag von George Russell
- 29. Juni: 75. Geburtstag von Ian Paice
- 03. Juli: 100. Geburtstag von Johnny Hartman
- 31. Juli: 100. Geburtstag von Ahmet Ertegün
- 20. August: 100. Geburtstag von Jim Reeves
- 20. August: 75. Geburtstag von Robert Plant
- 31. August: 75. Geburtstag von Rudolf Schenker
- 31. August: 50. Jahrestag der Erstveröffentlichung von Goats Head Soup der Rolling Stones
- 16. September: 75. Geburtstag von Kenney Jones
- 17. September: 100. Geburtstag von Hank Williams
- 24. September: 100. Geburtstag von Fats Navarro
- 26. September: 75. Geburtstag von Olivia Newton-John
- 01. Oktober: 50. Jahrestag der Erstveröffentlichung von Spectrum von Billy Cobham
- 05. Oktober: 50. Jahrestag der Erstveröffentlichung von Goodbye Yellow Brick Road von Elton John
- 12. Oktober: 75. Geburtstag von Rick Parfitt
- 13. Oktober: 50. Jahrestag der Erstveröffentlichung von Herbie Hancocks Album Head Hunters
- 15. Oktober: 75. Geburtstag von Chris de Burgh
- 16. Oktober: 100. Geburtstag des Komponisten Bert Kaempfert
- 16. Oktober: 150. Geburtstag des Komponisten W. C. Handy
- 06. November: 75. Geburtstag von Glenn Frey
- 12. November: 25. Todestag von Kenny Kirkland
- 12. November: 100. Geburtstag von Charlie Mariano
- 16. November: 75. Geburtstag von Robert „Mutt“ Lange
- 20. November: 75. Geburtstag von Barbara Hendricks
- 03. Dezember: 75. Geburtstag von Ozzy Osbourne
- 06. Dezember: 75. Geburtstag von Marius Müller-Westernhagen
- 13. Dezember: 75. Geburtstag von Ted Nugent
- 20. Dezember: 75. Geburtstag von Alan Parsons
- 28. Dezember: 50. Todestag von Rudi Schuricke
- 31. Dezember: 75. Geburtstag von Donna Summer

## Publikationen
- Britney Spears – The Woman in Me

## Erstveranstaltungen
- Fill in – International Jazz Festival Saar – deutsches Jazzfestival, das jährlich im Saarland stattfindet

## Gründungen und Auflösungen

### Gründungen
- ARTMS – südkoreanische Girlgroup
- Ave Mujica – fiktive Symphonic-Metal-Band aus dem BanG-Dream!-Medienfranchise
- Baba Yaga – österreichische Band aus Wien
- BabyMonster – südkoreanische Girlgroup
- Creator Universe – Bandprojekt von etwa 30 bekannten britischen TikTok-Vloggern
- East of Eden – japanische Rockband
- Embrujo – Drone-Doom-Band
- Fyne – deutschsprachiges Musikprojekt aus Hamburg
- Good Neighbours – britisches Indie-Folk-Duo
- Hori7on – Boygroup aus Manila
- Kiss of Life – südkoreanische Girlgroup
- Loossemble – südkoreanische Girlgroup
- MiSaMo – Subgruppe der südkoreanischen Idol-Gruppe Twice
- Pavilion Verdict – schweizerische Indiepop- und Indiefunk-Band
- Plave – virtuelle südkoreanische Boygroup
- Reigning Phoenix Music – deutsches Independent-Label mit Sitz in Hamberg
- Schrotthagen – deutsches Techno-Produzenten-Duo
- Slower – multinationales Stoner-Doom-Projekt
- Split Chain – britische Nu-Metal-Band aus Bristol
- The Iron Roses – US-amerikanische Punkrock-Band
- Tränen – deutsche Indie-Pop-Progressive-Pop-Punk-Band aus Darmstadt und Chemnitz
- Young Posse – südkoreanische Girlgroup aus Seoul

### Auflösungen
- The Agonist – kanadische Band
- Anti-Flag – US-amerikanische Band
- Antiheld – deutsche Rock-Band
- Bambis – österreichische Band
- Die Bandbreite – deutsche Band
- Bayon – deutsche Band
- Betraying the Martyrs – französische Band
- Breathe Atlantis – deutsche Rockband
- COR – deutsche Band
- The Creepshow – kanadische Band
- Dark Fortress – deutsche Black-Metal-Band[27]
- Ember Falls – finnische Metal-Band
- Fettes Brot – deutsche Band[28]
- Holy Moses – deutsche Band
- Illuminate – deutsche Band
- Isák – norwegische Band
- Jack Frost – österreichische Band
- Knasterbart – deutsche Band
- Mülheim Asozial – deutsche Punk-Band aus Köln-Mülheim
- Neufundland – Indie-Rock-Band aus Köln
- Nullzweizwei – deutsches Rap-Duo aus Herzogenaurach[29]
- Panic! at the Disco – US-amerikanische Band[30]
- Russkaja – österreichische Band[31]
- Sepultura – brasilianische Metal-Band[32]
- Spermbirds – deutsche Band[33]
- Sum 41 – kanadische Band
- Untrue – Schweizer Rock-, Pop- und Funk-Band
- Urfaust – niederländische Band

## Neuveröffentlichungen (Auswahl)

### Lieder und Kompositionen
| Lied                                               | Text | Musik | Erstinterpret                            | Label                                                                           | Veröffentlichung   | Genre                                                  | Album                                    | Weitere Informationen                                                                                                 |
| -------------------------------------------------- | --- | --- | ---------------------------------------- | ------------------------------------------------------------------------------- | ------------------ | ------------------------------------------------------ | ---------------------------------------- | --- |
| 72 Seasons                                         | James Hetfield, Lars Ulrich, Kirk Hammett | James Hetfield, Lars Ulrich, Kirk Hammett | Metallica                                | Blackened Recordings                                                            | 30. März 2023      | Heavy Metal, Thrash Metal                              | 72 Seasons                               | |
| Air                                                | Jimmy „Joker“ Thörnfeldt, Joy Deb, Linnea Deb, Marcus Gunnarsen, Martinus Gunnarsen                                                                            | Jimmy „Joker“ Thörnfeldt, Joy Deb, Linnea Deb, Marcus Gunnarsen, Martinus Gunnarsen                                                                            | Marcus & Martinus                        | Universal Music Sweden                                                          | 25. Februar 2023   | Pop                                                    |                                          | |
| Angry                                              | Mick Jagger, Keith Richards, Andrew Watt | Mick Jagger, Keith Richards, Andrew Watt | The Rolling Stones                       | Polydor                                                                         | 6. September 2023  | Rock                                                   | Hackney Diamonds                         | |
| Barbaras Rhabarberbar                              | Bodo Wartke, Marti Fischer | Bodo Wartke, Marti Fischer | Bodo Wartke feat. Marti Fischer          | Reimkultur GmbH & Co. KG                                                        | 13. Dezember 2023  | Rap, Pop                                               | Zungenbrecher 4.0 – Staffel 4            | |
| Bei niemand anders                                 | | | Wanda                                    | Universal Music                                                                 | November 2023      | Pop                                                    |                                          | |
| Cobra                                              | Joel Banks, Tay Banks, S. Clarke, Derrick Gray, Shawn Jarrett                                                                                                  | Joel Banks, Tay Banks, S. Clarke, Derrick Gray, Shawn Jarrett                                                                                                  | Megan Thee Stallion                      | Hot Girl Productions                                                            | 3. November 2023   | Rap-Rock                                               | Megan                                    | |
| Concrete Heart                                     | René Miller | René Miller | René Miller                              |                                                                                 | 2023               | Pop                                                    |                                          | Beitrag zum deutschen Vorentscheid zum Eurovision Song Contest 2023 Unser Lied für Liverpool                          |
| Çmendur                                            | Mal Retkoceri | Mal Retkoceri | Mal Retkoceri                            |                                                                                 | 2023               | Pop                                                    |                                          | |
| Dare to Be Different                               | Trong Hieu, Sasha Rangas, Stefan von Leijsen und Elsie Bay | Trong Hieu, Sasha Rangas, Stefan von Leijsen und Elsie Bay | Trong Hieu                               |                                                                                 | 2023               | Pop                                                    |                                          | Beitrag zum deutschen Vorentscheid zum Eurovision Song Contest 2023 Unser Lied für Liverpool                          |
| Doomsday Blue                                      | Bambie Thug, Olivia Cassy Brooking, Sam Matlock, Tylr Rydr | Bambie Thug, Olivia Cassy Brooking, Sam Matlock, Tylr Rydr | Bambie Thug                              |                                                                                 | 13. Oktober 2023   | Pop                                                    | Cathexis                                 | |
| Dorfkinder                                         | | | Finnel                                   | VIRRAL GmbH                                                                     | Juli 2023          | Pop, Schlager                                          |                                          | |
| Due                                                | Jacopo Ettore, Federica Abbate, Francesco „Katoo“ Catitti | Jacopo Ettore, Federica Abbate, Francesco „Katoo“ Catitti | Elodie                                   | Island Records                                                                  | 8. Februar 2023    | Pop                                                    | OK. Respira                              | |
| Free Spirit                                        | Michael Schindler | Michael Schindler | Shindy                                   | Sony Music Entertainment                                                        | 22. Juni 2023      | Deutscher Hip-Hop                                      |                                          | |
| Frische Erdbeeren                                  | Heino, Jürgen Kadel | Heino, Jürgen Kadel | Honk! feat. Heino                        | Summerfield Records                                                             | 21. September 2023 | Schlager                                               |                                          | |
| Heart Beat                                         | Ayase | Ayase | Yoasobi                                  | SMEJ                                                                            | 26. Dezember 2023  | J-Pop                                                  |                                          | |
| Hollow                                             | Artūrs Šingirejs, Kate Northrop, Liam Geddes | Artūrs Šingirejs, Kate Northrop, Liam Geddes | Dons                                     |                                                                                 | 11. September 2023 | Pop                                                    |                                          | Beitrag Lettlands beim Eurovision Song Contest 2024                                                                   |
| Houdini                                            | Caroline Ailin, Danny Harle, Tobias Jesso Jr., Dua Lipa, Kevin Parker                                                                                          | Caroline Ailin, Danny Harle, Tobias Jesso Jr., Dua Lipa, Kevin Parker                                                                                          | Dua Lipa                                 | Warner Music                                                                    | 9. November 2023   | Pop                                                    | Radical Optimism                         | |
| I’ll Be There                                      | Dennis Bierbrodt, Mikkel Cox, Stefan Dabruck, Daniel Deimann, Jürgen Dohr, Tobias Frederiksen, Guido Kramer, Alida Garpestad Peck, Robin Schulz, Erik Smaaland | Dennis Bierbrodt, Mikkel Cox, Stefan Dabruck, Daniel Deimann, Jürgen Dohr, Tobias Frederiksen, Guido Kramer, Alida Garpestad Peck, Robin Schulz, Erik Smaaland | Robin Schulz feat. Rita Ora & Tiago PZK  |                                                                                 | 13. Oktober 2023   | Pop                                                    |                                          | |
| Immer an dich geglaubt                             | Lina Burchert, Christian Hartung, Felix Hoffmann, Madeline Juno                                                                                                | Lina Burchert, Christian Hartung, Felix Hoffmann, Madeline Juno                                                                                                | Lina Maly feat. Madeline Juno            |                                                                                 | 21. April 2023     | Pop                                                    | Hush Hush / Hamburg II                   | |
| Is It Love                                         | MTHR, Dag Lundberg, Maia Wright | MTHR, Dag Lundberg, Maia Wright | Loreen                                   | Universal Music Sweden                                                          | 13. Oktober 2023   | Pop                                                    |                                          | |
| It Never Went Away                                 | Jon Batiste, Dan Wilson | Jon Batiste, Dan Wilson | Jon Batiste                              |                                                                                 | November 2023      | Filmmusik                                              |                                          | Der Filmsong wurde für die Oscarverleihung 2024 als bester Filmsong für einen Oscar nominiert.                        |
| Jaded                                              | Courtney LaPlante, Mike Stringer, Daniel Braunstein | Courtney LaPlante, Mike Stringer, Daniel Braunstein | Spiritbox                                | Pale Chord Music                                                                | 25. August 2023    | Progressive Metal, Djent, Metalcore, Alternative Metal | The Fear of Fear                         | |
| Kizuna no Kiseki                                   | Jean-Ken Johnny | Jean-Ken Johnny | Man with a Mission × milet               | SMEJ, Milan                                                                     | 10. April 2023     | Alternative Rock, Anison                               |                                          | |
| Koi Kogare                                         | Kajiura | Kajiura | milet × Man with a Mission               | SMEJ                                                                            | 17. April 2023     | Alternative Rock, Anison                               | 5am.                                     | |
| Komet                                              | Christopher Brenner, Volkan Yaman, Udo Lindenberg, Marco Tscheschlok                                                                                           | Lennard Oestmann, Aris Pehlivanian, Christopher Brenner, Volkan Yaman, Udo Lindenberg                                                                          | Udo Lindenberg und Apache 207            | Warner Music                                                                    | 20. Januar 2023    | Pop-Rock                                               | Gartenstadt                              | |
| Lace It                                            | Jarad Higgins, Marshall Mathers, Benjamin Levin, Luis Resto, Magnus Høiberg, Nathan Perez                                                                      | Jarad Higgins, Marshall Mathers, Benjamin Levin, Luis Resto, Magnus Høiberg, Nathan Perez                                                                      | Juice Wrld feat. Eminem und Benny Blanco |                                                                                 | 16. Dezember 2023  | Hip-Hop                                                |                                          | |
| Lächel doch mal                                    | Barbara Davidavičius, Lars Hammerstein, Andreas Janetschko, Kane 13                                                                                            | Barbara Davidavičius, Lars Hammerstein, Andreas Janetschko, Kane 13                                                                                            | Shirin David                             | Juicy Money Records                                                             | 18. Mai 2023       | Deutscher Hip-Hop                                      | Bitches brauchen Rap (Re-Edition)        | |
| Lorbeerkranz                                       | Amir Aschenberg, Felix Blume, Thomas Riese | Amir Aschenberg, Felix Blume, Thomas Riese | Kollegah                                 | Alpha Music Empire                                                              | 28. April 2023     | Deutscher Hip-Hop, Gangsta-Rap                         |                                          | |
| Lose Control                                       | Julian Bunetta, Joshua Coleman, Jaten Dimsdale, Mikky Ekko, Marco Rodriguez-Diaz                                                                               | Julian Bunetta, Joshua Coleman, Jaten Dimsdale, Mikky Ekko, Marco Rodriguez-Diaz                                                                               | Teddy Swims                              | Selbstverlag                                                                    | 23. Juni 2023      | Pop, Soul                                              |                                          | |
| Lost                                               | Linkin Park | Linkin Park | Linkin Park                              | Warner Music Group                                                              | 10. Februar 2023   | Hard Rock, Nu Metal                                    | Meteora                                  | |
| Mangos mit Chili                                   | Wanja Bierbaum, Michael Burek, Justin Fröhlich, Yannick Johannknecht, Nina Kaiser, Dogukan Yoltay                                                              | Wanja Bierbaum, Michael Burek, Justin Fröhlich, Yannick Johannknecht, Nina Kaiser, Dogukan Yoltay                                                              | Nina Chuba                               | Jive Records                                                                    | 3. Februar 2023    | Deutscher Hip-Hop                                      | Glas                                     | |
| Misfit                                             | | | Lonely Spring                            |                                                                                 | 2023               | Rock                                                   |                                          | Beitrag zum deutschen Vorentscheid zum Eurovision Song Contest 2023 Unser Lied für Liverpool                          |
| Mon amour                                          | Slimane | Slimane, Yaacov Salah, Meïr Salah | Slimane                                  | Universal Music                                                                 | 8. November 2023   | Pop                                                    |                                          | |
| (Nendest) narkootikumidest ei tea me (küll) midagi | Karl Kivastik, Kristjan Jakobson, Priit Tomson, Mihkel Tamm, Marko Veisson, Ramo Teder, Kim Wennerström                                                        | Karl Kivastik, Kristjan Jakobson, Priit Tomson, Mihkel Tamm, Marko Veisson, Ramo Teder, Kim Wennerström                                                        | 5miinust x Puuluup                       | Universal Music Oy                                                              | 8. Dezember 2023   | Hip-Hop, Folktronica                                   | kannatused ehk külakiigel pole stopperit | |
| Not Strong Enough                                  | Boygenius, Catherine Marks, Ethan Gruska, Melina Duterte, Sarah Tudzin, Tony Berg                                                                              | Boygenius, Catherine Marks, Ethan Gruska, Melina Duterte, Sarah Tudzin, Tony Berg                                                                              | Boygenius                                |                                                                                 | 1. März 2023       | Indie-Rock, Folk-Rock                                  | The Record                               | |
| Nur zu Besuch                                      | Joschka Bender, Madeline Juno, Wieland Stahnecker | Joschka Bender, Madeline Juno, Wieland Stahnecker | Madeline Juno                            |                                                                                 | 15. Dezember 2023  | Pop                                                    |                                          | |
| Oben                                               | Berislaw Audenaerd, Steven Fritsch, Hannes Sigl, Jan Niklas Simonsen                                                                                           | Berislaw Audenaerd, Steven Fritsch, Hannes Sigl, Jan Niklas Simonsen                                                                                           | Vanessa Mai                              | Ariola                                                                          | 17. November 2023  | Pop                                                    |                                          | |
| Once Upon a Dream                                  | Anica Russo, Mendi Moon, Philip Sesay und Rami Bakieh | Anica Russo, Mendi Moon, Philip Sesay und Rami Bakieh | Anica Russo                              |                                                                                 | 2023               | Pop                                                    |                                          | Beitrag zum deutschen Vorentscheid zum Eurovision Song Contest 2023 Unser Lied für Liverpool                          |
| Overdrive                                          | Antoine Chatenet, Alexander Hauer, Tobias Jundt, Dorian Lauduique, Norma Jean Martine, César Laurent de Rummel, Marty Wilde, Ricky Wilde                       | Antoine Chatenet, Alexander Hauer, Tobias Jundt, Dorian Lauduique, Norma Jean Martine, César Laurent de Rummel, Marty Wilde, Ricky Wilde                       | Ofenbach feat. Norma Jean Martine        | Elektra Records                                                                 | 6. Oktober 2023    | House                                                  |                                          | |
| Paint the Town Red                                 | Burt Bacharach, Hal David, Ryan Buendia, Jean-Baptiste Kouame, Karl Rubin Brutus, Isaac Earl Bynum, Amala Zandile Dlamini                                      | Burt Bacharach, Hal David, Ryan Buendia, Jean-Baptiste Kouame, Karl Rubin Brutus, Isaac Earl Bynum, Amala Zandile Dlamini                                      | Doja Cat                                 | Kemosabe Records, RCA Records                                                   | 4. August 2023     | Pop-Rap                                                | Scarlet                                  | |
| Paula                                              | Tristan Kühn, Daniel Schaub, Wilhelmine Schneider | Tristan Kühn, Daniel Schaub, Wilhelmine Schneider | Wilhelmine                               |                                                                                 | 11. August 2023    | Elektropop                                             | Meere                                    | |
| Pedestal                                           | Aljona Schirmanowa-Kostebelowa | Steven Ansell | Aiko                                     |                                                                                 | 13. Oktober 2023   | Pop                                                    | Fortune’s Child                          | |
| Praising You                                       | Șerban Cazan, Norman Cook, Georgia Ku, Rita Ora, Karen Poole, Jon Shave, Camille Yarbrough                                                                     | Șerban Cazan, Norman Cook, Georgia Ku, Rita Ora, Karen Poole, Jon Shave, Camille Yarbrough                                                                     | Rita Ora feat. Fatboy Slim               | BMG Rights Management                                                           | 19. April 2023     | Pop                                                    | You & I                                  | |
| Putin’s Ashes                                      | | | Pussy Riot                               |                                                                                 | 27. Januar 2023    | Pop-Rock, Punk                                         |                                          | |
| The Fire Inside                                    | Diane Warren | Diane Warren | Becky G                                  |                                                                                 | 2023               | Filmmusik                                              |                                          | Für den Film Flamin’ Hot geschriebener Filmsong. Das Lied wurde 2024 für den Oscar für den besten Filmsong nominiert. |
| The Journey                                        | Diane Warren | Diane Warren | H.E.R.                                   | RCA Records                                                                     | 18. Mai 2023       | R&B, Filmsong                                          |                                          | Soundtrack zum Film Six Triple Eight                                                                                  |
| Trustfall                                          | Fred Gibson, Johnny McDaid, Alecia Moore | Fred Gibson, Johnny McDaid, Alecia Moore | Pink                                     | RCA Records                                                                     | 27. Januar 2023    | Pop-Rock                                               | Trustfall                                | |
| Ulveham                                            | Gunnhild Sundli, Magnus Børmark, Jon Even Schärer, Marit Jensen Lillebuen, Ronny Graff Janssen, Sveinung Eklo Sundli                                           | Gunnhild Sundli, Magnus Børmark, Jon Even Schärer, Marit Jensen Lillebuen, Ronny Graff Janssen, Sveinung Eklo Sundli                                           | Gåte                                     | Indie Recordings                                                                | 12. Dezember 2023  | Alternative Metal, Folk                                |                                          | Beitrag Norwegens beim Eurovision Song Contest 2024                                                                   |
| Versprich mir du gehst                             | 1986zig, Steven Bashir, Joschka Bender, Madeline Juno, Wieland Stahnecker                                                                                      | 1986zig, Steven Bashir, Joschka Bender, Madeline Juno, Wieland Stahnecker                                                                                      | Madeline Juno                            | Embassy of Music                                                                | 17. November 2023  | Pop                                                    |                                          | |
| Vielleicht vielleicht                              | Benjamin Friedrich, Jan Schemmer, Yasin Sert | Benjamin Friedrich, Jan Schemmer, Yasin Sert | MilleniumKid feat. JBS                   | Warner Music                                                                    | 20. Oktober 2023   | Indie-Pop, Synthiepop                                  | Dystopie                                 | |
| Wahzhazhe (A Song for My People)                   | Scott George, Kenny Bighorse, Vann Bighorse | Scott George, Kenny Bighorse, Vann Bighorse | Osage Tribal Singers                     | Masterworks, Apple Original Films, Imperative Entertainment, Paramount Pictures | 20. Oktober 2023   | Weltmusik, Soundtrack                                  |                                          | |
| Zemrën n’dorë                                      | Rozana Radi, Petrit Sefaj | Besa Kokëdhima, Kledi Bahiti | Besa Kokëdhima                           |                                                                                 | 19. Dezember 2023  | Pop                                                    |                                          | |
| Zorra                                              | Mark Dasousa, Mery Bas | Mark Dasousa, Mery Bas | Nebulossa                                | Atomic Records, Indica Entertainment                                            | 15. Dezember 2023  | Synthiepop                                             |                                          | |

### Alben
| Album                                                           | Interpret                                                               | Label                                               | Veröffentlichung   | Genre                                            | Weitere Informationen                                                                          |
| --------------------------------------------------------------- | ----------------------------------------------------------------------- | --------------------------------------------------- | ------------------ | ------------------------------------------------ | ---------------------------------------------------------------------------------------------- |
| 72 Seasons                                                      | Metallica                                                               | Blackened Recordings                                | 14. April 2023     | Heavy Metal, Thrash Metal                        |                                                                                                |
| 13 Commandments                                                 | Ghost                                                                   | Spinefarm Records                                   | 1. Dezember 2023   | Heavy Metal                                      |                                                                                                |
| A Guaraldi Holiday                                              | Isaiah J. Thompson                                                      | Outside in Music                                    | 1. Dezember 2023   | Jazz                                             |                                                                                                |
| A Joyful Holiday                                                | Samara Joy                                                              | Verve Records/Universal Music Group                 | 27. Oktober 2023   | Jazz                                             |                                                                                                |
| A Lovesome Thing                                                | Geri Allen und Kurt Rosenwinkel                                         | Heartcore Records                                   | 24. November 2023  | Jazz                                             |                                                                                                |
| Ado no Utattemita                                               | Ado                                                                     | Virgin Records, Universal Music                     | 13. Dezember 2023  | J-Pop                                            |                                                                                                |
| Alea Jacta Est                                                  | Ave Mujica                                                              | Bushiroad Music                                     | 13. September 2023 | Symphonic Metal, Anison                          | EP                                                                                             |
| All This This Here                                              | Barry Guy und seine Blue Shroud Band                                    | Fundacja Słuchaj                                    | 2023               | Jazz                                             |                                                                                                |
| ARC-V                                                           | Arcane Voidsplitter                                                     | Void Overflow                                       | 29. November 2023  | Ambient, Drone Doom                              |                                                                                                |
| Balance                                                         | Beatrice Egli                                                           | Ariola                                              | 30. Juni 2023      | Schlager                                         |                                                                                                |
| Beauty Is Enough                                                | Ambrose Akinmusire                                                      | Origami Harvest                                     | 2023               | Jazz, Neue Improvisationsmusik                   |                                                                                                |
| Between Two Worlds                                              | Terell Stafford                                                         | Le Coq Records                                      | Oktober 2023       | Jazz                                             |                                                                                                |
| Beyond the Margins                                              | Rodrigo Amado / The Bridge                                              | Trost Records                                       | 2023               | Jazz                                             |                                                                                                |
| Blacklite District – XL                                         | Blacklite District                                                      | AK19 Entertainment                                  | 9. Juni 2023       | Alternative Rock                                 | Remixalbum                                                                                     |
| Braids                                                          | Florian Stoffner, John Butcher und Chris Corsano                        | Ezz-thetics                                         | 4. September 2023  | Neue Improvisationsmusik                         |                                                                                                |
| Built in System (Live from New York)                            | Chien Chien Lu                                                          | Giant Steps Art                                     | 2023               | Jazz                                             |                                                                                                |
| But Here We Are                                                 | Foo Fighters                                                            | RCA Records                                         | 2. Juni 2023       | Alternative Rock                                 |                                                                                                |
| Canons                                                          | Lina Allemano                                                           | Lumo Records                                        | 8. Dezember 2023   | Neue Improvisationsmusik                         |                                                                                                |
| Canto                                                           | Susan Alcorn mit dem Septeto del Sur                                    | Relative Pitch Records                              | 2023               | Jazz, Weltmusik                                  |                                                                                                |
| Chamber Works                                                   | Silke Eberhard Potsa Lotsa XL                                           | Trouble in the East/Galileo MC                      | 15. Dezember 2023  | Jazz                                             |                                                                                                |
| Chaos & Colour                                                  | Uriah Heep                                                              | Silver Lining Music                                 | 27. Januar 2023    | Hard Rock, Heavy Metal                           |                                                                                                |
| Chaos Horrific                                                  | Cannibal Corpse                                                         | Death Blade Records                                 | 22. September 2023 | Deathcore, Death Metal                           |                                                                                                |
| Chimaera                                                        | Sylvie Courvoisier                                                      | Intakt Records                                      | 2023               | Jazz                                             |                                                                                                |
| Christmas Stories                                               | Christian Sands                                                         | Mack Avenue Records                                 | November 2023      | Jazz                                             |                                                                                                |
| Conversation Hashtag 10: Inland                                 | Florian Arbenz                                                          | Hammer Recordings                                   | 2023               | Jazz                                             |                                                                                                |
| Critical Mass                                                   | Mars Williams und Vasco Trilla                                          | Not Two Records                                     | 2023               | Jazz                                             |                                                                                                |
| Danze degli Scorpioni                                           | Barre Phillips und Giancarlo Nino Locatelli                             | We Insist!                                          | 2023               | Neue Improvisationsmusik                         |                                                                                                |
| Den sämsta lösningen av alla                                    | Per Texas Johansson                                                     | Moserobie Music Production                          | 2023               | Jazz                                             |                                                                                                |
| Dennis Egberths nästa                                           | Dennis Egberth                                                          | DEg                                                 | 2023               | Jazz                                             |                                                                                                |
| Der Sommer ist vorbei                                           | Juli                                                                    | Polydor                                             | 28. April 2023     | Pop-Rock                                         |                                                                                                |
| Derailleur: The 1964 Demo Session                               | Archie Shepp                                                            | Triple Point Records                                | 2023               | Jazz                                             |                                                                                                |
| Dialog                                                          | Sergio Armaroli und Evan Parker                                         | ezz-thetics                                         | 2023               | Jazz, Neue Improvisationsmusik                   |                                                                                                |
| Diamonds and Pearls Deluxe                                      | Prince and The New Power Generation                                     | NPG Records/Legacy Recordings/Warner Bros. Records  | 27. Oktober 2023   | Contemporary R&B, Funk, Hip-Hop, Pop, Rock, Soul | Neuauflage vom Album Diamonds and Pearls                                                       |
| Die Hoffnung klaut mir niemand                                  | Kontra K                                                                | Letzte Wölfe, Universal Music Group                 | 9. November 2023   | Hip-Hop, Rap-Rock                                |                                                                                                |
| Dumont Dancer                                                   | Peter Ehwalds Double Trouble                                            | Jazzwerkstatt                                       | 7. Dezember 2023   | Jazz                                             |                                                                                                |
| Echoes                                                          | Fire! Orchestra                                                         | Rune Grammofon                                      | 2023               | Jazz                                             |                                                                                                |
| Echolocation                                                    | Ava Mendoza und Devin Hoff                                              | AUM Fidelity                                        | 2023               | Fusion                                           |                                                                                                |
| Ecstatic Jazz: Crypte de Franciscains Béziers, 12. février 1982 | Jean-Jacques Avenel, Siegfried Kessler und Daunik Lazro                 | Fou Records                                         | 2023               | Jazz                                             |                                                                                                |
| Ela                                                             | Nico Weber Kwartett                                                     | Unit Records                                        | 2023               | Jazz                                             |                                                                                                |
| Ewige Wacht                                                     | Varg                                                                    | Napalm Records                                      | 13. Oktober 2023   | Pagan Metal, Melodic Death Metal                 |                                                                                                |
| Fire Within                                                     | Rich Halley, Matthew Shipp, Michael Bisio und Newman Taylor Baker       | Pine Eagle Records                                  | 2023               | Jazz                                             |                                                                                                |
| For All the Dogs                                                | Drake                                                                   | OVO Sound und Republic Records                      | 6. Oktober 2023    | Rap                                              |                                                                                                |
| For Mahalia, with Love                                          | James Brandon Lewis & Red Lily Quintet                                  | TAO Forms                                           | 2023               | Jazz                                             |                                                                                                |
| From Union Pool                                                 | Susan Alcorn, Patrick Holmes und Ryan Sawyer                            | Relative Pitch Records                              | 2023               | Neue Improvisationsmusik                         |                                                                                                |
| Golden                                                          | Jung Kook                                                               | Big Hit Music                                       | 3. November 2023   | Pop                                              |                                                                                                |
| Hackney Diamonds                                                | The Rolling Stones                                                      | Polydor                                             | 20. Oktober 2023   | Rock, Blues-Rock                                 |                                                                                                |
| Hear the Light Singing                                          | Myra Melford’s Fire and Water Quintet                                   | RogueArt                                            | 2023               | Jazz                                             |                                                                                                |
| Heute nicht!                                                    | Ben Zucker                                                              | Airforce1                                           | 8. Dezember 2023   | Schlager                                         |                                                                                                |
| Hidros 9: Mirrors                                               | Mats Gustafsson Hidros                                                  | Trost Records                                       | 2023               | Jazz                                             |                                                                                                |
| Niemals allein                                                  | Sophia                                                                  | Vertigo Records                                     | 24. März 2023      | Pop                                              |                                                                                                |
| Homenaje a Remedios Varo                                        | John Zorn                                                               | Tzadik                                              | 2023               | Jazz                                             |                                                                                                |
| Interludium                                                     | Powerwolf                                                               | Napalm Records                                      | 7. April 2023      | Heavy Metal, Power Metal                         |                                                                                                |
| In Wien – The Song Maker                                        | Reinhard Mey                                                            | Universal Music GmbH                                | 5. Mai 2023        | Liedermacher                                     | mit The Song Maker von Matthew Pearn                                                           |
| I Was too Young to Hear Silence                                 | Patrick Shiroishi                                                       | American Dreams                                     | 2023               | Jazz                                             |                                                                                                |
| i/o                                                             | Peter Gabriel                                                           | Real World Records                                  | 1. Dezember 2023   | Artrock, Progressive Rock, Pop, Weltmusik        | alle Einzeltitel bereits vorab zwischen dem 6. Januar und dem 27. November 2023 veröffentlicht |
| Koa Garantie                                                    | Chris Steger                                                            | Universal Music Group                               | 17. Oktober 2023   | Pop                                              |                                                                                                |
| LA Stories: Live at Sam First                                   | Josh Nelson                                                             | Sam First Records                                   | 2023               | Jazz                                             |                                                                                                |
| Leap Day Trio Live at the Cafe Bohemia                          | Leap Day Trio                                                           | Little (i) Music                                    | 24. Februar 2023   | Jazz                                             |                                                                                                |
| Life Under the Gun                                              | Militarie Gun                                                           | Loma Vista                                          | 23. Juni 2023      | Hardcore Punk, Alternative Rock                  |                                                                                                |
| Lights                                                          | John Butcher, Thomas Lehn & John Tilbury                                | Fataka                                              | 2023               | Neue Improvisationsmusik                         |                                                                                                |
| Live at Mohren: March 25th 1984                                 | Sun Ra                                                                  | De Occulta Records (The Willisau Jazz Series)       | 2023               | Jazz                                             |                                                                                                |
| Live at the Royal Albert Hall                                   | Don Broco                                                               | SharpTone Records                                   | 24. November 2023  | Alternative Rock, Post-Hardcore                  |                                                                                                |
| Living In A Haze                                                | Milky Chance                                                            | Muggelig Records                                    | 9. Juni 2023       | Indie-Rock, Electronic                           |                                                                                                |
| Life Is But a Dream...                                          | Avenged Sevenfold                                                       | Warner Bros                                         | 2. Juni 2023       | Heavy Metal                                      |                                                                                                |
| Love, Maite – das Beste … bis jetzt!                            | Maite Kelly                                                             | Electrola                                           | 21. April 2023     | Schlager                                         |                                                                                                |
| Manifesto                                                       | Susan Alcorn, José Lencastre und Hernâni Faustino                       | Clean Feed Records                                  | 2023               | Jazz, Neue Improvisationsmusik                   |                                                                                                |
| Maromas                                                         | Ingrid Laubrock und Cecilia Lopez                                       | Relative Pitch Records                              | 10. November 2023  | Neue Improvisationsmusik                         |                                                                                                |
| Meets Hank Jones, Vol. 1                                        | Steve Davis                                                             | Smoke Sessions Records                              | 24. November 2023  | Jazz                                             |                                                                                                |
| Memento Mori                                                    | Depeche Mode                                                            | Sony Music, Columbia Records                        | 24. März 2023      | Synthie-Pop, Synthie Rock, Alternative Rock      |                                                                                                |
| Meteora (20th Anniversary)                                      | Linkin Park                                                             | Warner Bros. Records                                | 7. April 2023      | Nu Metal, Rap Metal                              | Jubiläumsedition                                                                               |
| Mirage                                                          | Philip Zoubek Trio Extended                                             | Boomslang Records                                   | 2023               | Jazz, Neue Improvisationsmusik                   |                                                                                                |
| Mistaken Identity                                               | Ron Blake                                                               | 7tēn33 Productions                                  | 13. Oktober 2023   | Jazz                                             |                                                                                                |
| Molten Gold                                                     | Ivo Perelman, Ray Anderson, Joe Morris und Reggie Nicholson             | Fundacja Słuchaj                                    | 2023               | Jazz                                             |                                                                                                |
| Montréal Duets                                                  | Barney Wilen & Alain Jean-Marie                                         | Elemental Music                                     | 2023               | Jazz                                             |                                                                                                |
| Multitudes                                                      | Nadje Noordhuis und James Shipp                                         | Little Mystery Records                              | 2023               | Jazz                                             |                                                                                                |
| Northern Flame                                                  | Emma Johnson’s Gravy Boat                                               |                                                     | 2023               | Jazz                                             |                                                                                                |
| Oblongata                                                       | Rob Brown Quartet                                                       | RogueArt                                            | 2023               | Jazz                                             |                                                                                                |
| Oceanic                                                         | Rob Brown                                                               | RogueArt                                            | 2023               | Jazz                                             |                                                                                                |
| Ostro                                                           | Samuel Leipold, Jürg Bucher und Luca Lo Bianco                          | HatHut Records                                      | 2023               | Jazz                                             |                                                                                                |
| Paradiso Amsterdam 1970                                         | Sun Ra and His Intergalactic Research Arkestra                          | Nederlands Jazz Archief                             | 2023               | Jazz                                             |                                                                                                |
| Picks Up the Thread                                             | Stirrup                                                                 | Eyes & Ears Records                                 | 8. Dezember 2023   | Jazz                                             |                                                                                                |
| Pink Friday 2                                                   | Nicki Minaj                                                             | Young Money, Republic                               | 2023               | Contemporary R&B, Gospel, Hip-Hop, Pop-Rap       |                                                                                                |
| Quaver                                                          | Geof Bradfield                                                          | Calligram                                           | 4. August 2023     | Jazz                                             |                                                                                                |
| Rainbow Revisited                                               | Thandi Ntuli mit Carlos Niño                                            | International Anthem                                | 17. November 2023  | Jazz                                             |                                                                                                |
| Reveal                                                          | Mareike Wiening                                                         | Greenleaf Music                                     | 2023               | Jazz                                             |                                                                                                |
| Rhenus                                                          | Robert Landfermann                                                      | Klaeng Records                                      | 1. Mai 2023        | Jazz                                             |                                                                                                |
| Rockstar                                                        | Dolly Parton                                                            | Big Maschine, Butterfly                             | 2023               | Country-Musik, Pop, Rock                         |                                                                                                |
| Rökflöte                                                        | Jethro Tull                                                             | InsideOut                                           | 21. April 2023     | Progressive Rock, Folk-Rock                      |                                                                                                |
| Scenery Somewhere                                               | Julia Strzalek und Cornelia Nilsson                                     | FRIM Records                                        | 2023               | Neue Improvisationsmusik                         |                                                                                                |
| Schoenberg on the Beach                                         | Jeff Lederer mit Mary LaRose                                            | Little (i) Music                                    | 2023               | Jazz                                             |                                                                                                |
| Seven Skies Orchestra                                           | Ivo Perelman                                                            | Fundacja Słuchaj                                    | Oktober 2023       | Jazz                                             |                                                                                                |
| Shimmer Wince                                                   | Anna Webber                                                             | Intakt Records                                      | 20. Oktober 2023   | Jazz                                             |                                                                                                |
| Standards Combustion                                            | Daunik Lazro, Benjamin Duboc und Mathieu Bec                            | Dark Tree                                           | 2023               | Jazz                                             |                                                                                                |
| Stranded                                                        | Marike van Dijk                                                         | Brooklyn Jazz Underground Records, Bandcamp         | 2023               | Jazz                                             |                                                                                                |
| Strg + X                                                        | Simon Lucaciu Trio                                                      | ezz-thetics                                         | 27. Januar 2023    | Jazz                                             |                                                                                                |
| Summer Me, Winter Me                                            | Stacey Kent                                                             | Naïve Records                                       | 10. November 2023  | Jazz                                             |                                                                                                |
| Take Me Back To Eden                                            | Sleep Token                                                             | Spinefarm Records                                   | 19. Mai 2023       | Alternative Metal, Post-Metal, Indie-Rock        |                                                                                                |
| The Cold Arrow                                                  | Guillermo Gregorio, Damon Smith und Jerome Bryerton                     | Balance Point Acoustics                             | 2023               | Neue Improvisationsmusik                         |                                                                                                |
| The First Time                                                  | The Kid Laroi                                                           | Columbia Records                                    | 10. November 2023  | Pop-Rap                                          |                                                                                                |
| The Individualists                                              | Chicago Edge Ensemble                                                   | Lizard Breath Records                               | 2023               | Jazz                                             |                                                                                                |
| The Laughing Stone                                              | Paul Dunmall und Olie Brice                                             | Confront Recordings                                 | 23. April 2023     | Jazz                                             |                                                                                                |
| The Love Suite: In Mahogany                                     | Roy Hargrove                                                            | Blue Engine                                         | Oktober 2023       | Jazz                                             |                                                                                                |
| The Separatist Party                                            | Mike Reed                                                               | We Jazz Records/Astral Spirits                      | 6. Oktober 2023    | Jazz                                             |                                                                                                |
| The South Downs Suite                                           | The Full Circle Quartet                                                 | Selbstverlag                                        | 2023               | Jazz                                             |                                                                                                |
| The Whisperers                                                  | Ivo Perelman und James Emery                                            | Mahakala Music                                      | 11. August 2023    | Jazz                                             |                                                                                                |
| There Will Always Be Instruments                                | Spherule Trio                                                           | Orb Tapes                                           | 2023               | Neue Improvisationsmusik                         |                                                                                                |
| Think Later                                                     | Tate McRae                                                              | RCA Records                                         | 8. Dezember 2023   | Pop                                              |                                                                                                |
| This Strange Place                                              | The Remote Viewers                                                      | Selbstverlag                                        | 20. März 2023      | Jazz                                             |                                                                                                |
| Travel                                                          | The Necks                                                               | Northern Spy                                        | 2023               | Fusion                                           |                                                                                                |
| Triangle: Live at OHM, 1987                                     | Peter Brötzmann und Sabu Toyozumi                                       | NoBusiness Records                                  | 22. September 2023 | Jazz                                             |                                                                                                |
| Trichotomy                                                      | Ivo Perelman, Dave Burrell und Bobby Kapp                               | Mahakala Music                                      | 2023               | Jazz                                             |                                                                                                |
| Uniquities Vol. 1 + 2                                           | Jim Hall                                                                | ArtistShare                                         | 2023               | Jazz                                             |                                                                                                |
| Unreal Unearth                                                  | Hozier                                                                  | Rubyworks Records, Island Records, Columbia Records | 18. August 2023    | Rock                                             |                                                                                                |
| Vindögæ                                                         | Mats Gustafsson und Andreas Hoem Røysum                                 | Motvind Records                                     | 2023               | Neue Improvisationsmusik                         |                                                                                                |
| Violent Creed of Vengeance                                      | Smoulder                                                                | Cruz del Sur Music                                  | 21. April 2023     | Epic Doom, Power Metal, Heavy Metal              |                                                                                                |
| Visitation of Spirits: The Pyramid Trio Live, 1985              | The Pyramid Trio (Roy Campbell / William Parker / Takeshi Zen Matsuura) | NoBusiness Records                                  | 2023               | Jazz                                             |                                                                                                |
| Voices in Flight                                                | Jay Clayton                                                             | GAM Records                                         | Juni 2023          | Jazz                                             |                                                                                                |
| Von Ewigkeit zu Ewigkeit                                        | Nino de Angelo                                                          | Ariola                                              | 12. Mai 2023       | Schlager                                         |                                                                                                |
| Wake Up & It's Over                                             | Lovejoy                                                                 | AWAL, Anvil Cat                                     | 12. Mai 2023       | Indie-Rock, Pop-Punk                             |                                                                                                |
| Weihnacht                                                       | Andrea Berg                                                             | Berg Records                                        | 17. November 2023  | Schlager                                         |                                                                                                |
| Weihnachtslichter                                               | Unheilig                                                                | Vertigo Records                                     | 10. November 2023  | Pop, Rock                                        |                                                                                                |
| Where Do We Go From Here?                                       | Asking Alexandria                                                       | Better Noise Music                                  | 25. August 2023    | Melodic Metalcore, Alternative Metal             | letztes Album mit Ben Bruce                                                                    |
| Wild Knots                                                      | Silke Eberhard und Céline Voccia                                        | Relative Pitch Records                              | 2023               | Jazz                                             |                                                                                                |
| You Break You Buy                                               | Rossi/Hess/Moran                                                        | Diskonife                                           | 2023               | Jazz                                             |                                                                                                |
| Zunge                                                           | Till Lindemann                                                          | Selbstverlag                                        | 3. November 2023   | Neue Deutsche Härte                              |                                                                                                |

## Gestorben

### Januar
- 01. Januar: Gangsta Boo, US-amerikanische Rapperin (43)
- 01. Januar: Sebastian Marino, US-amerikanischer Musiker (57)
- 01. Januar: Pat Steel, kanadische Sängerin (86)
- 01. Januar: Buddy Trumbo, US-amerikanischer Schlagzeuger (93)
- 01. Januar: Jay Tyer, US-amerikanischer Gitarrist (65)
- 01. Januar: Christiane Ufholz, deutsche Sängerin (75)
- 01. Januar: Lázaro Valdés, kubanischer Pianist (82)
- 01. Januar: Fred White, US-amerikanischer Schlagzeuger (67)
- 02. Januar: Juan „Cholo“ Chumbiauca, peruanischer Folklore-Komponist und -Sänger (65)
- 02. Januar: Danny Heath, US-amerikanischer Posaunist und Sänger (50)
- 02. Januar: Kurt Horres, deutscher Opernregisseur und -intendant (90)
- 02. Januar: Alan Rankine, britischer Gitarrist, Keyboarder und Musikproduzent (64)
- 02. Januar: Kingsize Taylor, britischer Rockmusiker (83)
- 03. Januar: Gabrielle Agachiko, kenianisch-US-amerikanische Jazzsängerin (≈65)
- 03. Januar: Joseph Koo, hongkong-chinesischer Komponist (91)
- 04. Januar: Arthur Duncan, US-amerikanischer Steptänzer (97)
- 04. Januar: Stan Hitchcock, US-amerikanischer Country-Sänger, Fernseh- und Radiomoderator (86)
- 05. Januar: Gordy Harmon, US-amerikanischer Soulsänger (79)
- 05. Januar: Fe Reichelt, deutsche Tänzerin, Choreographin und Tanztherapeutin (97)
- 05. Januar: Michael Snow, kanadischer Filmregisseur, Maler, Bildhauer, Schriftsteller, Fotograf und Jazz-Musiker (94)
- 06. Januar: Martin Fuhrmann, deutscher Opernsänger (85)
- 06. Januar: Widmar Hader, deutscher Komponist (81)
- 07. Januar: Fred Taylor, US-amerikanischer Jazz-Förderer (90)
- 08. Januar: Siegfried Kurz, deutscher Komponist und Dirigent (92)

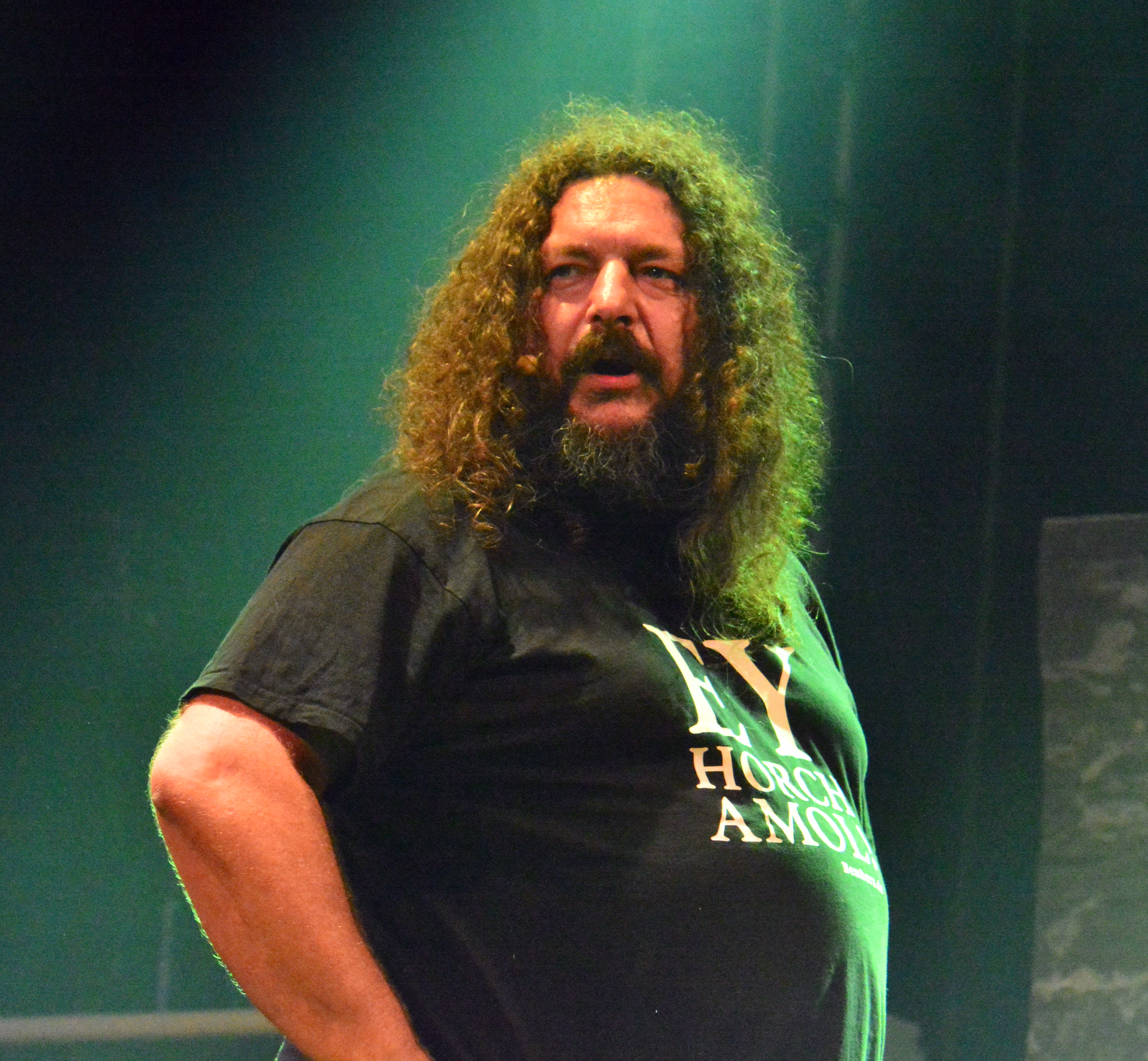
Roman „Bembers“ Sörgel; † 8. Januar

- 08. Januar: Roman Sörgel, deutscher Musiker, Sänger, Schauspieler und Comedian (56)
- 09. Januar: Séamus Begley, irischer Folk-Musiker und -Sänger (73)
- 09. Januar: Yoriaki Matsudaira, japanischer Komponist (90)
- 09. Januar: Sabine Münkner, deutsche Opernsängerin (78)
- 09. Januar: Ben Seawell, US-amerikanischer Jazzmusiker (65)
- 09. Januar: Tiny Wirtz, deutsche Pianistin und Hochschullehrerin (99)

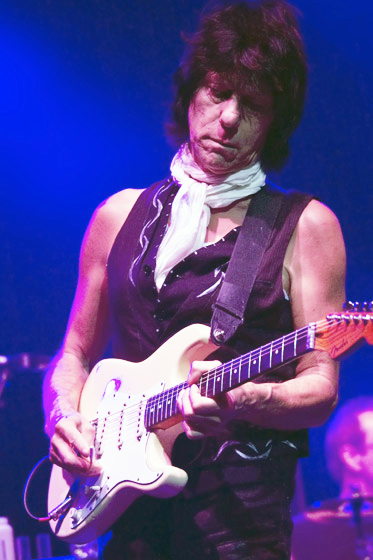
Jeff Beck; † 10. Januar

- 10. Januar: Jeff Beck, britischer Rock-Gitarrist (78)
- 10. Januar: Dennis Budimir, US-amerikanischer Jazzgitarrist (84)
- 10. Januar: José Evangelista, spanisch-kanadischer Komponist (79)
- 11. Januar: Doming Lam, chinesischer Komponist, Dirigent und Musikproduzent (96)
- 11. Januar: Luiz Orlando Carneiro, brasilianischer Musikjournalist (84)
- 11. Januar: Yukihiro Takahashi, japanischer Komponist, Schlagzeuger, Sänger und Schauspieler (70)

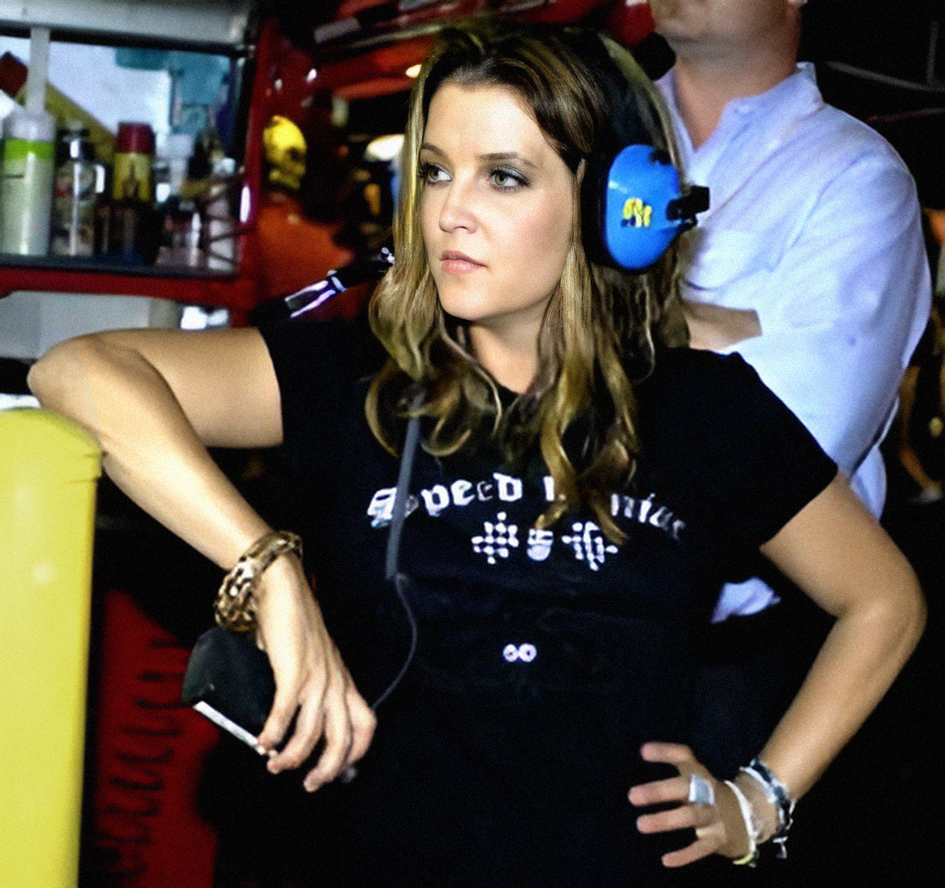
Lisa Marie Presley; † 12. Januar

- 12. Januar: Lisa Marie Presley, US-amerikanische Sängerin und Songschreiberin (54)
- 13. Januar: Robbie Bachman, kanadischer Schlagzeuger (69)
- 13. Januar: Ray Cordeiro, hongkong-chinesischer Hörfunk-DJ und Musikjournalist (98)
- 14. Januar: Matthias Carras, deutscher Schlagersänger, Fernsehmoderator und DJ (58)
- 14. Januar: Detlef Engel, deutscher Schlagersänger (83)
- 14. Januar: Benjamín Mackenna, chilenischer Folkloremusiker und Unternehmer (88)
- 14. Januar: Udo Moll, deutscher Trompeter und Komponist (56)
- 15. Januar: Wachtang Kikabidse, sowjetischer bzw. georgischer Filmschauspieler, Sänger und Regisseur (84)
- 15. Januar: Doris Svensson, schwedische Pop- und Funksängerin (75)
- 16. Januar: Carmen Caramanica, US-amerikanischer Gitarrist (77)
- 16. Januar: Ramon Coll i Huguet, spanischer Pianist (81)
- 16. Januar: Johnny Powers, US-amerikanischer Rockabilly-Sänger (84)
- 16. Januar: Lupe Serrano, chilenische Balletttänzerin (92)
- 16. Januar: Rasul Siddik, US-amerikanischer Trompeter (73)
- 17. Januar: Manfred Ball, deutscher Opernsänger (Bariton) und Hochschullehrer (84)
- 17. Januar: Van Conner, US-amerikanischer Bassist und Gitarrist (55)
- 17. Januar: Ricky Diaz, US-amerikanischer Pianist und Orchesterleiter (91)
- 17. Januar: Leon Dubinsky, kanadischer Schauspieler, Theaterregisseur, Musiker und Komponist (81)
- 17. Januar: Renée Geyer, australische Sängerin (69)
- 17. Januar: Gino Landi, italienischer Choreograf, Fernseh- und Theaterregisseur (89)

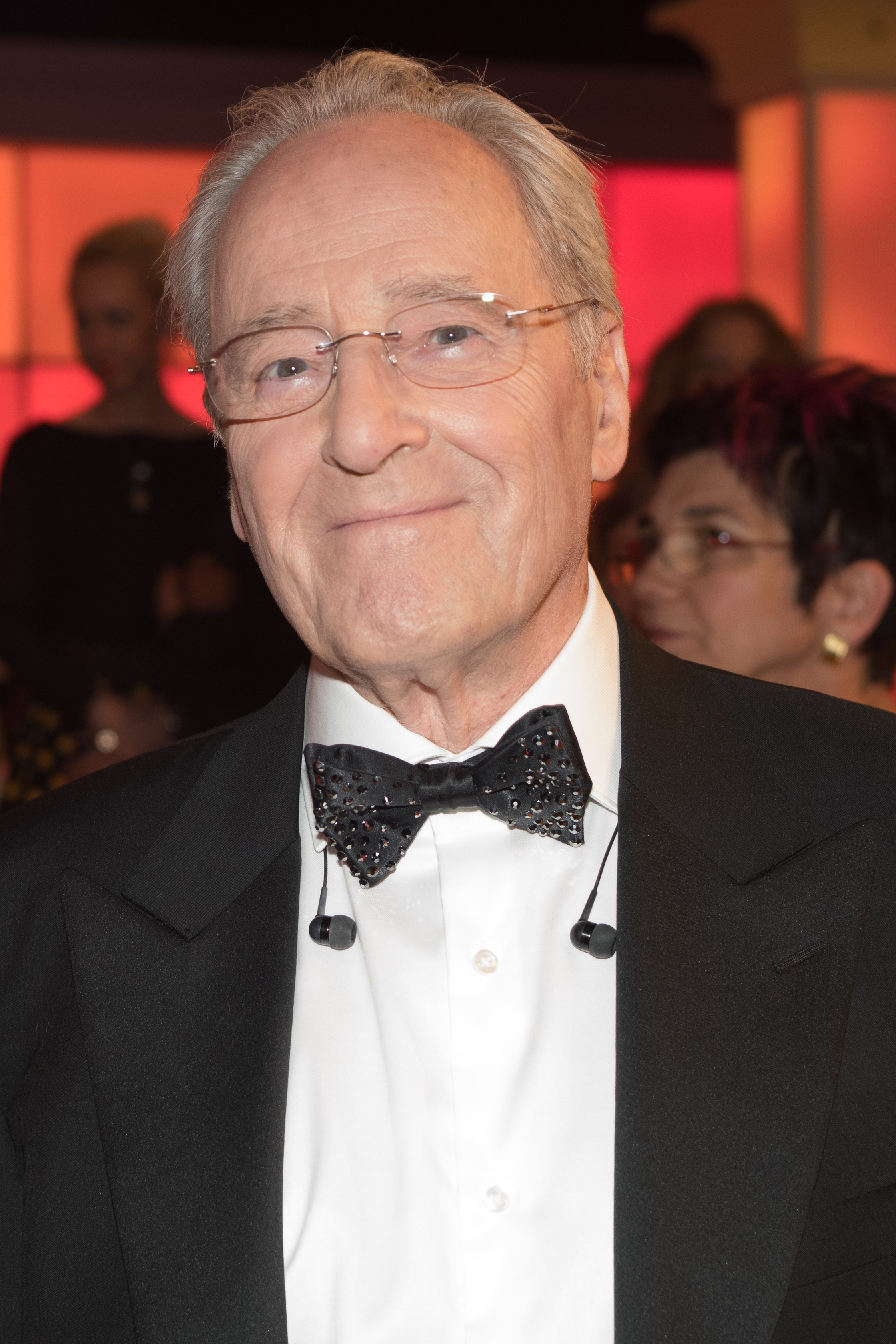
Richard Oesterreicher; † 17. Januar

- 17. Januar: Richard Oesterreicher, österreichischer Dirigent und Jazzmusiker (90)
- 17. Januar: Pete Whelan, US-amerikanischer Jazz-Produzent, Verleger und Plattensammler (93)

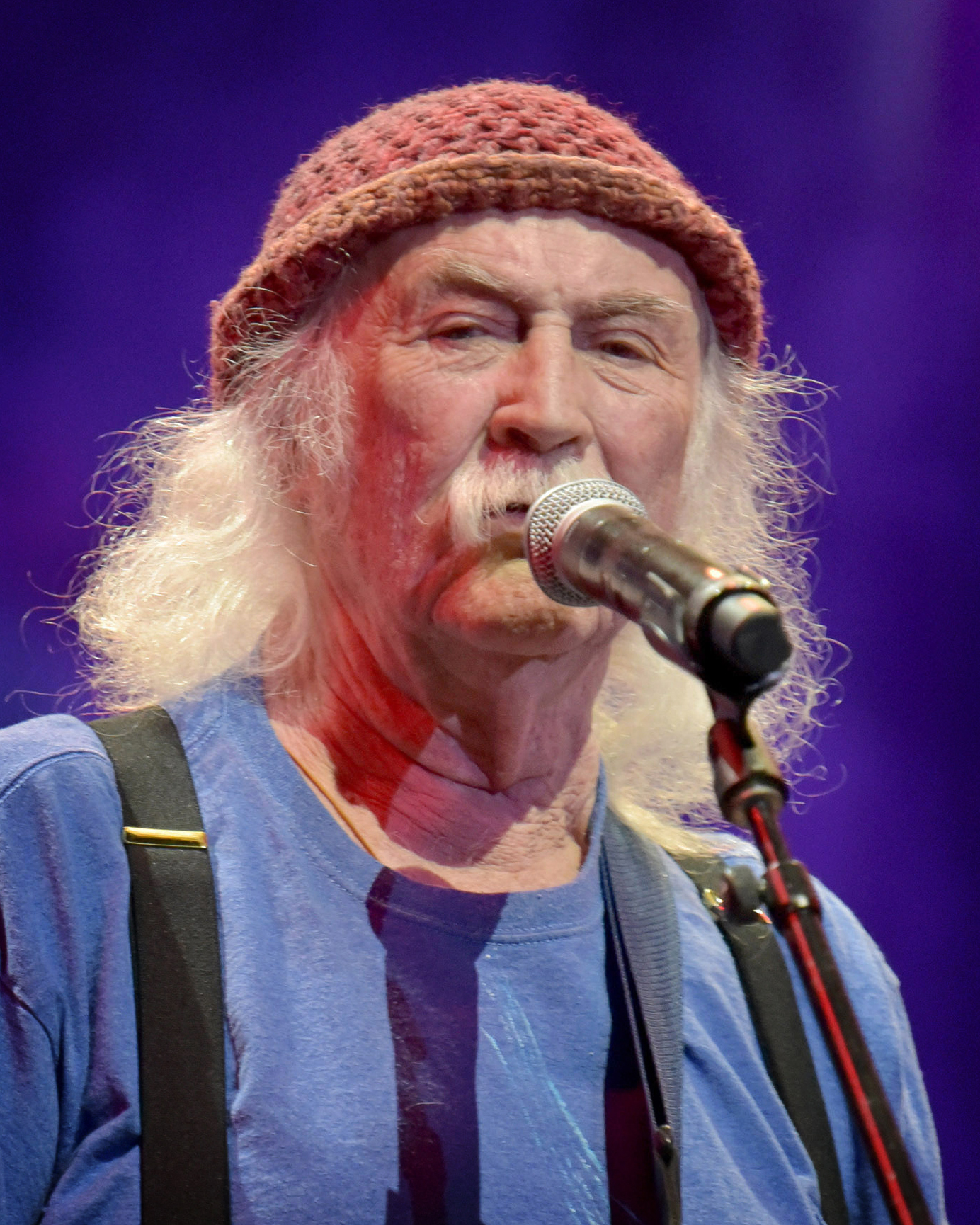
David Crosby; † 18. Januar

- 18. Januar: David Crosby, US-amerikanischer Sänger und Musiker (81)
- 18. Januar: Clytus Gottwald, deutscher Komponist, Chorleiter und Musikwissenschaftler (97)
- 18. Januar: Melitta Muszely, österreichische Opernsängerin und Gesangspädagogin (95)
- 18. Januar: Víctor Rasgado, mexikanischer Komponist (63)
- 18. Januar: Marcel Zanini, französischer Jazzmusiker, Chansonnier und Schauspieler (99)
- 19. Januar: Sérgio Abreu, brasilianischer Gitarrist und Gitarrenbauer (74)
- 19. Januar: Richard Rigan, deutscher Musiker und Musikklubbesitzer (77)
- 20. Januar: Jerry Blavat, US-amerikanischer Hörfunk-DJ (82)
- 20. Januar: Stella Chiweshe, simbabwische Musikerin (76)
- 20. Januar: Jamie Colpitts, kanadischer Jazzmusiker (91)
- 21. Januar: Pete Blue, US-amerikanischer Jazzmusiker (≈88)
- 21. Januar: B. G., The Prince of Rap, US-amerikanischer Rapper und Dance-Musiker (57)
- 21. Januar: Susi Hyldgaard, dänische Jazzsängerin, -pianistin und -komponistin (59)
- 21. Januar: Silvija Sondeckienė, litauische Cellistin (80)
- 22. Januar: Ted Casher, US-amerikanischer Jazzmusiker (≈86)
- 22. Januar: Pauline Motzfeldt Lumholt, grönländische Trommeltänzerin und Musikethnologin (≈78)
- 22. Januar: Schanna Plijewa, südossetische Komponistin und Pianistin (74)
- 23. Januar: Carol Sloane, US-amerikanische Jazzsängerin (85)
- 23. Januar: Aschot Sohrabjan, armenischer Komponist (77)
- 23. Januar: Top Topham, britischer Rockmusiker (75)
- 24. Januar: Raymond Cajuste, haitianischer Sänger (75)
- 24. Januar: John Foss, US-amerikanischer Trompeter (86)
- 25. Januar: Hermann Breuer, deutscher Jazzmusiker (80)
- 25. Januar: Héctor Rey, puerto-ricanischer Salsa-Sänger (54)
- 25. Januar: Günter Stössel, deutscher Schriftsteller, Kabarettist und Liedermacher (78)
- 26. Januar: Frank Hinz, deutscher Hörfunk-DJ und -Moderator (57)
- 26. Januar: Attilio Labis, französischer Balletttänzer (86)
- 26. Januar: Jorge Loução, portugiesischer Rockmusiker und -komponist (66)
- 27. Januar: Daniel Boone, britischer Sänger (80)
- 28. Januar: Jewhen Mohylewskyj, sowjetischer bzw. ukrainischer Pianist (77)
- 28. Januar: Odd Børre Sørensen, norwegischer Sänger (84)
- 28. Januar: Tom Verlaine, US-amerikanischer Sänger, Gitarrist und Songwriter (73)
- 29. Januar: Heddy Lester, niederländische Sängerin und Schauspielerin (72)
- 29. Januar: Barrett Strong, US-amerikanischer Songwriter und Sänger (81)
- 30. Januar: Alan Bates, britischer Musikproduzent (97)
- 31. Januar: Kadriye Nurmambet, rumänische Sängerin (90)
- 31. Januar: Armando Sequeira, kubanischer Jazz-Multiinstrumentalist, -Bandleader und -Komponist (?)
- 31. Januar: Charlie Thomas, US-amerikanischer R&B-Sänger (85)
- 00. Januar: Alexander Chartschikow, russischer Liedermacher (73)
- 00. Januar: Manana Doidschaschwili, sowjetische bzw. georgische Pianistin (75)
- 00. Januar: John Gant, britischer Schlagzeuger (87)
- 00. Januar: Charlie Thomas, US-amerikanischer R&B-Sänger (85)
- 00. Januar: Daniel Lewis Williams, US-amerikanisch-deutscher Opernsänger (79)

### Februar
- 01. Februar: Kit Hesketh-Harvey, britischer Sänger (65)
- 02. Februar: Ulf Andersson, schwedischer Jazzmusiker (82)
- 02. Februar: Norm Karkruff, US-amerikanischer Pianist (89)
- 02. Februar: Petri Keskitalo, finnischer Musiker (Tuba) (50)
- 02. Februar: Butch Miles, US-amerikanischer Jazz-Schlagzeuger (78)
- 02. Februar: Caspar Richter, deutscher Dirigent (78)
- 02. Februar: John Wurr, britischer Jazzmusiker (82)
- 03. Februar: Jack Taylor, US-amerikanischer Rundfunkmoderator (94)
- 03. Februar: Naďa Urbánková, tschechische Sängerin und Schauspielerin (83)
- 04. Februar: Tassilo Jelde, deutscher Musiker und Komponist (79)
- 04. Februar: Arnold Schulman, US-amerikanischer Dramatiker, Drehbuchautor, Filmproduzent, Songwriter und Schriftsteller (97)
- 05. Februar: Phil Spalding, britischer E-Bassist (65)
- 06. Februar: Siegfried Heinrich, deutscher Chorleiter (88)
- 06. Februar: Reinhard Stroetmann, deutscher Komponist, Journalist, Publizist und Verleger (71)

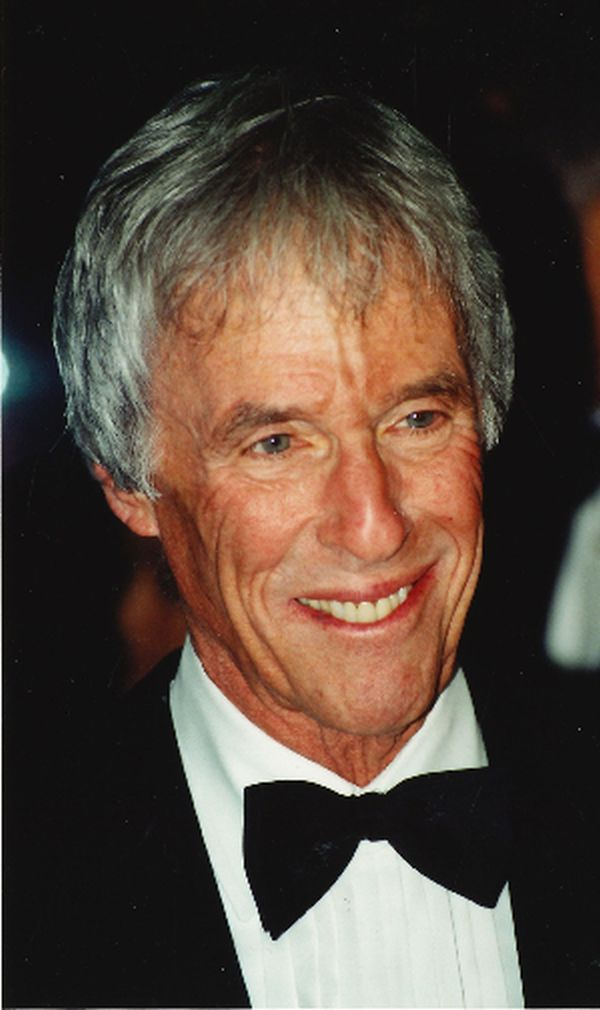
Burt Bacharach; † 8. Februar

- 08. Februar: Burt Bacharach, US-amerikanischer Komponist (94)
- 09. Februar: Marijke Merckens, niederländische Schauspielerin und Sängerin (83)
- 10. Februar: Cesare Curzi, US-amerikanischer Opernsänger (96)
- 10. Februar: Kiernan „AKA“ Forbes, südafrikanischer Rapper (35)
- 10. Februar: Toni Harper, US-amerikanische Pop- und Jazz-Sängerin (85)
- 10. Februar. Páll Pampichler Pálsson, österreichisch-isländischer Komponist, Dirigent, Chorleiter, Instrumentalist und Musiklehrer (94)
- 10. Februar: Ben Steinberg, kanadischer Komponist, Dirigent, Organist und Musikpädagoge (93)
- 11. Februar: Tito Fernández, chilenischer Folklore-Sänger und -Komponist (80)
- 12. Februar: Roger Bobo, US-amerikanischer Musiker (84)
- 12. Februar: Jörg Evers, deutscher Musiker (72)
- 12. Februar: David Jolicoeur, US-amerikanischer Rapper und Musikproduzent (54)
- 13. Februar: Guido Basso, kanadischer Jazzmusiker (85)
- 13. Februar: Alain Goraguer, französischer Pianist, Arrangeur und Komponist (91)
- 13. Februar: Sebastian Nay, deutscher Jazzmusiker (57)
- 13. Februar: Huey Smith, US-amerikanischer Rhythm-&-Blues-Musiker (89)
- 13. Februar: Héctor Zaraspe, argentinischer Balletttänzer, Choreograph und Ballettlehrer (92)

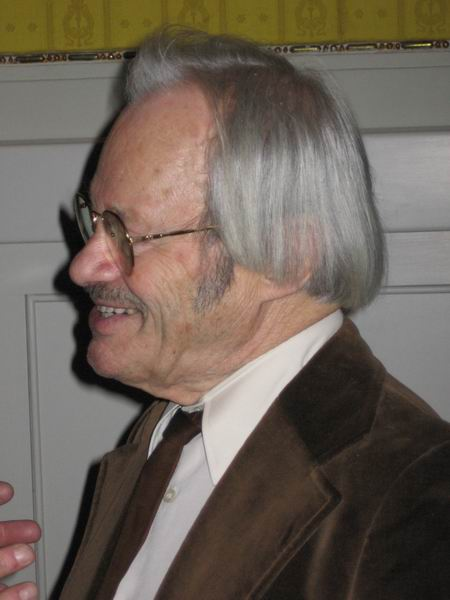
Friedrich Cerha; † 14. Februar

- 14. Februar: Friedrich Cerha, österreichischer Komponist und Dirigent (96)
- 14. Februar: Tohru Okada, japanischer Musiker und Komponist (73)
- 14. Februar: Akira Tsuneoka, japanischer Musiker (51)
- 16. Februar: Chuck Jackson, US-amerikanischer Rhythm-and-Blues-Sänger (85)
- 16. Februar: Matthias „Maik Motji“ Kupper, deutscher Gitarrist (65)
- 16. Februar: Maon Kurosaki, japanische Sängerin (35)

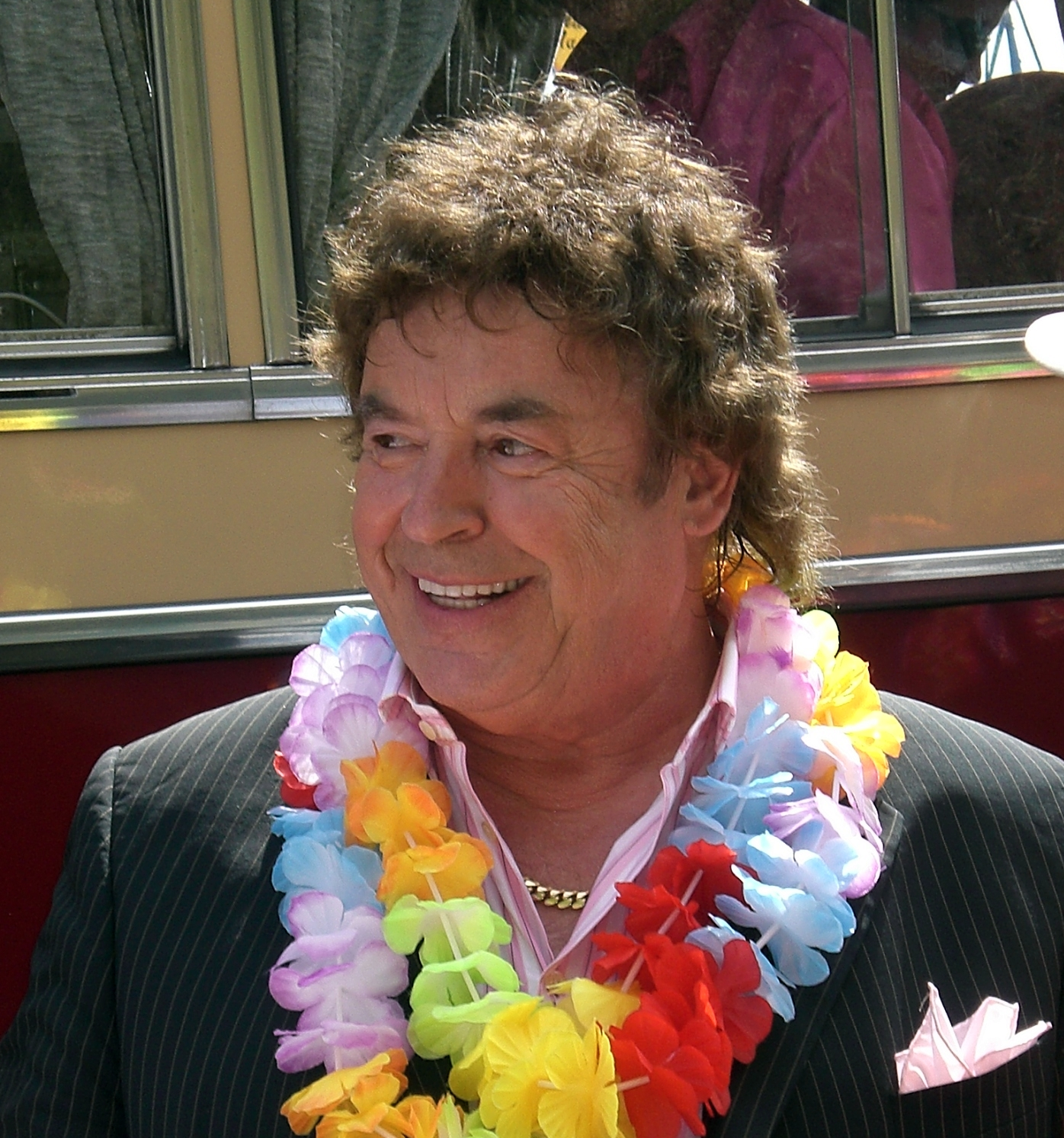
Tony Marshall; † 16. Februar

- 16. Februar: Tony Marshall, deutscher Sänger (85)
- 17. Februar: Michaël Denard, französischer Balletttänzer und Schauspieler (78)
- 17. Februar: Moncho Díaz, spanischer Folk-Musiker (69)
- 17. Februar: Jerry Dodgion, US-amerikanischer Jazzmusiker (90)
- 17. Februar: Gerald Fried, US-amerikanischer Filmkomponist (95)
- 17. Februar: Pansequito, spanischer Flamenco-Sänger (78)
- 18. Februar: Tom Whitlock, US-amerikanischer Songwriter (68)
- 19. Februar: Christoph Caskel, deutscher Konzertschlagzeuger und Musikpädagoge (91)
- 19. Februar: Jann Parker, US-amerikanische Jazzsängerin (≈67)
- 20. Februar: Bruce Barthol, US-amerikanischer Bassist (75)
- 20. Februar: Victor Brox, britischer Bluesmusiker (82)
- 21. Februar: Richie Frost, US-amerikanischer Jazz- und Studiomusiker (95)
- 22. Februar: Elaine Barkin, US-amerikanische Komponistin und Musikpädagogin (90)
- 22. Februar: Germano Mathias, brasilianischer Samba-Sänger und -Komponist (88)
- 22. Februar: Rodger Parrett, US-amerikanischer Jazzmusiker (≈86)
- 22. Februar: Kanak Rele, indische Tänzerin (85)
- 23. Februar: Slim Borgudd, schwedischer Automobilrennfahrer und Schlagzeuger (76)
- 23. Februar: Andrée Desautels, kanadische Musikwissenschaftlerin, Musikpädagogin, Komponistin und Ondistin (99)
- 23. Februar: Junnosuke Kuroda, japanischer Rockmusiker (34)
- 25. Februar: François Hadji-Lazaro, französischer Schauspieler und Musiker (66)
- 25. Februar: Larry Roland, US-amerikanischer Jazz-Bassist und Lyriker (73)
- 25. Februar: Carl Saunders, US-amerikanischer Jazztrompeter (80)
- 26. Februar: Helmut Forsthoff, deutscher Jazzmusiker (78)
- 27. Februar: Hans-Joachim Behrendt, deutscher Musiker (68)
- 28. Februar: Tamas Quraschwili, sowjetisch-georgischer Jazzmusiker (75)
- 28. Februar: Toninho Ramos, brasilianischer Musiker (80)
- 28. Februar: Jay Weston, US-amerikanischer Filmproduzent (93)
- 00. Februar: Dix Bruce, US-amerikanischer Gitarrist (70)

### März
- 01. März: Ted Donaldson, US-amerikanischer Schauspieler und Sänger (89)
- 01. März: Wally Fawkes, britischer Jazzmusiker, Zeichner, Karikaturist und Illustrator (98)
- 01. März: Scott Feiner, US-amerikanischer Jazzmusiker (54)
- 01. März: Ida McBeth, US-amerikanische Jazz- und R&B-Sängerin (70)
- 01. März: Eunice Newkirk, US-amerikanische Blues-, Gospel- und Jazzsängerin (83)
- 01. März: Irma Serrano, mexikanische Musikerin, Schauspielerin, Drehbuchautorin und Filmproduzentin (89)
- 02. März: Steve Mackey, britischer Rockbassist und Musikproduzent (56)

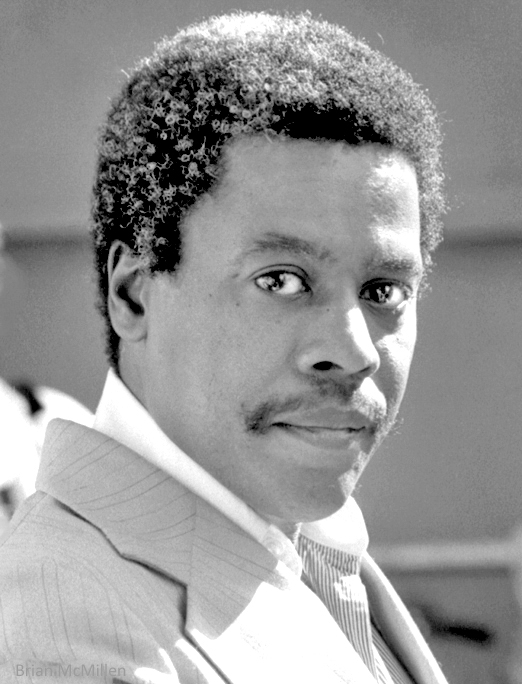
Wayne Shorter; † 2. März

- 02. März: Wayne Shorter, US-amerikanischer Jazz-Saxophonist und -Komponist (89)
- 02. März: Gothart Stier, deutscher Kirchenmusiker (84)

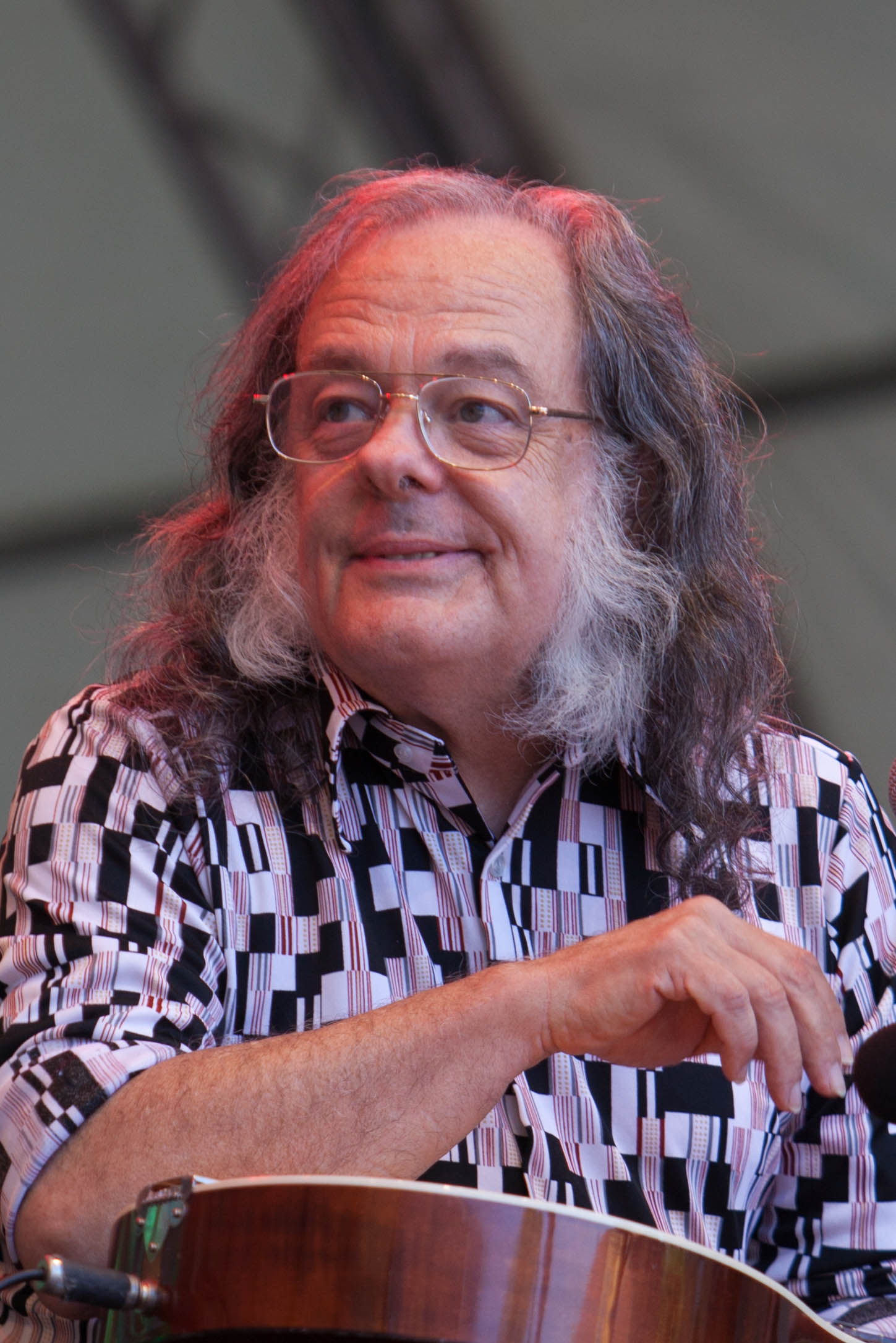
David Lindley; † 3. März

- 03. März: David Lindley, US-amerikanischer Multiinstrumentalist und Sänger (78)
- 04. März: Spot, US-amerikanischer Musikproduzent (71)
- 05. März: Sharifa Fadel, ägyptische Sängerin und Schauspielerin (84)
- 05. März: Kenneth Montgomery, britischer Dirigent und Musikpädagoge (79)
- 05. März: Gary Rossington, US-amerikanischer Gitarrist und Songwriter (71)
- 07. März: Víctor Luque, spanischer Gitarrist (84)
- 07. März: Dominique Rebourgeon, französisch-deutscher Maler, Grafiker, Bühnenbildner, Restaurator, Kunsterzieher, Organist, Pianist und Komponist (76)
- 07. März: Lynn Seymour, kanadische Balletttänzerin und Schauspielerin (83)
- 08. März: Marcel Amont, französischer Sänger und Schauspieler (93)
- 08. März: Jim Durkin, US-amerikanischer Gitarrist (58)
- 08. März: Josua Madsen, dänischer Schlagzeuger (45)
- 08. März: Hans Musch, deutscher Organist, Musikwissenschaftler und Hochschullehrer (88)
- 09. März: Robin Lumley, britischer Fusionmusiker (≈73)
- 10. März: Bebeto Castilho, brasilianischer Sänger und Multiinstrumentalist (83)
- 10. März: Junior English, jamaikanischer Reggae-Sänger (≈71)
- 10. März: MC Fats, US-amerikanischer Jungle- und Drum 'n' Bass-Musiker (64)
- 10. März: Napoleon XIV, US-amerikanischer Musikproduzent (84)
- 10. März: Periquín „Niño Jero“, spanischer Flamenco-Gitarrist (68)
- 10. März: Tongo, peruanischer Sänger und Entertainer (65)
- 11. März: Dave Kamien, US-amerikanischer Pianist, Dirigent und Komponist (94)
- 11. März: Costa Titch, südafrikanischer Rapper (28)
- 12. März: Marek Kopelent, tschechischer Komponist (90)
- 13. März: Richard Burkart, US-amerikanischer Jazzmusiker und Hochschullehrer (≈92)
- 13. März: Simon Emmerson (auch Simon Booth), britischer Musikproduzent, Gitarrist und Komponist (67)
- 13. März: Jim Gordon, US-amerikanischer Schlagzeuger und Songwriter (77)
- 13. März: Curly Martin, US-amerikanischer Jazzmusiker (≈80)
- 14. März: Bobby Caldwell, US-amerikanischer Singer-Songwriter und Musiker (71)
- 15. März: Nachum Erlich, israelischer Violinist (63)
- 15. März: Stuart Hodes, US-amerikanischer Tänzer, Choreograf und Tanzlehrer (98)
- 15. März: Siegfried Schulte, deutscher Komponist (87)
- 16. März: Tony Coe, britischer Jazzmusiker (88)
- 16. März: Emmanuelle Mottaz, französische Sängerin und Schauspielerin (59)
- 16. März: Klaus Quirini, deutscher DJ und Verbandsfunktionär (81)
- 17. März: Fuzzy Haskins, US-amerikanischer Sänger (81)
- 17. März: Fito Olivares, mexikanischer Musiker (75)
- 17. März: Lance Reddick, US-amerikanischer Schauspieler und Musiker (60)
- 17. März: Mick Slattery, britischer Gitarrist (77)

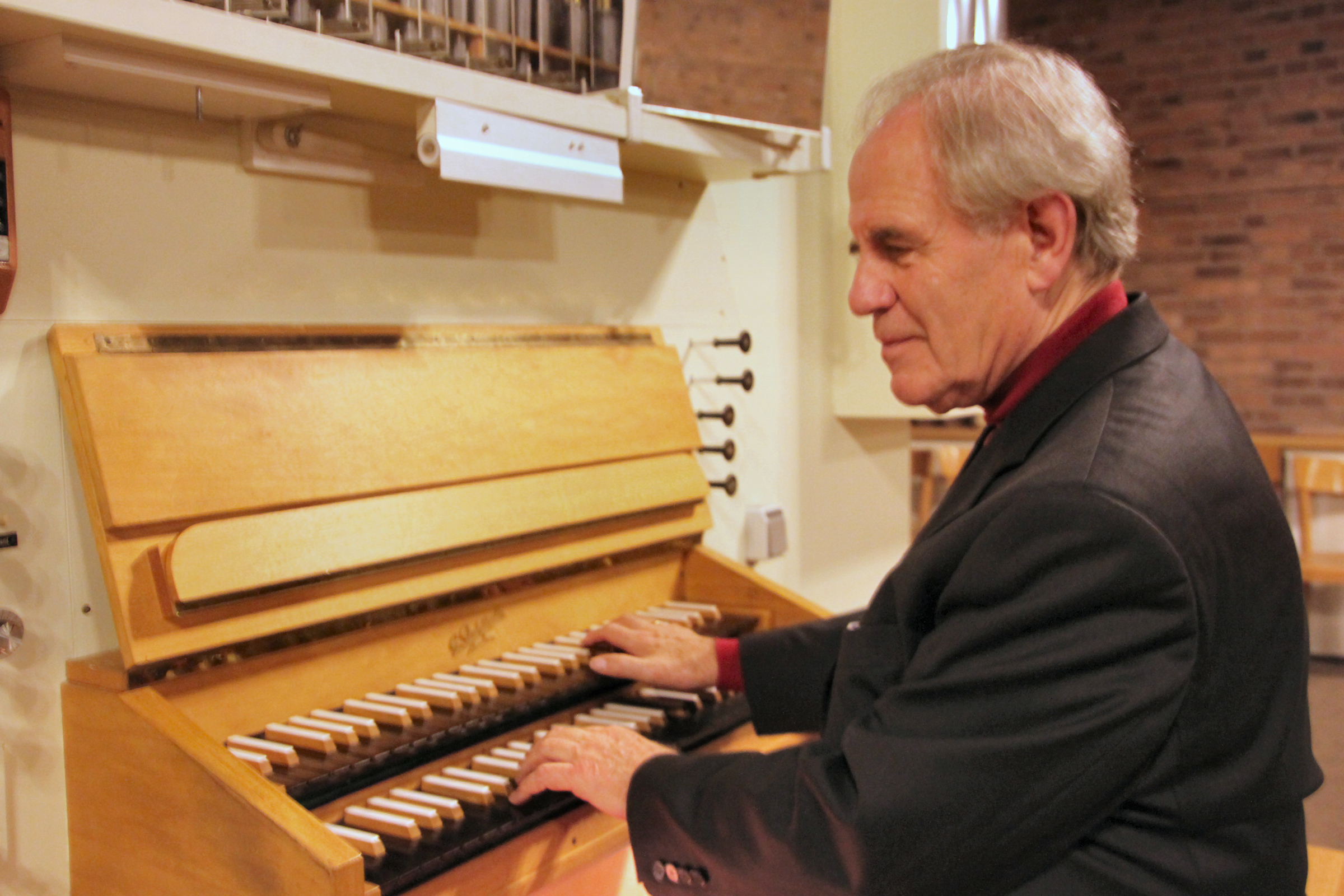
Clemens Ganz; † 19. März

- 19. März: Clemens Ganz, deutscher Kirchenmusiker (88)
- 20. März: Anita Thallaug, norwegische Schauspielerin und Sängerin (85)
- 20. März: Virginia Zeani, rumänische Opernsängerin (97)
- 21. März: George Gray, US-amerikanischer Opernsänger (Tenor) (75)
- 21. März: Carola Kretschmer, deutsche Rockgitarristin (74)
- 22. März: Tom Leadon, US-amerikanischer Musiker (70)
- 22. März: Wayne Swinny, US-amerikanischer Gitarrist (59)
- 23. März: Harald Neuwirth, österreichischer Jazzpianist und Komponist (84)
- 23. März: Keith Reid, britischer Songtexter (76)
- 23. März: Bernard Siffert, Schweizer Jazzmusiker (66)
- 24. März: Christopher Gunning, britischer Komponist (78)
- 24. März: Scott Johnson, US-amerikanischer Komponist (70)
- 25. März: Chabelo, mexikanischer Schauspieler, Komiker, Fernsehmoderator und Kindermusiksänger (88)
- 25. März: Juca Chaves, brasilianischer Komiker und Sänger (84)
- 25. März: Daniel Chorzempa, US-amerikanischer Organist (78)
- 25. März: Nicholas Lloyd Webber, britischer Komponist und Musikproduzent (43)
- 26. März: Emahoy Tsegué-Maryam Guèbrou, äthiopische Pianistin, Komponistin und Ordensgeistliche (99)
- 27. März: James Bowman, britischer Opernsänger (81)
- 27. März: Peggy Scott-Adams, US-amerikanische Blues- und Soulsängerin (74)
- 28. März: Georg Oswald, deutscher Schlagersänger (87)
- 28. März: Ryūichi Sakamoto, japanischer Filmkomponist, Musiker, Schauspieler und Produzent (71)
- 30. März: Alfio Cantarella, italienischer Schlagzeuger (81)
- 30. März: José Duarte, portugiesischer Jazzpromoter, Journalist, Autor und Produzent (84)
- 30. März: Ray Shulman, britischer Musiker (73)

### April
- 01. April: Dario Campeotto, dänischer Sänger, Schauspieler und Entertainer (84)
- 02. April: Pedro Lavirgen, spanischer Opernsänger (92)
- 02. April: Seymour Stein, US-amerikanischer Musikproduzent (80)
- 03. April: Steve Eckels, US-amerikanischer Jazzgitarrist (67)
- 03. April: Rena Koumioti, griechische Sängerin (74)
- 03. April: Galarrwuy Yunupingu, australischer Elder der Aborigines, Politiker, Sänger, Songwriter und Gitarrist (74)
- 04. April: Yves Chamberland, französischer Tonmeister und Musikproduzent (90)
- 04. April: Carl Theodor Hütterott, deutscher Schulmusiker und Komponist (97)
- 04. April: Gino Sambuco, US-amerikanischer Musiker (92)
- 04. April: Bill Snodgrass, US-amerikanischer Hochschullehrer, Arrangeur und Komponist (77)
- 05. April: Dusko Goykovich, jugoslawischer bzw. serbischer Jazztrompeter (91)
- 05. April: Booker Newberry III, US-amerikanischer Soulsänger und Keyboarder (67)
- 06. April: Harrison Bankhead, US-amerikanischer Jazz-Bassist (68)
- 06. April: Paul Cattermole, britischer Sänger und Schauspieler (46)
- 06. April: Nora Forster, deutsch-britische Musikpromoterin (80)
- 07. April: Ian Bairnson, schottischer Musiker (69)
- 07. April: Kalamandalam Devaki, indische Tänzerin und Sängerin (76)
- 07. April: Kidd Jordan, US-amerikanischer Jazz- und R&B-Musiker (87)
- 07. April: Chris Lange, Schweizer Gitarrist (81)
- 07. April: Eugen Tschanun, deutscher Akkordeonist, Orchesterleiter und Musikpädagoge (93)
- 07. April: Lasse Wellander, schwedischer Gitarrist und Musikproduzent (70)
- 08. April: Andreas K. W. Meyer, deutscher Musikdramaturg und -publizist (64)
- 09. April: Karl Berger, deutscher Jazzmusiker (88)
- 09. April: Julián Figueroa, mexikanischer Singer-Songwriter und Schauspieler (27)
- 09. April: Valda Setterfield, US-amerikanische Tänzerin und Schauspielerin (88)
- 10. April: Pierre Lacotte, französischer Balletttänzer und Choreograf (91)
- 10. April: George Meyer-Goll, deutscher Schauspieler und Musiker (74)
- 11. April: Wilfried Fischer, deutscher Dirigent, Musikpädagoge und Hochschullehrer (84)

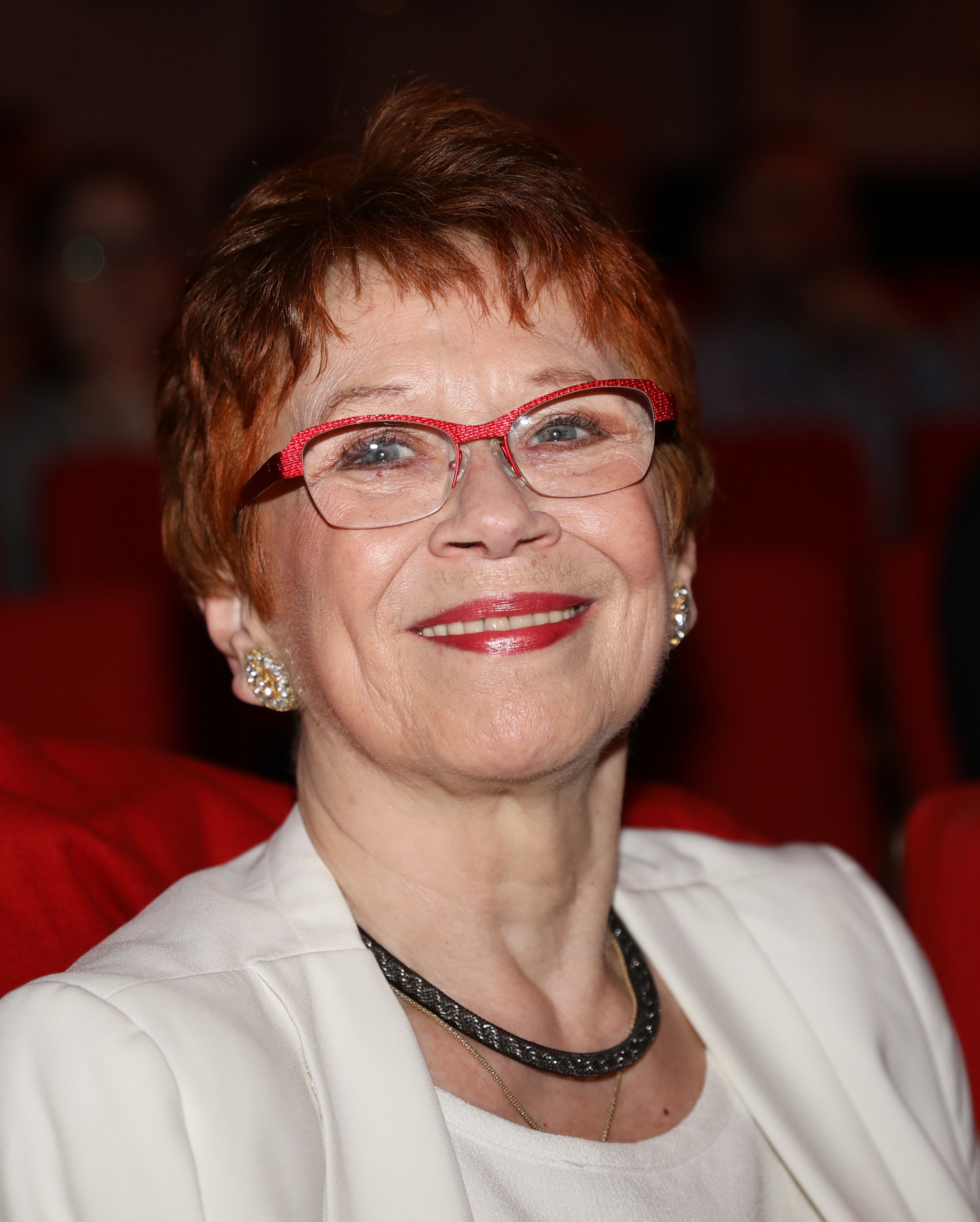
Lotti Krekel; † 11. April

- 11. April: Lotti Krekel, deutsche Schauspielerin und Sängerin (81)
- 12. April: Jah Shaka, jamaikanisch-britischer Musiker (75)
- 13. April: Barbara Schenker, deutsche Musikerin (56)
- 14. April: Cliff Fish, britischer E-Bassist (73)
- 14. April: Steve Gnitka, US-amerikanischer Jazzmusiker (69)
- 14. April: Bob Gusch, US-amerikanischer Jazzmusiker (≈72)
- 14. April: Mark Sheehan, irischer Gitarrist (46)
- 15. April: Peter Badie, US-amerikanischer Jazz- und Rhythm-&-Blues-Musiker (97)

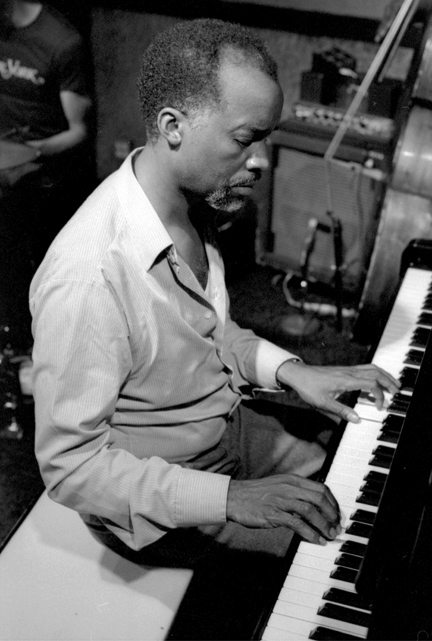
Ahmad Jamal; † 16. April

- 16. April: Ahmad Jamal, US-amerikanischer Jazz-Pianist und Komponist (92)
- 17. April: Ivan Conti, brasilianischer Schlagzeuger (76)
- 17. April: April Stevens, US-amerikanische Sängerin (93)
- 19. April: Franz Biffiger, Schweizer Architekt, Jazzpianist und Politiker (84)
- 19. April: Yehonatan Geffen, israelischer Liedermacher, Dramatiker, Autor und Journalist (76)
- 19. April: Moonbin, südkoreanischer Musiker (25)
- 19. April: Martin Petzold, deutscher Opernsänger (67)
- 20. April: Pamela Chopra, indische Playbacksängerin (75)
- 21. April: Otto Kolleritsch, österreichischer Pianist und Musikwissenschaftler (89)
- 21. April: Mark Stewart, britischer Musiker (62)
- 22. April: Len Goodman, britischer Tänzer, Tanzrichter und -lehrer (78)
- 22. April: Alexei Murawljow, sowjetischer bzw. russisch-georgischer Komponist (98)

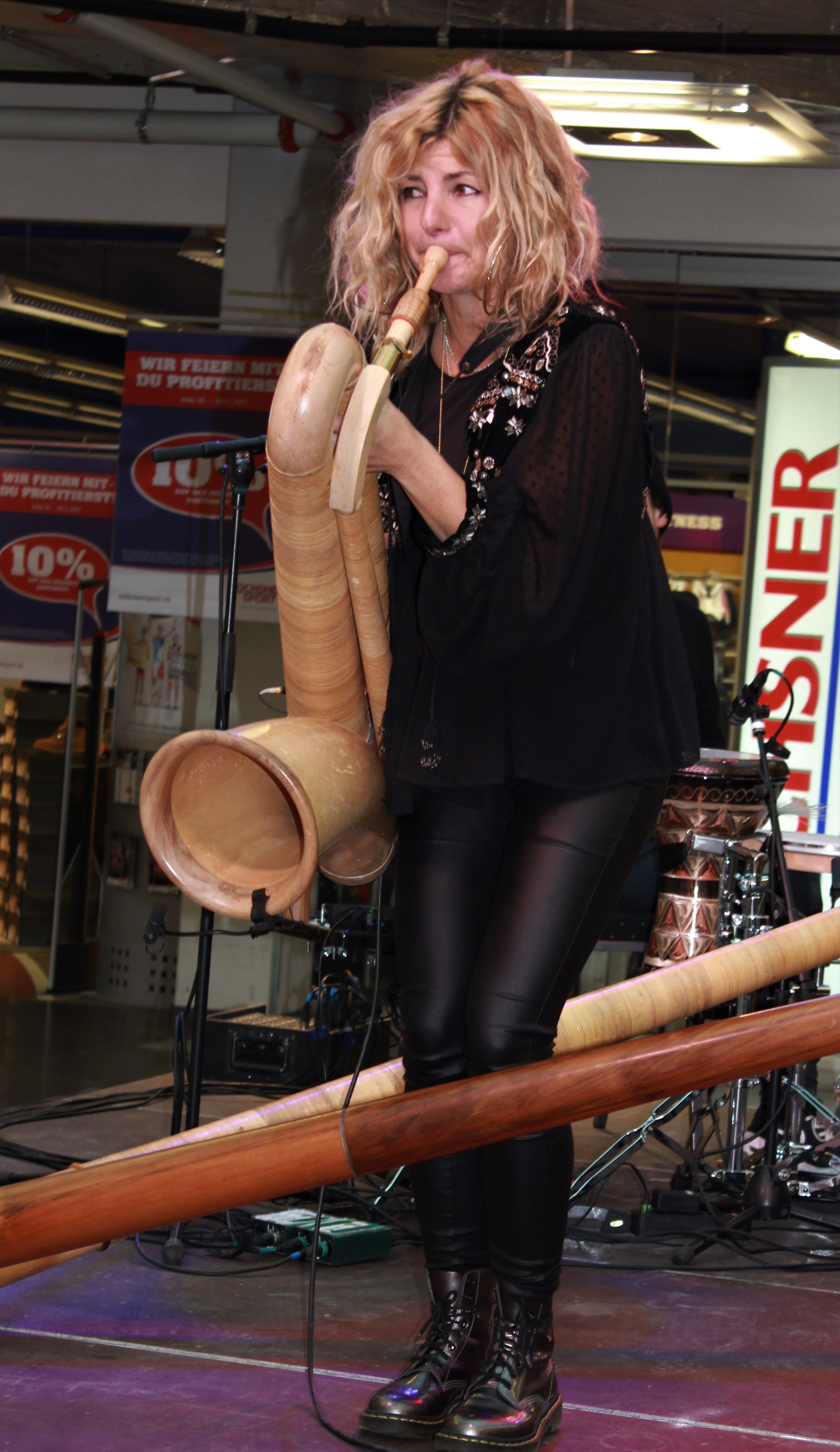
Eliana Burki; † 24. April

- 24. April: Eliana Burki, Schweizer Musikerin (39)

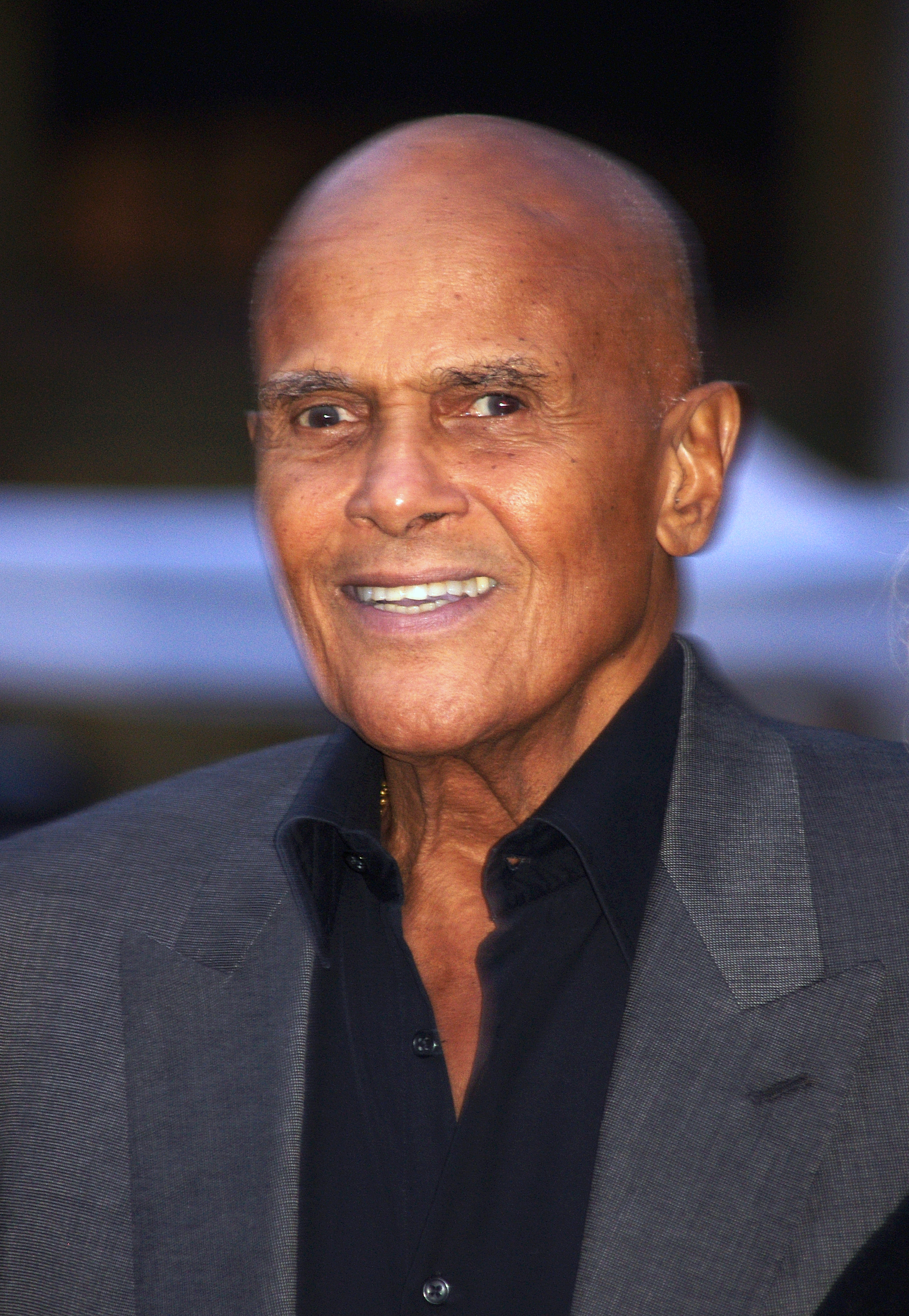
Harry Belafonte; † 25. April

- 25. April: Harry Belafonte, US-amerikanischer Sänger, Schauspieler, Entertainer und Bürgerrechtler (96)
- 25. April: Bill Miele, US-amerikanischer Jazzmusiker (71)
- 25. April: Manfred Weiss, deutscher Komponist (88)
- 28. April: Tim Bachman, kanadischer Gitarrist (71)
- 28. April: Helge Engelke, deutscher Gitarrist (61)
- 28. April: Jesús Gómez Cairo, kubanischer Musikwissenschaftler und -pädagoge (73)
- 29. April: Jim Milan, US-amerikanischer Jazzmusiker (101)
- 00. April: Helmut Wulz, österreichischer Musiker (86)

### Mai

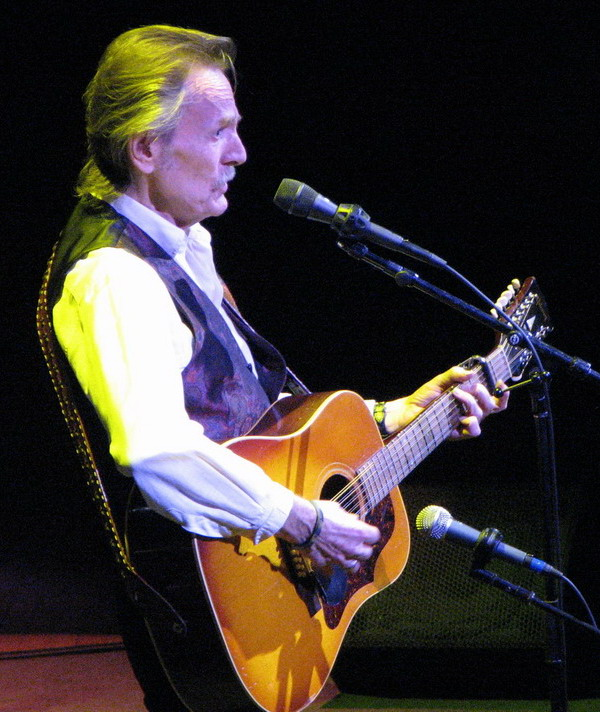
Gordon Lightfoot; † 1. Mai

- 01. Mai: Gordon Lightfoot, kanadischer Sänger und Songwriter (84)
- 01. Mai: Pugh Rogefeldt, schwedischer Musiker (76)
- 03. Mai: Linda Lewis, britische Sängerin (72)
- 03. Mai: Jasmin Stavros, kroatischer Popmusiker (68)
- 04. Mai: Rob Laakso, US-amerikanischer Multiinstrumentalist, Soundingenieur und Musikproduzent (44)
- 04. Mai: Volker Worlitzsch, deutscher Violinist und Konzertmeister (78)
- 05. Mai: Chris Strachwitz, deutsch-amerikanischer Musikproduzent und Labelbetreiber (91)
- 06. Mai: Menahem Pressler, deutsch-israelischer Pianist (99)
- 06. Mai: Larry Smith, US-amerikanischer Jazzmusiker (79)
- 06. Mai: Jack Wilkins, US-amerikanischer Jazzgitarrist (78)

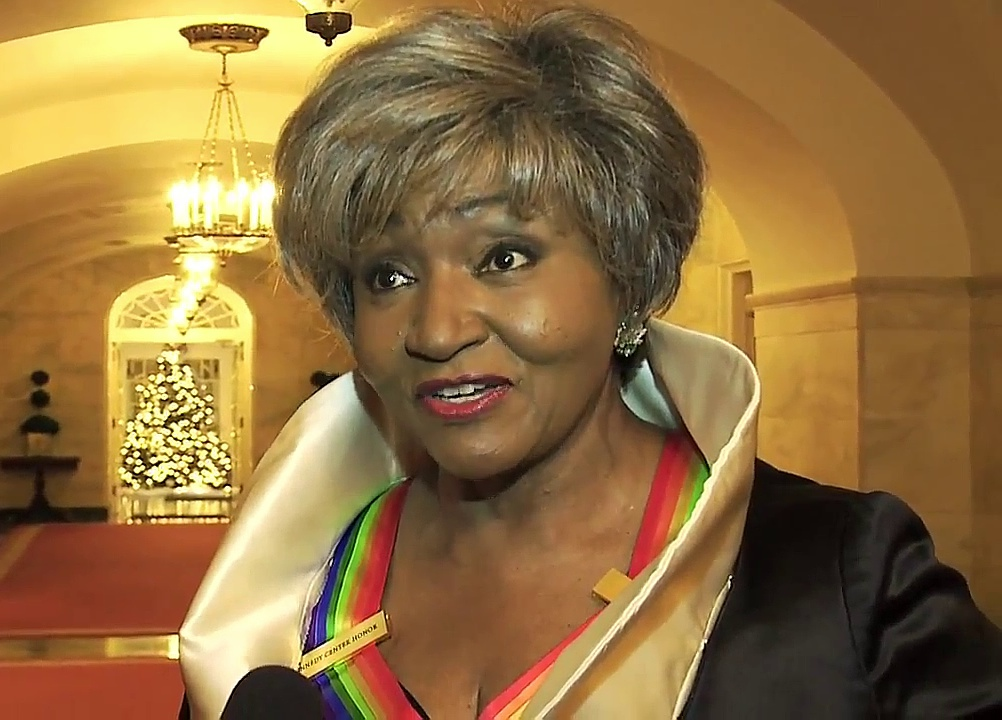
Grace Bumbry; † 7. Mai

- 07. Mai: Grace Bumbry, US-amerikanische Opernsängerin (86)
- 07. Mai: Soňa Červená, tschechische Opernsängerin und Schauspielerin (97)
- 07. Mai: Seán Keane, irischer Violinist (76)
- 08. Mai: Rita Lee, brasilianische Sängerin, Komponistin und Instrumentalistin (75)
- 08. Mai: Jen Wilson, britische Jazzpianistin und Musikhistorikerin (78)
- 09. Mai: Jon Povey, britischer Musiker (80)
- 09. Mai: Günter Wewel, deutscher Opernsänger (88)
- 10. Mai: Rolf Harris, australischer Musiker und Fernsehunterhalter (93)
- 10. Mai: Federico Savina, italienischer Dozent, Tonmeister und Musiker (87)
- 11. Mai: Jørgen Kleemann, grönländischer Musiker (100)
- 13. Mai: John „Doc“ Wilson, US-amerikanischer Jazztrompeter und Arrangeur (96)
- 14. Mai: John Giblin, britischer E-Bassist (71)
- 14. Mai: Ingrid Haebler, österreichische Pianistin (93)

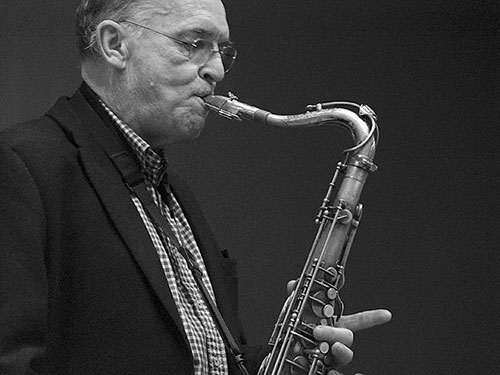
Bernt Rosengren; † 14. Mai

- 14. Mai: Bernt Rosengren, schwedischer Jazzmusiker (85)
- 14. Mai: Samantha Weinstein, kanadische Schauspielerin und Synchronsprecherin (28)
- 15. Mai: Musa Manzini, südafrikanischer Jazzmusiker (51)
- 16. Mai: Lester Sterling, jamaikanischer Saxophonist (87)
- 17. Mai: Walter Haupt, deutscher Komponist, Dirigent und Regisseur (88)
- 17. Mai: Kelly Rusike, simbabwischer Jazzmusiker und -produzent (59)
- 17. Mai: Algy Ward, britischer Bassist (63)
- 19. Mai: Pete Brown, britischer Singer-Songwriter (82)
- 19. Mai: Andy Rourke, britischer Rockmusiker (59)
- 20. Mai: Sven Nyhus, norwegischer Musiker und Komponist (90)
- 21. Mai: Ed Ames, US-amerikanischer Sänger und Schauspieler (95)
- 21. Mai: John Dexter, US-amerikanischer Musiker (≈78)
- 22. Mai: Kirk Arrington, US-amerikanischer Schlagzeuger (61)
- 22. Mai: Hayes Kavanagh, US-amerikanischer Jurist und Jazzmusiker (≈83)
- 22. Mai: Werner Nadolny, deutscher Musiker (76)
- 23. Mai: Mark Adams, US-amerikanischer Bassist (64)
- 23. Mai: Redd Holt, US-amerikanischer Schlagzeuger (91)
- 23. Mai: Chas Newby, britischer Bassist (81)
- 23. Mai: Floyd Newman, US-amerikanischer Saxophonist (91)
- 23. Mai: Sheldon Reynolds, britischer Gitarrist (63)
- 24. Mai: İlham Gençer, türkischer Jazzmusiker und Hörfunkmoderator (100)
- 24. Mai: Bill Lee, US-amerikanischer Jazzmusiker und Filmkomponist (94)
- 24. Mai: George Maharis, US-amerikanischer Schauspieler und Sänger (94)

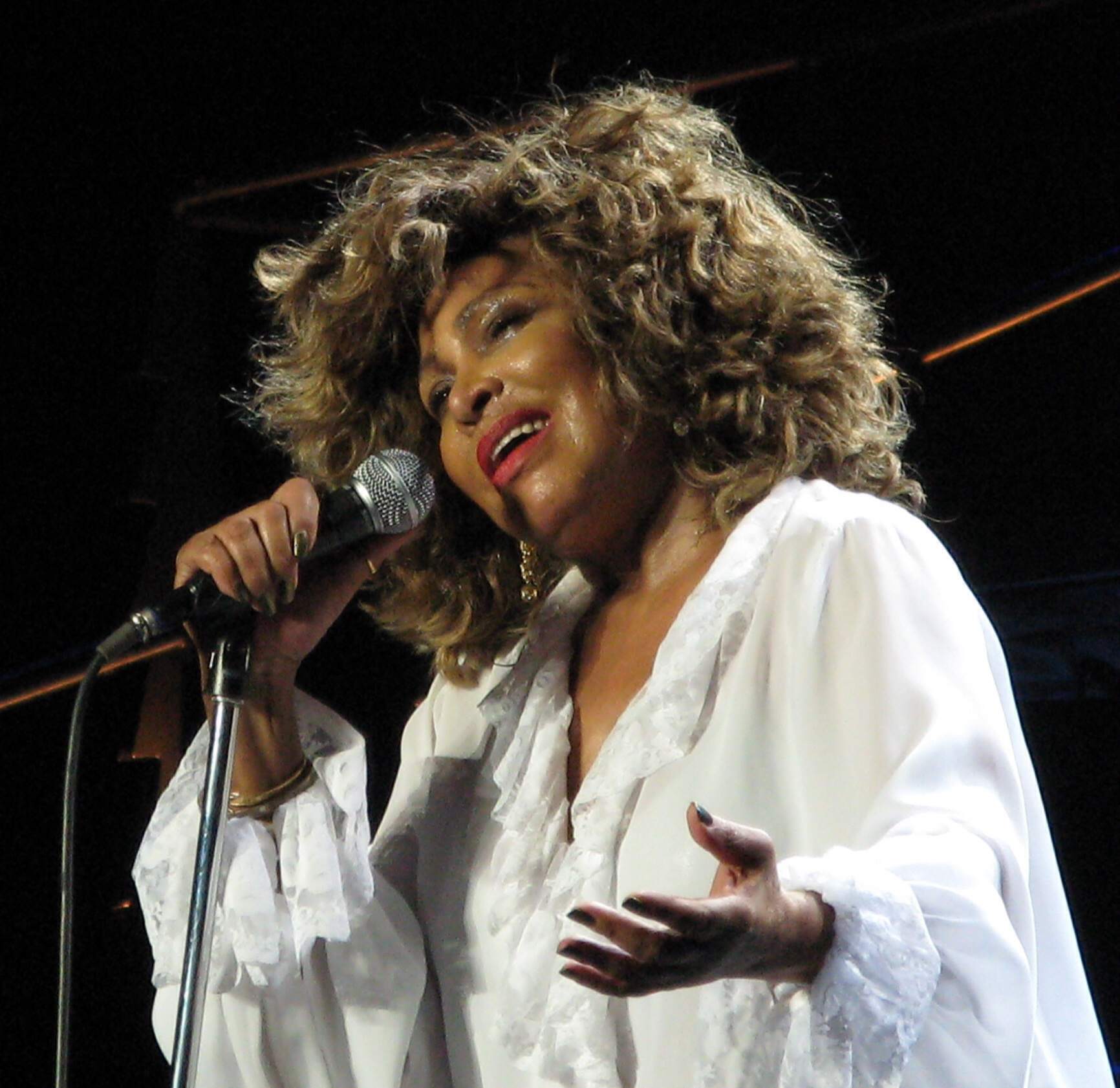
Tina Turner; † 24. Mai

- 24. Mai: Tina Turner, US-amerikanisch-schweizerische Musikerin (83)
- 25. Mai: Jean-Louis Murat, französischer Sänger und Songschreiber (71)
- 25. Mai: Stefan Nilsson, schwedischer Filmkomponist (67)
- 25. Mai: Diethelm Strauch, deutscher Pädagoge, Grundschullehrer, Dichter und Komponist christlicher Lieder (76)
- 26. Mai: Xaõ Seffcheque, österreichischer Musiker und Drehbuchautor (67)
- 27. Mai: Juan Carlos Formell, kubanischer Musiker (59)
- 28. Mai: Renald Deppe, deutscher Klarinettist, Saxophonist, Komponist und Musikmanager (67)
- 30. Mai: Noel Kaletsky, US-amerikanischer Jazzmusiker (85)
- 31. Mai: Kurt Widmer, Schweizer Gesangspädagoge und Sänger (82)

### Juni
- 01. Juni: Bob Martin, US-amerikanischer Jazzmusiker (≈74)
- 01. Juni: Pedro Messone, chilenischer Sänger und Schauspieler (88)
- 01. Juni: Roy Taylor, irischer Gitarrist und Sänger (66)
- 01. Juni: Cynthia Weil, US-amerikanische Songwriterin (82)
- 02. Juni: Kaija Saariaho, finnische Komponistin (70)
- 03. Juni: Peter Rummenhöller, deutscher Musikwissenschaftler und Pianist (87)
- 03. Juni: Sterling Whipple, US-amerikanischer Songwriter (75)
- 04. Juni: George Winston, US-amerikanischer Komponist, Pianist und Arrangeur (73)

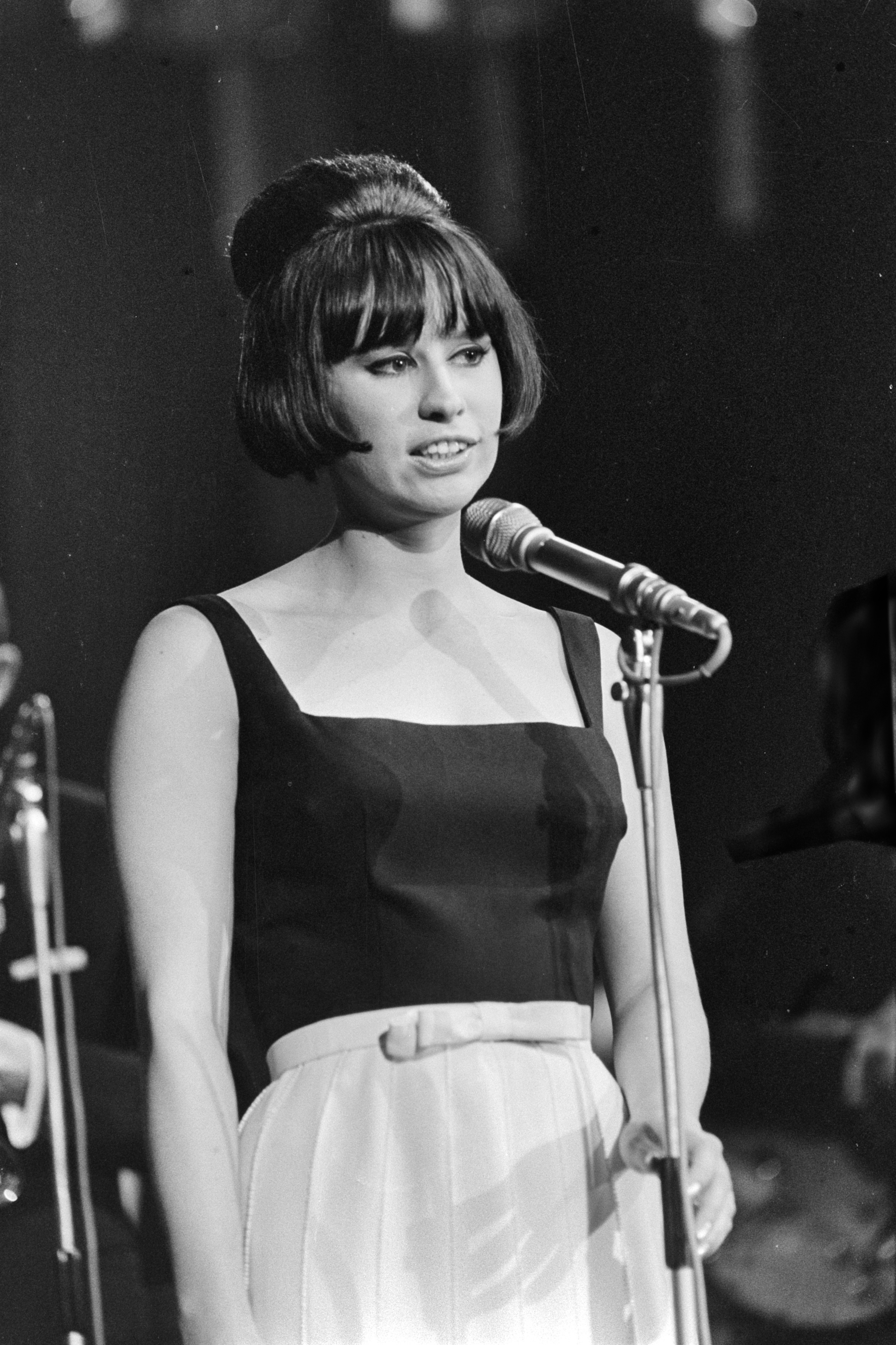
Astrud Gilberto; † 5. Juni

- 05. Juni: Astrud Gilberto, brasilianisch-US-amerikanische Sängerin und Komponistin (83)
- 05. Juni: Werner Herbers, niederländischer Oboist und Dirigent (82)
- 05. Juni: Manfred Schlenker, deutscher Kirchenmusiker und Komponist (97)
- 06. Juni: Thomas Battenstein, deutscher Musiker (72)
- 06. Juni: Tony McPhee, britischer Blues-Gitarrist und Sänger (79)
- 06. Juni: Giuliano Yankees, chilenischer Popsänger (16)
- 07. Juni: Irma Capece Minutolo, italienische Opernsängerin und Filmschauspielerin (87)
- 07. Juni: Barbara Koerppen, deutsche Geigerin und Hochschullehrerin (93)
- 08. Juni: Stefan Rauh, deutscher Dirigent, Musikverleger, Kirchenmusiker und Komponist (60)
- 09. Juni: Dinah Faust, französische Schauspielerin und Sängerin (96)
- 09. Juni: Walter Kemp, kanadischer Musikwissenschaftler, Organist, Chorleiter und Komponist (84)
- 10. Juni: Yannis Markopoulos, griechischer Komponist und Sänger (84)
- 10. Juni: Eckhard Maronn, deutscher Musiker, Toningenieur und Hochschullehrer (88)
- 11. Juni: Jackie Williams, US-amerikanischer Jazzmusiker (90)
- 11. Juni: Magda Saleh, ägyptische Balletttänzerin (79)
- 11. Juni: Martín Rojas, kubanischer Gitarrist und Komponist (79)
- 12. Juni: Lee Clayton, US-amerikanischer Musiker und Komponist (80)
- 12. Juni: Jack Earls, US-amerikanischer Country- und Rockabilly-Sänger (90)
- 13. Juni: Christy Dignam, irischer Sänger (63)
- 13. Juni: Blackie Onassis, US-amerikanischer Schlagzeuger (57)
- 13. Juni: Steffen Weigand, deutscher Schlagzeuger (51)
- 14. Juni: DJ Patex, deutsche DJ, Musikerin, Kulturwissenschafterin und Aktivistin (50)
- 16. Juni: Peter Dickinson, britischer Komponist, Pianist und Musikkritiker (88)
- 17. Juni: Gilbert Dubuc, belgischer Bariton-Sänger (98)
- 17. Juni: Friedrich Spangemacher, deutscher Hörfunkmanager, Festivalleiter und Verbandsfunktionär (73)
- 18. Juni: Andrea Ihle, deutsche Opernsängerin (70)
- 18. Juni: Big Pokey, US-amerikanischer Rapper (45)
- 18. Juni: Yanna Momina, djibutische Sängerin (76)
- 18. Juni: Nasrollah Nasehpour, iranischer Sänger (82)
- 18. Juni: Cornel Țăranu, rumänischer Komponist und Dirigent (88)
- 18. Juni: Teresa Taylor, US-amerikanische Schlagzeugerin (60)
- 19. Juni: Emili Baleriola, spanischer Rock- und Jazzgitarrist (71)
- 19. Juni: Max Morath, US-amerikanischer Ragtime-Pianist (96)
- 19. Juni: Gabriele Schnaut, deutsche Opernsängerin (72)
- 19. Juni: Ryan Siew, australischer Gitarrist (26)
- 20. Juni: Rohana Jalil, malaysische Sängerin (68)
- 20. Juni: Wjatscheslaw Lawrentjewitsch Nagowizyn, russischer Komponist (83)
- 20. Juni: Doris Stockhausen, deutsche Musikpädagogin (99)
- 20. Juni: Choi Sung-bong, südkoreanischer Sänger (33)
- 20. Juni: John Waddington, britischer Bassist (63)
- 20. Juni: Paolo Zavallone, italienischer Sänger und Komponist (90)
- 22. Juni: Robert Black, US-amerikanischer Bassist und Musikpädagoge (67)
- 22. Juni: Peter Brötzmann, deutscher Jazzmusiker (82)
- 23. Juni: Holger Eichhorn, deutscher Musikwissenschaftler, Zinkenist und Dirigent (80)
- 23. Juni: Mickey Gravine, US-amerikanischer Jazz- und Studiomusiker (90)
- 23. Juni: Sheldon Harnick, US-amerikanischer Songtexter (99)
- 23. Juni: Jesse McReynolds, US-amerikanischer Musiker (93)
- 23. Juni: Lee Rauch, US-amerikanischer Schlagzeuger (58)
- 24. Juni: Claude Barzotti, belgischer Sänger (69)
- 24. Juni: Dave Martell, US-amerikanischer Jazzmusiker (65)
- 24. Juni: Ema Prodnik, slowenische Sängerin (83)
- 24. Juni: Paul de Senneville, französischer Komponist und Musikproduzent (89)
- 24. Juni: Rachel Yakar, französische Opernsängerin (87)
- 26. Juni: Halleluja Paul, österreichischer Geistlicher und Musiker (73)
- 26. Juni: Ryan Siew, australischer Metal-Musiker (26)
- 27. Juni: Bobby Osborne, US-amerikanischer Bluegrass-Musiker (91)
- 27. Juni: Howie Shear, US-amerikanischer Jazzmusiker (68)

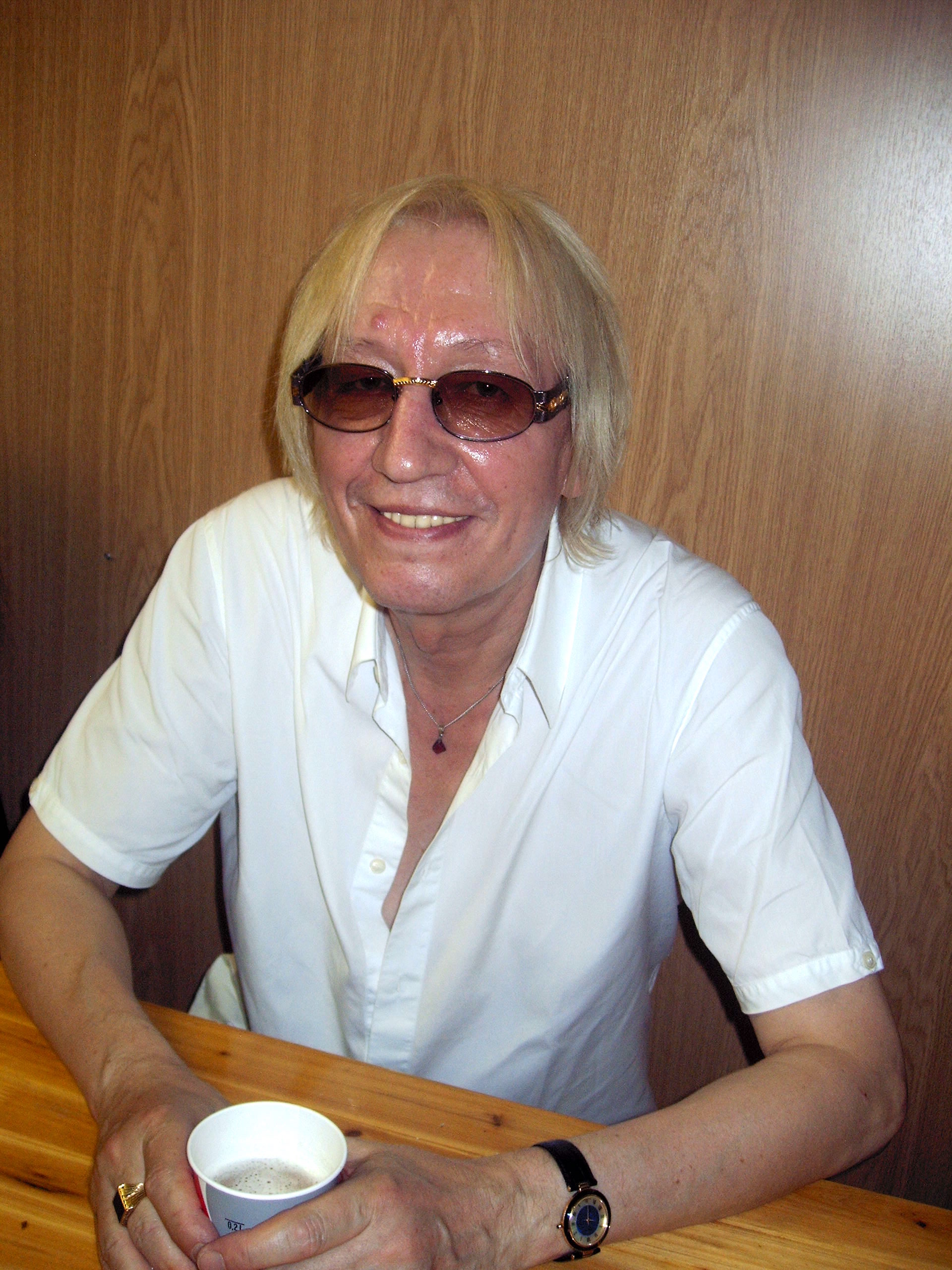
Ed Swillms; † 27. Juni

- 27. Juni: Ed Swillms, deutscher Komponist und Rockmusiker (76)
- 28. Juni: Dubi Lenz, israelischer Hörfunk- und Musikjournalist (76)
- 28. Juni: Kenneth Riegel, US-amerikanischer Opernsänger (85)
- 29. Juni: Clarence Barlow, indischer Komponist (77)
- 30. Juni: Rick Froberg, US-amerikanischer Rocksänger, -gitarrist und visueller Künstler (55)
- 30. Juni: Lord Creator, trinidadisch-jamaikanischer Musiker (87)
- 00. Juni: Hildegard Wiczonke, deutsche Sängerin und Schauspielerin (88)
- 00. Juni: Jackie Williams, US-amerikanischer Jazzmusiker (90)
- 00. Juni: Angela Zilia, griechische Sängerin (88)

### Juli
- 03. Juli: Vicki Anderson, US-amerikanische Sängerin (83)
- 03. Juli: Mo Foster, britischer Bassist und Musikproduzent (78)
- 03. Juli: Ursula „Ulla“ Kasics, Schweizer Tanz- und Bewegungslehrerin (97)
- 03. Juli: Sudakshina Sarma, indische Sängerin (89)
- 03. Juli: George Tickner, US-amerikanischer Gitarrist (76)
- 04. Juli: Ordy Garrison, US-amerikanischer Schlagzeuger (?)
- 04. Juli: Jenő Jandó, ungarischer Pianist (71)
- 04. Juli: Miki Liukkonen, finnischer Autor und Musiker (33)
- 04. Juli: Robin Tamang, nepalesischer Schauspieler und Sänger (60)
- 05. Juli: Rob Agerbeek, niederländischer Jazzpianist (85)
- 05. Juli: Marcello Colasurdo, italienischer Sänger, Komponist und Schauspieler (68)
- 05. Juli: Anthony Gilbert, britischer Komponist und Musikpädagoge (88)
- 05. Juli: CoCo Lee, chinesisch-US-amerikanische Popsängerin (48)
- 05. Juli: Christian Schlicke, deutscher Kirchenmusiker und Organist (85)
- 06. Juli: Graham Clark, britischer Opernsänger (81)
- 06. Juli: Paul Knopf, US-amerikanischer Jazz- und Kirchenmusiker (96)
- 06. Juli: Peter Nero, US-amerikanischer Pianist (89)
- 06. Juli: Wiktor Pikaisen, sowjetischer bzw. russischer Geiger und Musikpädagoge (90)
- 06. Juli: Elvira Voća, jugoslawische Sängerin (80)
- 07. Juli: Oscar Brashear, US-amerikanischer Trompeter (78)
- 08. Juli: Özkan Uğur, türkischer Schauspieler und Musiker (69)
- 09. Juli: Mbye Gaye, gambischer Musiker (67)
- 09. Juli: Rosemarie Wohlbauer, deutsch-österreichische Schauspielerin, Synchron- und Hörspielsprecherin sowie Musicaldarstellerin (≈86)

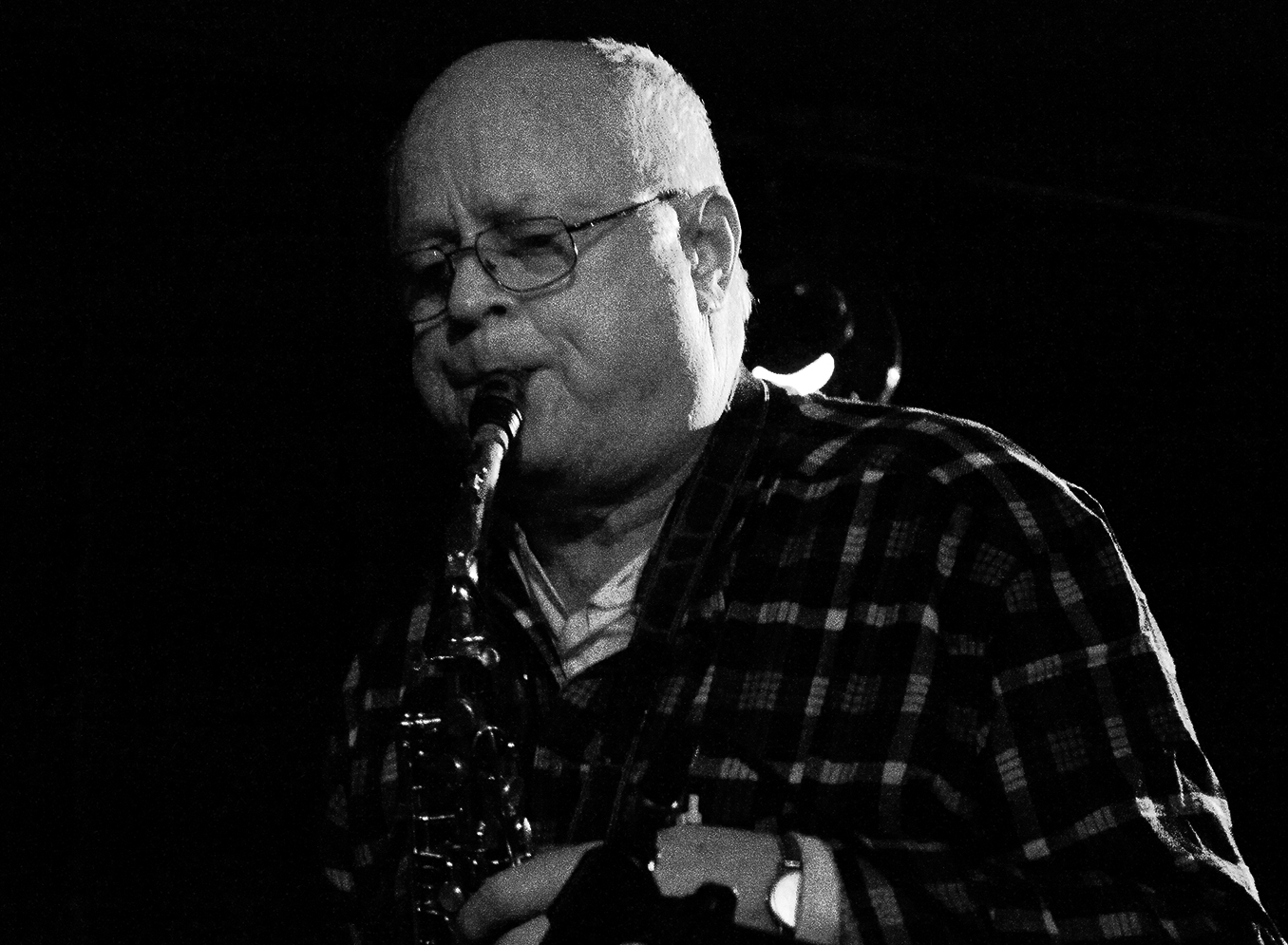
Ernst-Ludwig Petrowsky; 10. Juli

- 10. Juli: Ernst-Ludwig Petrowsky, deutscher Jazzmusiker (89)
- 11. Juli: Sam Cutler, britischer Musikmanager (80)
- 11. Juli: Yūzō Toyama, japanischer Komponist und Dirigent (92)
- 12. Juli: Harriet Choice, US-amerikanische Musikjournalistin (81)
- 12. Juli: Gina León, kubanische Bolero-Sängerin (86)
- 12. Juli: André Watts, US-amerikanischer Pianist (77)
- 14. Juli: Nick Benedict, US-amerikanischer Maler, Musiker und Schauspieler (77)
- 14. Juli: Anthony Meo, US-amerikanischer Schlagzeuger (≈53)
- 14. Juli: Mario Stantchev, bulgarisch-französischer Jazzpianist (75)
- 15. Juli: Michael Hansen, deutscher Sänger (82)
- 15. Juli. Daniza Mastilović, deutsch-serbische Opernsängerin (89)

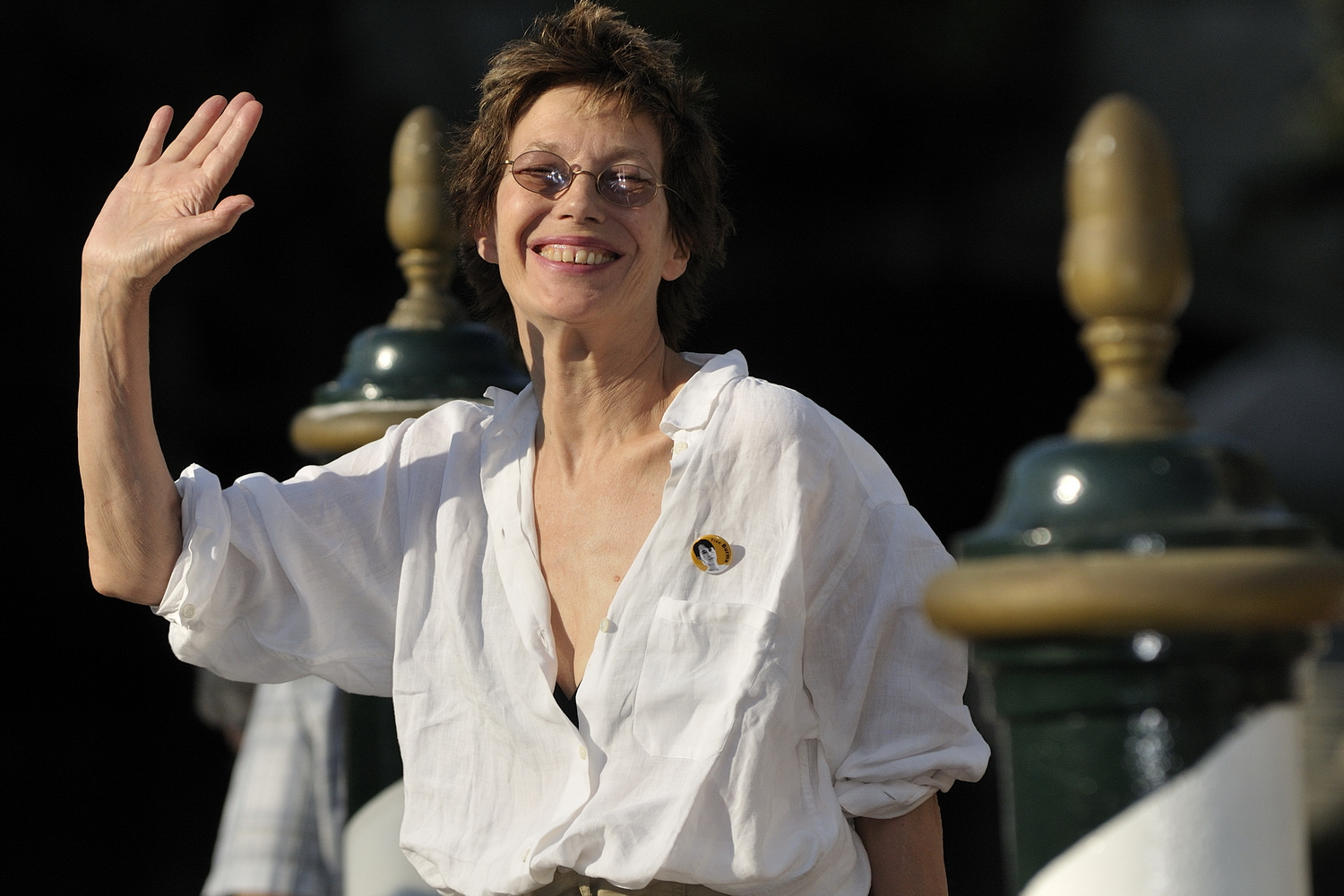
Jane Birkin; † 16. Juli

- 16. Juli: Jane Birkin, britisch-französische Schauspielerin und Sängerin (76)
- 16. Juli: Henri Tachan, französischer Sänger und Songschreiber (83)
- 17. Juli: Jerry Bradley, US-amerikanischer Musikproduzent (83)
- 17. Juli: João Donato, brasilianischer Pianist, Sänger und Komponist (88)
- 17. Juli: Valentin Gheorghiu, rumänischer Komponist und Pianist (95)
- 17. Juli: Barry Martyn, britischer Jazzmusiker, Musikproduzent und Autor (82)
- 19. Juli: Manfred „Manni“ Schulte, deutscher Musikpromoter (72)
- 19. Juli: Mark Thomas, britischer Komponist (≈67)

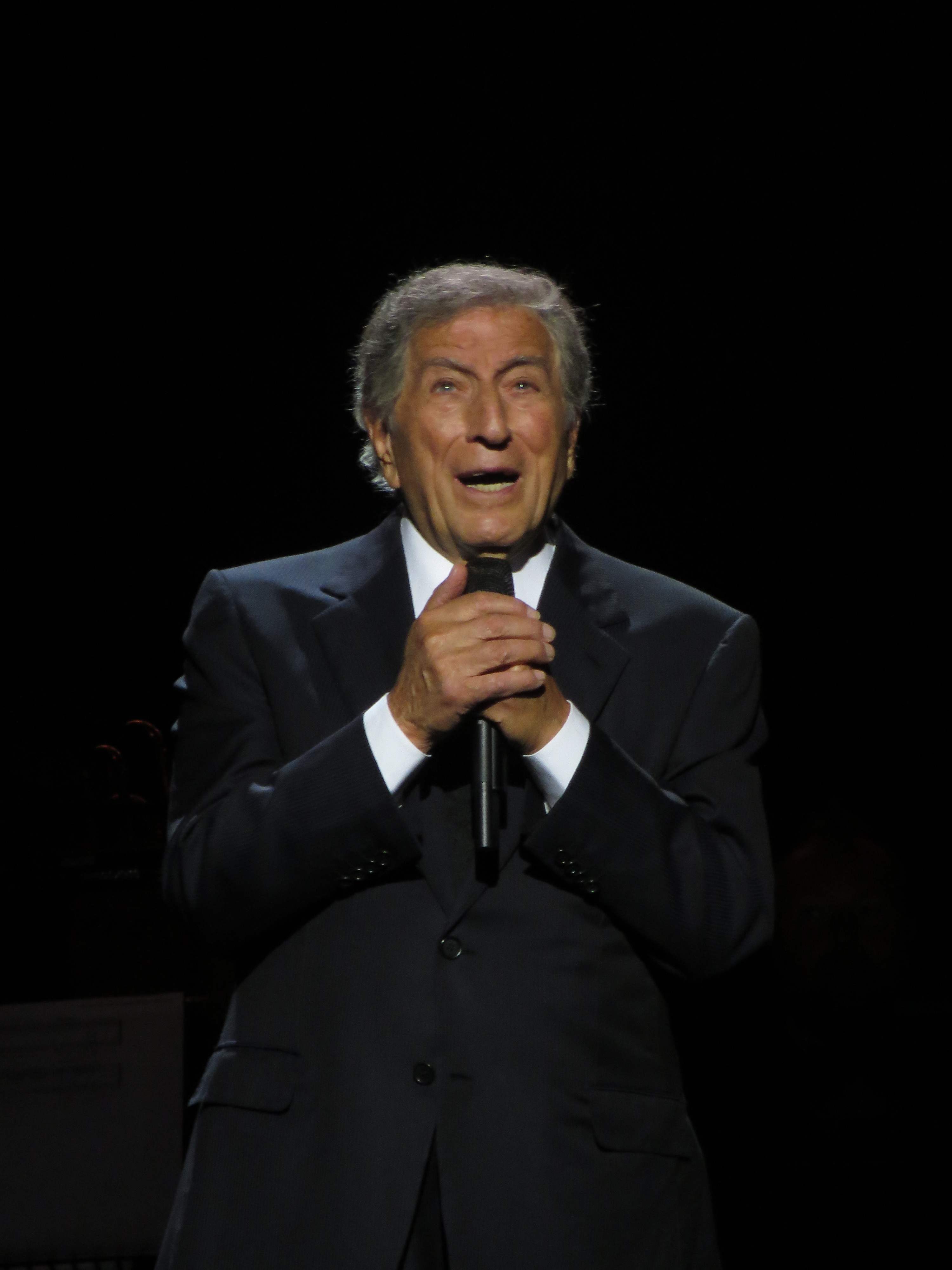
Tony Bennett; † 21. Juli

- 21. Juli: Tony Bennett, US-amerikanischer Jazzsänger und Entertainer (96)
- 22. Juli: Vince Hill, britischer Popsänger (86)
- 22. Juli: Knut Riisnæs, norwegischer Jazzmusiker (77)
- 23. Juli: Patty Ryan, deutsche Sängerin (62)
- 23. Juli: Larry Schuba, deutscher Country-Musiker (72)
- 24. Juli: Leny Andrade, brasilianische Jazzsängerin (80)
- 24. Juli: Denis Badault, französischer Jazzpianist (65)
- 24. Juli: Christoph Grohmann, deutscher Kirchenmusiker, Orgeldozent und Konzertorganist (68)
- 24. Juli: Otello Profazio, italienischer Musiker und Autor (88)
- 25. Juli: Christoph Theusner, deutscher Musiker und Komponist (74)
- 26. Juli: Sinéad O’Connor, irische Sängerin und Musikerin (56)
- 26. Juli: Randy Meisner, US-amerikanischer Bassist (77)
- 28. Juli: Jim Parker, britischer Komponist (88)
- 28. Juli: Earl Scheelar, US-amerikanischer Jazzmusiker (93)
- 28. Juli: Tommi Stumpff, deutscher Musiker (65)
- 29. Juli: Nancy Van de Vate, US-amerikanische Komponistin (92)
- 31. Juli: Anders Stenmo, schwedisch-österreichischer Drehbuchautor, Musiker und Pantomime (67)
- 00. Juli: Philippe Doudou Cuillerier, französischer Gypsy-Jazz-Musiker (61)

### August
- 01. August: Jean-Marc Duménil, französischer Jazzmusiker (≈63)
- 01. August: Dom Minasi, US-amerikanischer Jazzgitarrist (80)
- 01. August: Mariana Sîrbu, rumänische Violinistin (?)
- 02. August: Lutz Heinrich, deutscher Rockmusiker (69)
- 03. August: Carl Davis, US-amerikanischer Komponist (86)
- 04. August: John Gosling, britischer Keyboarder (75)
- 05. August: Tristan Honsinger, US-amerikanischer Improvisationsmusiker (73)
- 05. August: Folke Nauta, niederländischer Pianist (50)
- 07. August: DJ Casper, US-amerikanischer DJ (58)
- 07. August: Erkin Koray, türkischer Sänger (82)
- 07. August: David LaFlamme, US-amerikanischer Musiker (82)
- 07. August: Toussaint McCall, US-amerikanischer Organist, Songwriter und Sänger (89)
- 07. August: Tom Williams, US-amerikanischer Jazzmusiker (60)
- 08. August: Sixto Rodriguez, US-amerikanischer Singer-Songwriter (81)
- 09. August: Robbie Robertson, kanadischer Rockmusiker (80)
- 09. August: Raimund „Ray“ Salg, deutscher Gitarrist (69)
- 09. August: Joachim Stalmann, deutscher Theologe, Kirchenmusiker, Liturgie- und Musikwissenschaftler (92)
- 09. August: Brad Thomson, US-amerikanischer Gitarrist (52)
- 10. August: Sepp Eibl, deutscher Volksmusiker, Komponist, Musikverleger und Filmemacher (89)
- 11. August: Tom Jones, US-amerikanischer Musical-Texter (95)
- 11. August: Georg Klütsch, deutscher Fagottist, Kammermusiker und Musikpädagoge (71)
- 11. August: Florence Malgoire, französische Violinistin und Dirigentin (63)
- 11. August: Gus Solomons Jr., US-amerikanischer Tänzer, Choreograph, Tanzlehrer und -kritiker (84)
- 12. August: Berit Lindholm, schwedische Opernsängerin (88)
- 12. August: Madeleine Sauveur, deutsche Kabarettistin und Sängerin (71)
- 13. August: Clarence Avant, US-amerikanischer Musik- und Filmproduzent (92)
- 13. August: Patricia Bredin, britische Sängerin und Schauspielerin (88)
- 13. August: Rachel Laurin, kanadische Komponistin und Organistin (62)
- 13. August: Magoo, US-amerikanischer Rapper (50)
- 15. August: Jochen Eminger, deutscher Bassist und Gitarrist (≈69)
- 15. August: Peter „West“ Haag, deutscher Bassist (?)
- 15. August: Arnold Östman, schwedischer Dirigent und Musikmanager (83)
- 15. August: Chris Peluso, US-amerikanischer Schauspieler und Sänger (40)
- 16. August: Jerry Moss, US-amerikanischer Musikproduzent (88)
- 16. August: Andrea Pancur, deutsche Musikerin (54)
- 16. August: Renata Scotto, italienische Opernsängerin (89)
- 17. August: Jiří Černý, tschechischer Musikjournalist (87)
- 17. August: Hilario López Millán, spanischer Journalist, Schriftsteller und Sänger (78)
- 17. August: Gary Young, US-amerikanischer Schlagzeuger (70)
- 18. August: Chico Novarro, argentinischer Singer-Songwriter (89)
- 19. August: Gloria Coates, US-amerikanische Komponistin (84)
- 19. August: Frans Sjöström, schwedischer Jazzmusiker (78)
- 20. August: Rosemarie Heinikel, deutsche Schauspielerin, Sängerin und Autorin (77)
- 20. August: Lizandro Vallecilla Riascos, kolumbianischer Perkussionist, Sozialaktivist und Kulturförderer (31)
- 21. August: Billy Brooks, US-amerikanischer Schlagzeuger und Perkussionist (80)
- 22. August: Toto Cutugno, italienischer Sänger und Fernsehmoderator (80)
- 23. August: Robert Hale, US-amerikanischer Opernsänger (90)
- 24. August: Bernie Marsden, britischer Gitarrist (72)
- 25. August: Ralph Casale, US-amerikanischer Jazzmusiker (84)
- 25. August: Volker von der Heydt, deutscher Rundfunkintendant (78)
- 26. August: Bosse Broberg, schwedischer Jazztrompeter (85)
- 27. August: Ireno García, kubanischer Liedermacher und Zeichner (68)
- 27. August: Eddie Skoller, dänischer Schauspieler, Singer-Songwriter, Komiker und Theaterleiter (79)
- 29. August: Lee Evans, US-amerikanischer Jazz- und Unterhaltungsmusiker (Piano) und Arrangeur (90)
- 29. August: Thomas Friz, deutscher Musiker (73)
- 29. August: Mátyás Szandai, ungarischer Jazzmusiker (46)
- 30. August: Jack Sonni, britischer Rockmusiker (68)
- 31. August: Curtis Fowlkes, US-amerikanischer Jazzmusiker (72)
- 31. August: Theo Peer, österreichischer Pianist, Fernsehredakteur und Kabarettist (93)

### September
- 01. September: Jimmy Buffett, US-amerikanischer Singer-Songwriter (76)
- 01. September: Milka Stojanović, jugoslawische Opernsängerin (86)
- 02. September: Walter Arlen, österreichisch-US-amerikanischer Musikkritiker und Komponist (103)
- 02. September: Pablo Molina, argentinischer Reggaemusiker (58)
- 03. September: Lefty SM, mexikanischer Rapper (31)
- 04. September: Tété Caturla, kubanische Sängerin (85)
- 04. September: Tail Dragger, US-amerikanischer Bluessänger (82)
- 04. September: Steve Harwell, US-amerikanischer Sänger (56)
- 04. September: Carl-Ludwig Reichert, deutscher Musiker, Schriftsteller und Radiomoderator (77)
- 04. September: Gary Wright, US-amerikanischer Sänger, Musiker und Komponist (80)
- 05. September: Joe Fagin, britischer Popsänger (83)
- 05. September: Charles Gayle, US-amerikanischer Jazzmusiker (84)
- 05. September: Bruce Guthro, kanadischer Folksänger (62)
- 05. September: Anatol Ugorski, sowjetischer bzw. russisch-deutscher Pianist (80)
- 06. September: Larry Chance, US-amerikanischer Sänger und Musiker (82)
- 06. September: Richard Davis, US-amerikanischer Jazzmusiker (93)
- 06. September: Abraham Kaplan, US-amerikanischer Chor- und Orchesterdirigent sowie Komponist (92)
- 06. September: Spencer Mbadu, südafrikanischer Bassist (68)
- 06. September: Dorothé Schubarth, Schweizer Musikwissenschaftlerin und Dozentin (78)
- 07. September: María Jiménez, spanische Sängerin (73)
- 07. September: Akira Nishimura, japanischer Komponist (69)
- 08. September: Notburga „Burgi“ Well, deutsche Musikkabarettistin (71)
- 09. September: Erik Aschengreen, dänischer Historiker und Tanzkritiker (88)
- 09. September: Matt Vinci, US-amerikanischer Bassist (58)
- 10. September: Matthew Stewart, US-amerikanischer Trompeter (41)
- 11. September: Brendan Croker, britischer Sänger und Gitarrist (70)
- 11. September: Dedi Graucher, israelischer Sänger (62)
- 12. September: Beytocan, kurdischer Musiker und Songwriter (67)
- 12. September: Alex Blaha, deutscher Schlagzeuger (58)
- 12. September: MohBad, nigerianischer Rapper (27)
- 13. September: Roger Whittaker, britischer Sänger, Liedermacher und Kunstpfeifer (87)
- 14. September: Michael McGrath, US-amerikanischer Schauspieler und Musicaldarsteller (65)
- 15. September: Jost Gebers, deutscher Musikproduzent (82)
- 15. September: Franco Migliacci, italienischer Liedtexter und Musikproduzent (92)
- 15. September: Frank Owens, US-amerikanischer Jazzpianist (90)
- 16. September: Irish Grinstead, US-amerikanische Sängerin (43)
- 16. September: Milo Hrnić, kroatischer Popsänger (73)
- 16. September: John Marshall, britischer Schlagzeuger (82)
- 17. September: Artie Cabral, US-amerikanischer Jazzmusiker (82)
- 17. September: Aníbal de Peña, dominikanischer Sänger, Pianist und Komponist (90)
- 18. September: Wolfgang Engstfeld, deutscher Jazzmusiker (72)
- 18. September: Eckart Rohlfs, deutscher Musikjournalist und Herausgeber (93)
- 19. September: Lou Deprijck, belgischer Sänger und Musikproduzent (77)
- 19. September: Stephen Gould, US-amerikanischer Opernsänger (61)
- 20. September: Katherine Anderson, US-amerikanische Sängerin (79)
- 20. September: Norberto Machline, argentinischer Jazzmusiker (80)
- 20. September: Kent Stax, US-amerikanischer Schlagzeuger (61)
- 22. September: Alison Bentley, britische Jazzsängerin (65)
- 22. September: Olga Chorens, kubanische Sängerin (99)
- 22. September: Peter Horton, österreichischer Gitarrist, Komponist, Sänger und Buchautor (82)
- 22. September: Dieter Schneider, deutscher Liedtexter (86)
- 22. September: Mike Travis, britischer Schlagzeuger und Schauspieler (78)
- 23. September: Terry Kirkman, US-amerikanischer Sänger, Songwriter und Musiker (83)
- 24. September: Félix Ayo, italienischer Violinist (90)
- 24. September: Nashawn Breedlove, US-amerikanischer Rapper (46)
- 25. September: Marie-Thérèse Escribano, österreichische Sängerin und Kabarettistin (97)
- 25. September: David McCallum, britischer Schauspieler, Musiker und Komponist (90)
- 25. September: Anneke Uittenbosch, niederländische Cembalistin (93)
- 27. September: Urs Frauchiger, Schweizer Musiktheoretiker, Autor und Cellist (87)
- 27. September: Ernesto „Teto“ Ocampo, kolumbianischer Gitarrist und Musikproduzent (54)
- 29. September: Tirso Duarte, kubanischer Musiker (45)
- 29. September: Jon Fausty, US-amerikanischer Tontechniker (74)
- 29. September: Ron Howden, britischer Schlagzeuger (78)
- 30. September: Katherine Anderson, US-amerikanische R&B-Sängerin (79)
- 30. September: Russell Batiste Jr., US-amerikanischer Schlagzeuger (57)
- 30. September: Russell Sherman, US-amerikanischer Pianist (93)

### Oktober
- 01. Oktober: Julian Bahula, südafrikanischer Perkussionist und Jazz-Schlagzeuger (85)
- 01. Oktober: Patricia Janečková, slowakische Sängerin (25)
- 03. Oktober: Avgust Ipavec, slowenisch-österreichischer Priester, Komponist und Dirigent (83)
- 04. Oktober: Hans-Rudolf Dürrenmatt, Schweizer Musikwissenschaftler und Hochschullehrer (87)
- 05. Oktober: Bruno Filippini, italienischer Sänger (78)
- 07. Oktober: Reiner Goldberg, deutscher Opernsänger (83)
- 08. Oktober: Nina Matwijenko, sowjetische bzw. ukrainische Sängerin (75)
- 10. Oktober: Jeff L’Heureux, US-amerikanischer Sänger (63)
- 10. Oktober: Jens Arne Molvær, norwegischer Jazzmusiker (82)
- 11. Oktober: Rudolph Isley, US-amerikanischer Sänger (84)
- 11. Oktober: Aérea Negrot, venezolanische Performerin, Sängerin, elektronische Musikerin und Remixerin (43)
- 12. Oktober: Ali Claudi, deutscher Jazz- und Bluesmusiker (80)
- 12. Oktober: Michael „Ibo“ Cooper, jamaikanischer Reggaemusiker (71)
- 12. Oktober: Frank Hocker, deutscher Gitarrist und Sänger (67)
- 12. Oktober: Remei Margarit i Tayà, spanische Singer-Songwriterin und Erzählerin (87)
- 13. Oktober: Garry Mapanzure, simbabwischer Sänger (25)
- 14. Oktober: Philippe Carles, französischer Musikjournalist und Jazzautor (82)
- 14. Oktober: Masahiko Yuh, japanischer Jazz-Produzent und Autor (85)
- 15. Oktober: Carmen Petra Basacopol, rumänische Komponistin (97)
- 15. Oktober: Péter Éri, ungarischer Multiinstrumentalist und Folklorist (69)
- 15. Oktober: Jimmy LaRocca, US-amerikanischer Jazzmusiker (83)
- 16. Oktober: Hatto Beyerle, deutsch-österreichischer Kammermusiker und Dirigent (90)
- 16. Oktober: Gennadi Gladkow, sowjetischer bzw. russischer Komponist (88)
- 17. Oktober: Carla Bley, US-amerikanische Jazzpianistin, -komponistin und Bandleaderin (87)
- 17. Oktober: Anneliese Zänsler, deutsche Opern- und Operettensängerin, Gesangspädagogin und Musikwissenschaftlerin (96)
- 18. Oktober: Dwight Twilley, US-amerikanischer Sänger und Songwriter (72)
- 19. Oktober: The 45 King, US-amerikanischer DJ und Musikproduzent (62)
- 19. Oktober: Lasse Berghagen, schwedischer Schlagersänger (78)
- 19. Oktober: Carl Morten Iversen, norwegischer Jazz-Bassist (75)
- 19. Oktober: Atsushi Sakurai, japanischer Rocksänger (57)
- 19. Oktober: Oscar Valdés, kubanischer Sänger und Perkussionist (85)
- 20. Oktober: Jack Anderson, US-amerikanischer Tanzkritiker und Lyriker (88)
- 20. Oktober: Haydn Gwynne, britische Schauspielerin und Musicaldarstellerin (66)
- 22. Oktober: Arni Cheatham, US-amerikanischer Jazzmusiker (79)
- 23. Oktober: István Láng, ungarischer Komponist (90)
- 24. Oktober: Lothar Pohl, deutscher Sänger und Songwriter (70)
- 24. Oktober: Steve Riley, US-amerikanischer Musiker (67)
- 25. Oktober: Zdeněk Mácal, tschechischer Dirigent (87)
- 25. Oktober: Hans Mosesson, schwedischer Schauspieler, Regisseur und Musiker (79)
- 26. Oktober: Goa Gil, US-amerikanischer DJ und Musiker (72)
- 26. Oktober: Knut Unertl, deutscher Oboist und Musikpädagoge (71)
- 27. Oktober: Axali Doëseb, namibischer Komponist (69)
- 29. Oktober: Tigran Alichanow, russischer Pianist (80)
- 29. Oktober: Heath, japanischer Musiker (55)
- 30. Oktober: Aaron Spears, US-amerikanischer Schlagzeuger (47)
- 31. Oktober: Lawrence Cohn, US-amerikanischer Anwalt und Blues-Produzent (91)

### November
- 01. November: Pierre Dutour, französischer Trompeter und Arrangeur (91)
- 01. November: Vittorio Vergeat, italienischer Musiker (72)
- 02. November: Michel Pilz, luxemburgischer Jazzmusiker (78)
- 02. November: Juri Temirkanow, russischer Dirigent (84)
- 05. November: Harald Heckmann, deutscher Musikwissenschaftler (98)
- 05. November: Donald Hunsberger, US-amerikanischer Dirigent und Arrangeur (91)
- 06. November: Thomas Fink, deutscher Jazzpianist (88)
- 06. November: Darlyn Morais, brasilianischer Sänger (28)
- 07. November: C-Knight, US-amerikanischer Rapper (52)
- 08. November: Hannelore Kramm, österreichische Schlagersängerin und Schauspielerin (81)
- 08. November: Cobi Narita, US-amerikanische Musikveranstalterin (97)
- 09. November: R. L. Boyce, US-amerikanischer Bluessänger, Songwriter und Gitarrist (68)
- 09. November: David Bronner, österreichischer Musikproduzent (58)
- 10. November: Johnny Ruffo, australischer Sänger und Schauspieler (35)
- 12. November: Joan Jara, britisch-chilenische Tänzerin und Aktivistin (96)
- 12. November: Maria Scharwieß, deutsche Komponistin, Organistin und Kirchenmusikerin (80)
- 12. November: Heinz Zickler, deutscher Trompeter, Organist, Kantor und Komponist (103)
- 14. November: Geiss Haejm, deutscher Liedermacher und Schriftsteller (72)
- 14. November: Franz Xaver Ohnesorg, deutscher Kulturmanager (75)
- 14. November: Larry Ramirez, US-amerikanischer Instrumentenbauer (85)
- 15. November: Karl Tremblay, kanadischer Sänger (47)
- 16. November: George Brown, US-amerikanischer Schlagzeuger und Keyboarder (74)
- 17. November: Seóirse Bodley, irischer Komponist (90)
- 17. November: Petru Munteanu, deutscher Violinist und Violinpädagoge (83)
- 17. November: Ljubow Baschirowna Schischchanowa, sowjetische bzw. russische Organistin, Musikpädagogin und Hochschullehrerln (76)
- 18. November: David Del Tredici, US-amerikanischer Komponist (86)
- 19. November: Marek Ałaszewski, polnischer Rockmusiker (80)
- 19. November: Colette Maze, französische Pianistin (109)
- 19. November: Larry McKenna, US-amerikanischer Jazzmusiker und Musikpädagoge (86)
- 19. November: Sara Tavares, portugiesische Sängerin (45)
- 20. November: Mario Sicca, italienischer Gitarrist (93)
- 20. November: Mars Williams, US-amerikanischer Saxophonist (68)
- 21. November: Benjamin-Gunnar Cohrs, deutscher Musikforscher, Dirigent und Publizist (58)
- 21. November: Conrad von der Goltz, deutscher Violinist (95)
- 21. November: Horacio Malvicino, argentinischer Tango- und Jazz-Gitarrist und -Komponist (94)
- 21. November: Stephan Malzdorf, deutscher Volksmusiker und Moderator (75)
- 22. November: Hans Huber, deutscher Kapellmeister, Komponist und Jazz-Pianist (96)
- 22. November: Phil Kelly, US-amerikanischer Komponist und Arrangeur (85)
- 22. November: Jean Knight, US-amerikanische Soul- und R&B-Sängerin (80)
- 23. November: Rona Hartner, rumänische Schauspielerin, Sängerin, Komponistin und Texterin (50)
- 23. November: Melikof Karaian, armenischer Komponist und Musikpädagoge (85)
- 24. November: Heidelinde Weis, österreichische Schauspielerin, Regisseurin und Sängerin (83)
- 25. November: Günter Berger, deutscher Organist, Komponist und Hochschullehrer (94)
- 26. November: Martín Elizalde, argentinischer Rockmusiker (45)
- 26. November: Brian Godding, britischer Gitarrist (78)
- 26. November: Franz Martin Küng, Schweizer Musiker und Musikpädagoge (75)
- 26. November: Geordie Walker, britischer Rockmusiker (64)
- 28. November: John Colianni, US-amerikanischer Jazzpianist (61)
- 28. November: Theo Fischer, deutscher Komponist und Musikprofessor (97)
- 29. November: Scott Kempner, US-amerikanischer Gitarrist (69)
- 29. November: Mildred Miller, US-amerikanische Opernsängerin (98)
- 30. November: Shane MacGowan, irischer Musiker (65)

### Dezember
- 01. Dezember: Franz Bartolomey, österreichischer Cellist (76)
- 01. Dezember: Tom Schroeder, deutscher Musikjournalist und -veranstalter (85)
- 02. Dezember: Roy Gerson, US-amerikanischer Jazzpianist (64)
- 03. Dezember: Klaus Bernbacher, deutscher Dirigent und Politiker (92)
- 03. Dezember: Myles Goodwyn, kanadischer Musiker (75)
- 03. Dezember: Hollywood Hank, deutscher Rapper (38)
- 05. Dezember: Denny Laine, britischer Rockmusiker (79)
- 05. Dezember: Lils Mackintosh, niederländische Sängerin (68)
- 06. Dezember: Michel Sardaby, französischer Jazz-Pianist und Komponist (88)
- 07. Dezember: Zita Carno, US-amerikanische Pianistin (88)
- 07. Dezember: Lola Dee, US-amerikanische Sängerin (95)
- 08. Dezember: Itziar Castro, spanische Schauspielerin, Sängerin, Autorin und Aktivistin (46)
- 08. Dezember: Rainer Hartmann, deutscher Jazzmusiker (65)
- 08. Dezember: Jan Janca, deutsch-polnischer Organist und Komponist (90)
- 11. Dezember: Jeffrey Foskett, US-amerikanischer Musiker, Komponist und Sänger (67)
- 11. Dezember: Essra Mohawk, US-amerikanische Singer-Songwriterin (75)
- 11. Dezember: Marcel Papaux, Schweizer Jazzschlagzeuger (63)
- 11. Dezember: Zahara, südafrikanische Singer-Songwriterin (36)
- 12. Dezember: Ole Paus, norwegischer Musiker, Sänger, Schriftsteller und Dichter (76)
- 12. Dezember: Jerry Puckett, US-amerikanischer Gitarrist (84)
- 13. Dezember: Pedro Henrique, brasilianischer Sänger (30)
- 13. Dezember: Claude Olmos, französischer Jazzmusiker (Gitarre) (77)
- 14. Dezember: Wolfgang Klesius, deutscher Pianist, Musikpädagoge und Musiktheoretiker (60)
- 14. Dezember: Rüdiger Wolff, deutscher Schauspieler, Moderator und Sänger (70)
- 15. Dezember: Anup Ghosal, indischer Sänger (77)
- 15. Dezember: Guy Marchand, französischer Schauspieler, Jazz-Klarinettist und Sänger (86)
- 15. Dezember: Eduardo Villa, US-amerikanischer Opernsänger (70)
- 16. Dezember: Óscar Agudelo, kolumbianischer Sänger (91)
- 16. Dezember: Colin Burgess, australischer Schlagzeuger (77)
- 16. Dezember: Carlos Lyra, brasilianischer Musiker (90)
- 16. Dezember: Manny Martínez, US-amerikanischer Schlagzeuger (69)
- 16. Dezember: Rafael Moll, spanischer Musikproduzent und -veranstalter (72)
- 16. Dezember: Don Simpson, US-amerikanischer Jazz- und Unterhaltungsmusiker (98)
- 17. Dezember: Amp Fiddler, US-amerikanischer Sänger, Musiker und Musikproduzent (65)
- 17. Dezember: Jim Ladd, US-amerikanischer Hörfunk-DJ (75)
- 17. Dezember: Susanna Parigi, italienische Singer-Songwriterin, Musikerin und Komponistin (62)
- 17. Dezember: Ingeborg Wunder, deutsche Pianistin und Hochschullehrerin (99)
- 19. Dezember: Gunther Emmerlich, deutscher Sänger und Moderator (79)
- 20. Dezember: Torben Ulrich, dänischer Musiker und Tennisspieler (95)
- 21. Dezember: Carmen Barros, chilenische Sängerin, Schauspielerin und Komponistin (98)
- 21. Dezember: Lenka Hlávková, tschechische Musikwissenschaftlerin (49)
- 22. Dezember: Frank Cassenti, französischer Filmschaffender (78)
- 22. Dezember: Sajid Khan, indischer Schauspieler und Sänger (71)
- 22. Dezember: Laura Lynch, US-amerikanische Musikerin (65)
- 22. Dezember: Heike Matthiesen, deutsche Gitarristin (54)
- 23. Dezember: Michael Friis, dänischer Musiker, Musikproduzent und Schauspieler (73)
- 23. Dezember: Hans Helm, deutscher Opernsänger (89)
- 23. Dezember: Michael Radulescu, deutsch-österreichischer Komponist und Organist (80)
- 23. Dezember: Neil Slaven, britischer Musikproduzent (≈80)
- 24. Dezember: Vasilis Karras, griechischer Volkssänger (70)
- 24. Dezember: Willie Ruff, US-amerikanischer Jazzmusiker und Komponist (92)
- 25. Dezember: Albert Arbeiter, österreichischer Musikwissenschaftler, Dirigent, Pianist, Korrepetitor, Musikpädagoge und Gymnasiallehrer (96)
- 25. Dezember: Pierre Bouru, Schweizer Jazzmusiker (Schlagzeug) (95)
- 26. Dezember: Tony Oxley, britischer Schlagzeuger (85)
- 26. Dezember: Tom Smothers, US-amerikanischer Sänger und Comedian (86)
- 27. Dezember: Jim Ryan, US-amerikanischer Jazzmusiker (Saxophon)
- 28. Dezember: Francis Dhomont, französischer Komponist (97)
- 28. Dezember: Jacquelyn Mattfeld, US-amerikanische Musikwissenschaftlerin und Hochschulverwalterin (98)
- 28. Dezember: Gisela Peters-Rohse, deutsche Tänzerin, Tanzpädagogin, Tanzkritikerin (85)
- 29. Dezember: Sam Burtis, US-amerikanischer Jazzmusiker (75)
- 29. Dezember: Les McCann, US-amerikanischer Jazzpianist (88)

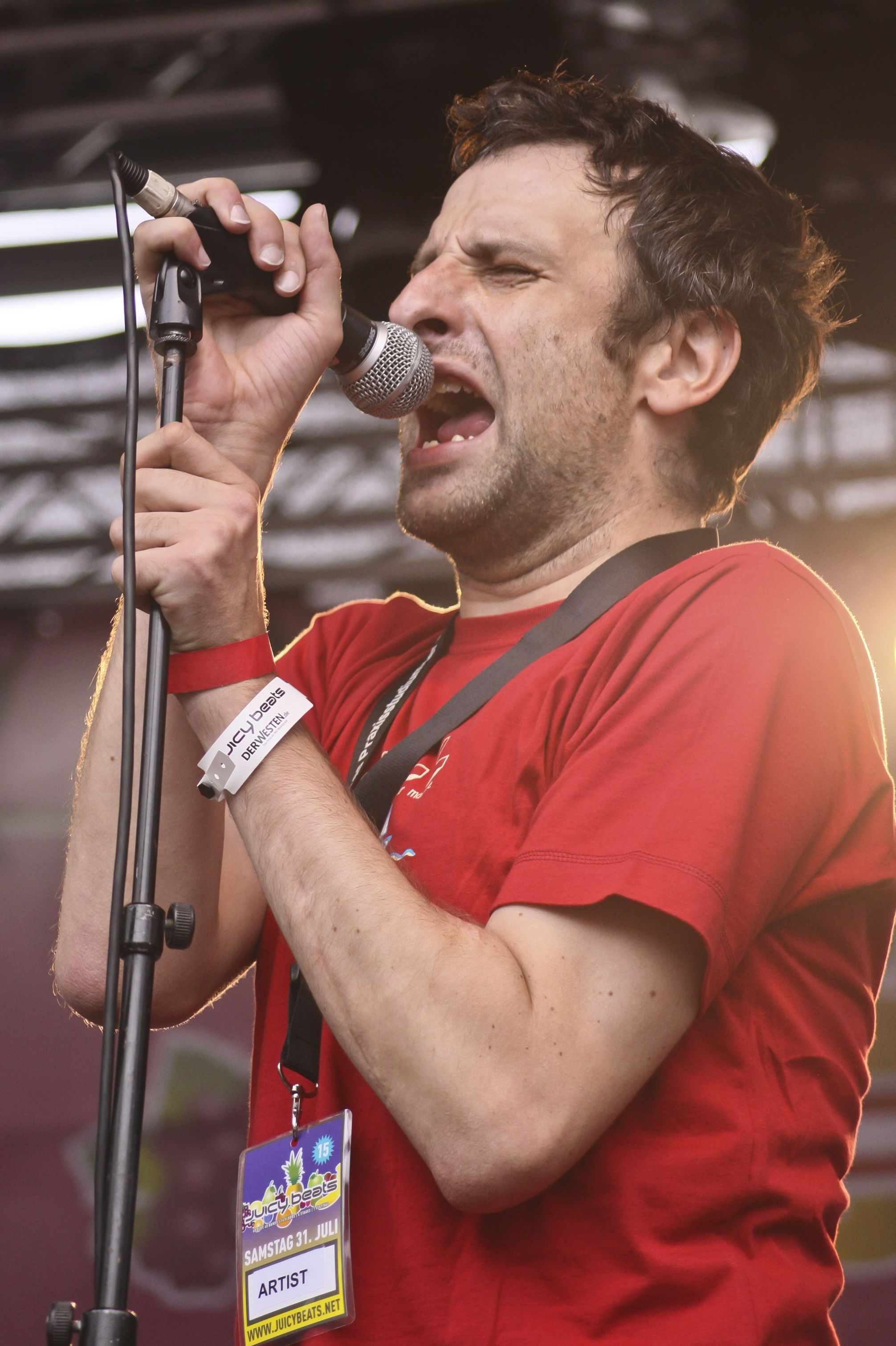
Torsun Burkhardt; † 30. Dezember

- 30. Dezember: Torsun Burkhardt, deutscher Sänger und Bassist (49)
- 31. Dezember: Shmulik Bilu, israelischer Musiker (71)

### Genaues Todesdatum unbekannt
- Jarbas „Jabá“ Alves, brasilianischer Bassist (69)
- Andreas Becker, deutscher Gitarrist (≈66)
- Charlie Dominici, US-amerikanischer Sänger (72)
- Pierre Dutour, französischer Trompeter und Arrangeur (91)
- Pete Garner, britischer Bassist (61)
- Bruno Hartl, österreichischer Schlagzeuger und Komponist (≈60)
- Niel Immelman, südafrikanisch-britischer Pianist und Musikpädagoge (78)
- Daniel Jones, US-amerikanischer Musikproduzent (41)
- Stephen Katz, US-amerikanischer Toningenieur und Tontechniker (≈78)
- Hans-Joachim Kurzweg, deutscher Musiker und Bandleader (86)
- Brian McBride, US-amerikanischer Musiker (53)
- Morad Nafa, französischer Rapper (46)
- Mike Peters, britischer Jazzmusiker (≈90)
- Raúl Prieto, kubanischer Sänger und Liedermacher (54)
- Wolfgang Wiemer, deutscher Kirchenmusiker, Komponist und Hochschuldozent (89)
- Gordon Whitworth, britischer Jazzmusiker (≈78)